# Sculpture grecque classique
Sauf précision contraire, les dates de cet article sont sous-entendues « avant l'ère commune » (AEC), c'est-à-dire « avant Jésus-Christ ».
Cette époque, classique, de la sculpture grecque antique, environ de 480 à 320 avant  l'ère commune, fait suite à la sculpture grecque archaïque, entre la fin du VIIe et le début du Ve siècle. Elle est suivie par une autre époque de création, celle de la sculpture hellénistique, environ de 320 à 31 avant l'ère commune.
Pour les anciens, la sculpture de la seconde moitié du « siècle de Périclès », le Ve siècle, a vu le succès récurrent à travers les siècles de deux sculpteurs, Polyclète et Phidias. Le premier mit au point un art équilibré et rationnel propre à sa génération en fondant sur un système de rapports mathématiques les proportions idéales du corps humain ; le second participa au renforcement du prestige d'Athènes, par la célébrité et l'influence du Parthénon et des monuments construits sur l'Acropole de 447 à 404. Un peu plus tard, Praxitèle, au IVe siècle, est le sculpteur grec dont les sources nous parlent le plus, plus encore que Phidias et Lysippe. Le fait qu'il ait été l'auteur du premier nu féminin en ronde bosse indépendante, autour duquel le regard pouvait se déplacer, a joué et joue encore un rôle incontestable. Ces sculpteurs sont les représentants majeurs de ce que l'on appelle le classicisme, entre 480 et 338 ou 325. Cette longue période a été découpée en plusieurs styles : le préclassicisme ou « style sévère » entre, 490-480 et 450, le premier classicisme, entre 450 et 400, et enfin le second classicisme, entre 400 et 338/325 ou 338. Au cours de cette période où le renouvellement est constant, ce découpage, sur des dates aussi précises, doit être considéré avec souplesse.
Mis à part quelques originaux dont le nombre n'augmente que lentement, nous devons nous appuyer sur des sculptures qui sont à peu près toutes des copies en marbre d’époque romaine. Ces copies, parfois très nombreuses tout en étant dérivées du même modèle ou de modèles proches, permettent de nous faire une idée de la sculpture grecque aux Ve et IVe siècles. Il s'agit de celle qui était appréciée dans le monde grec, mais qui a été surtout retenue par le goût des Romains, avec toutes les variations de ce goût dans le temps jusqu'à l'Antiquité tardive, dès la fin du IIIe siècle de notre ère, où le modèle grec classique s'estompe progressivement. Le goût des grandes collections d'art antique, surtout depuis la Renaissance, ont donné une nouvelle vie à ces formes héritées, survivantes jusque dans l'art contemporain.

## Quelques repères en image

Sculptures classiques de 480 à 320
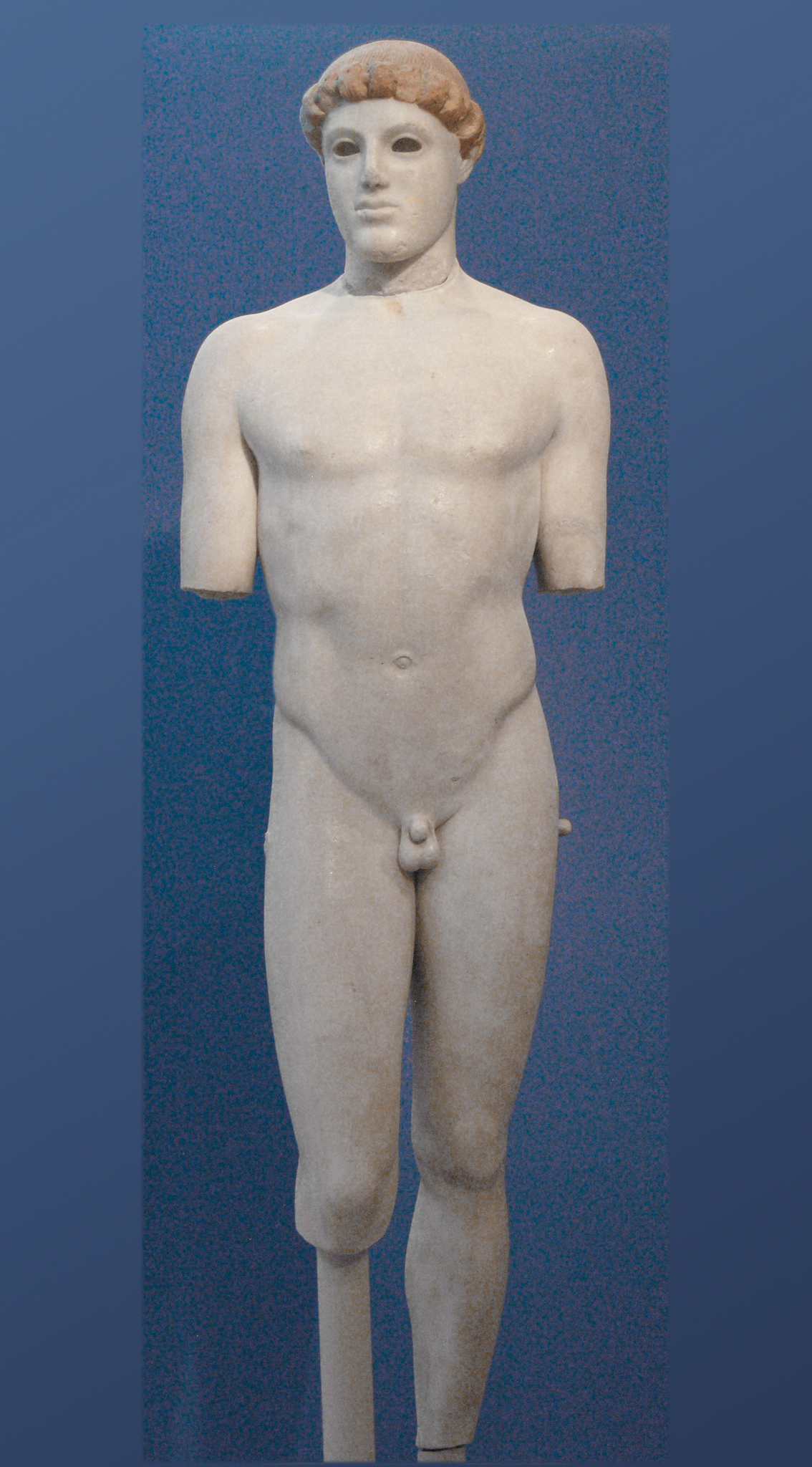
« Éphèbe de Critios ». Vers 480. Marbre de Paros. Original
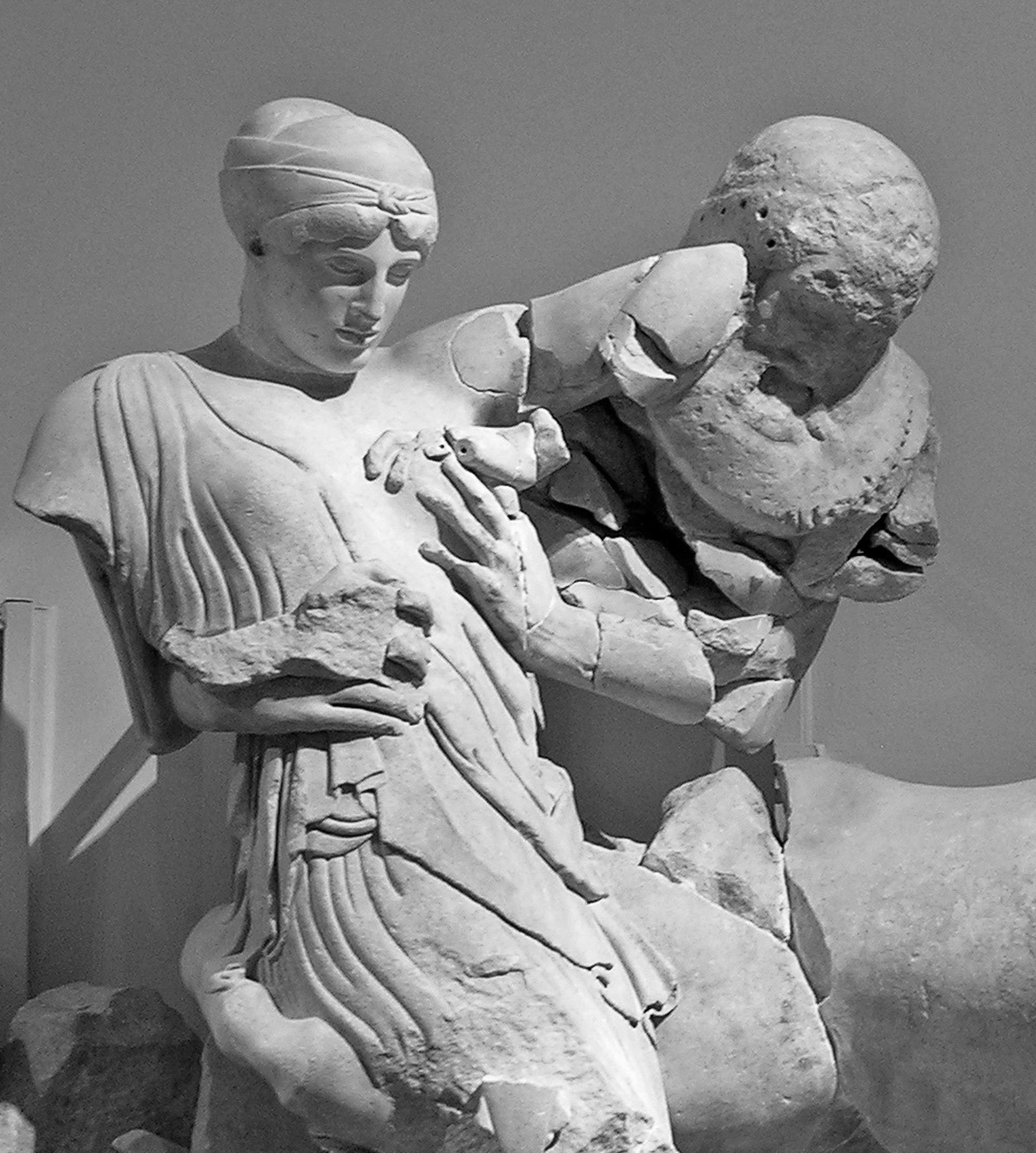
Déidamie enlevée par un centaure. Temple de Zeus à Olympie. Fronton Ouest. Marbre de Paros. 470-456. Original
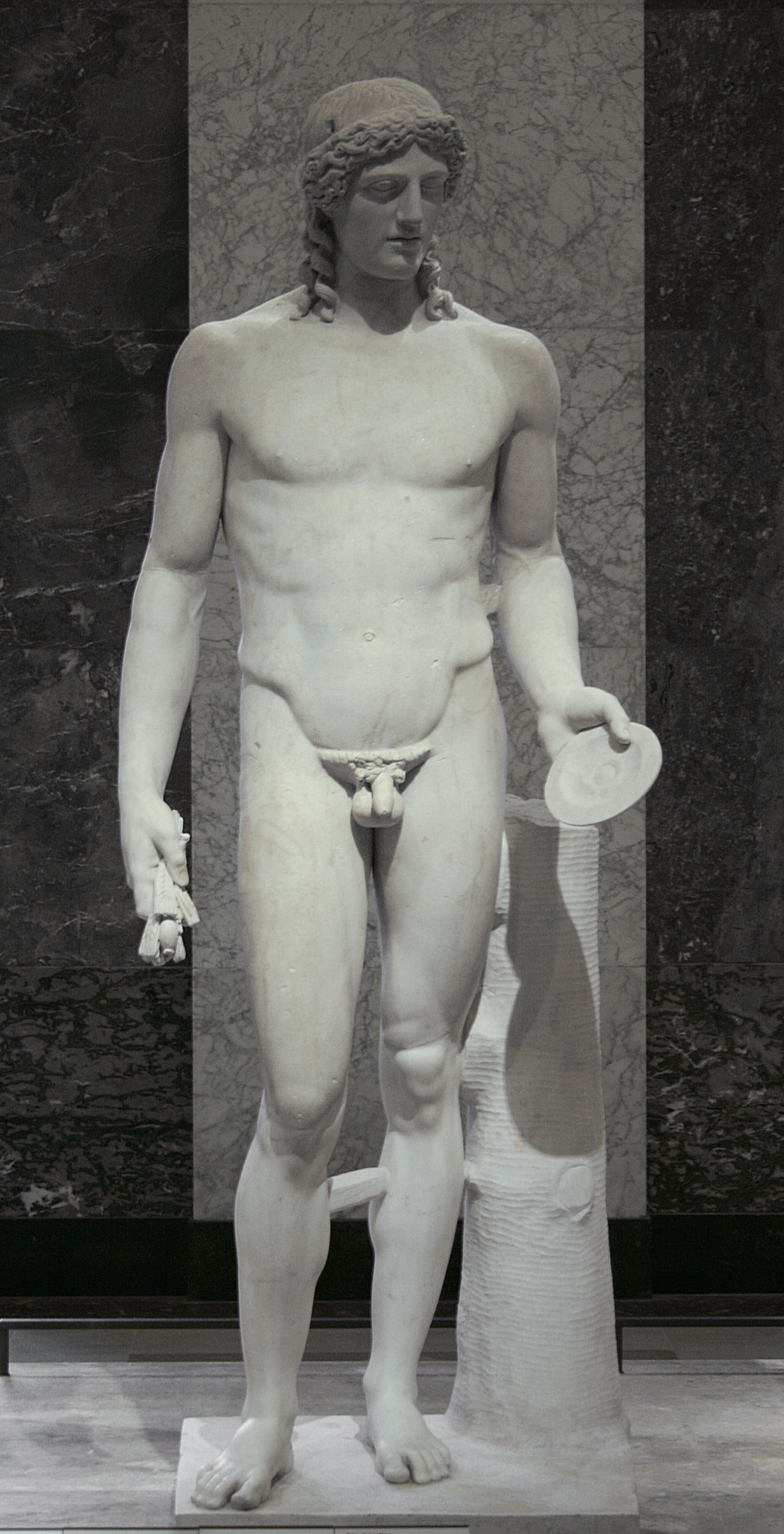
Apollon du type de Cassel[6]. Copie en marbre, H. 2 m., d'après un original en bronze attribué à Phidias, réalisé vers 450. Restaurations nombreuses
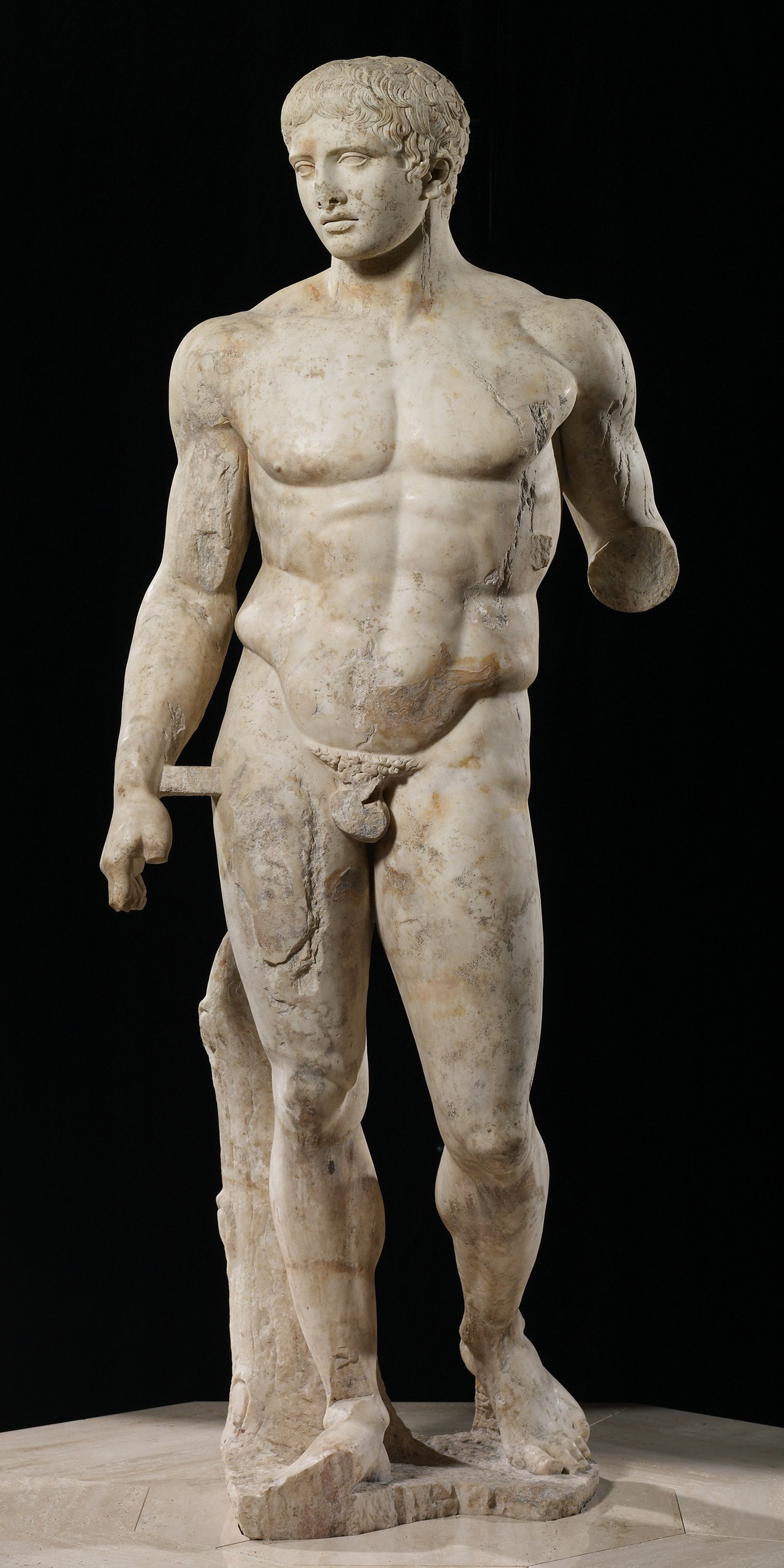
« Doryphore ». Marbre. H. 1,98 m. Copie (époque d'Auguste) d'après un original de Polyclète en bronze, réalisé vers 440
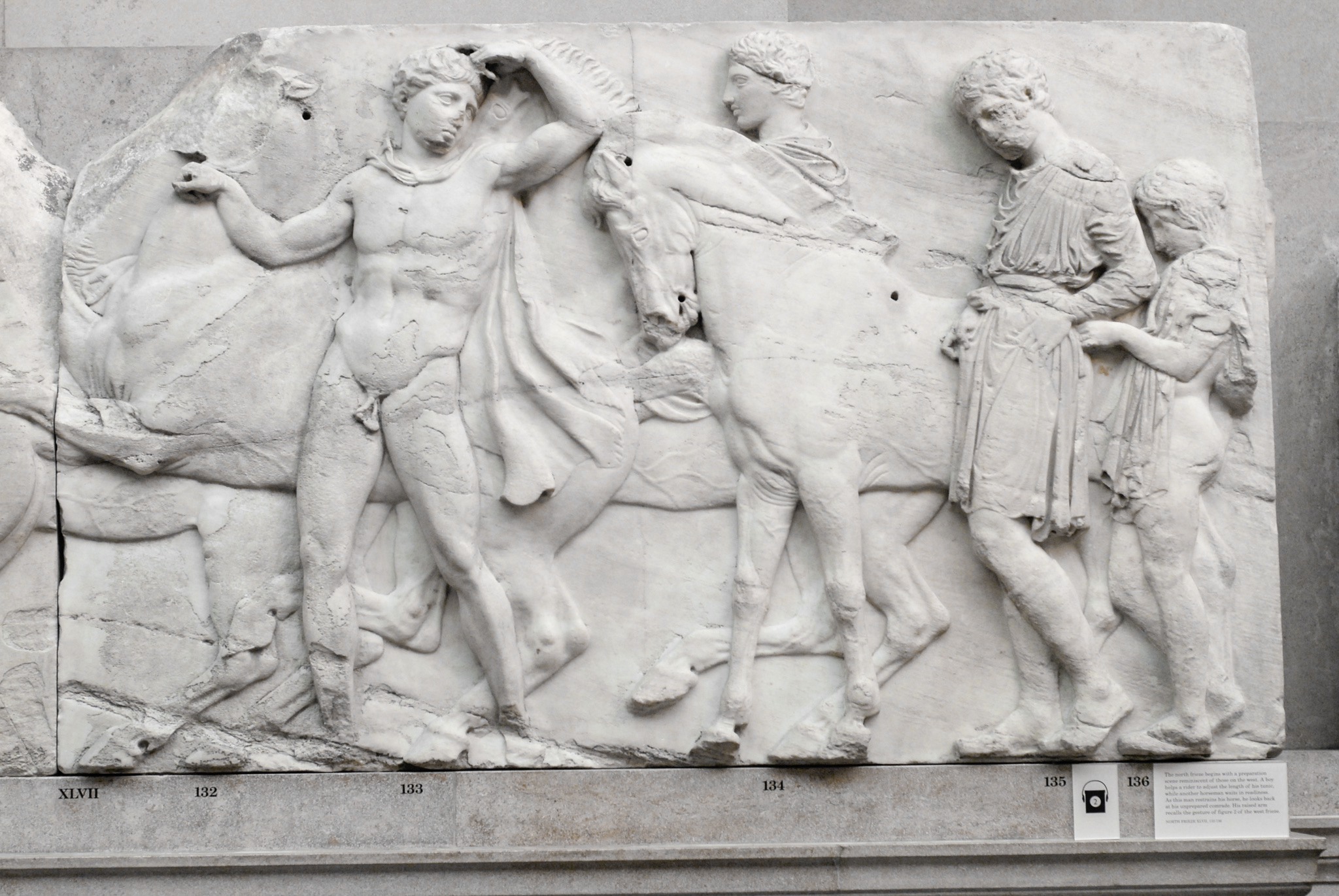
Parthénon. Frise Nord, plaque 47. Entre 442 et 438. Acropole. Marbre du Pentélique. Original
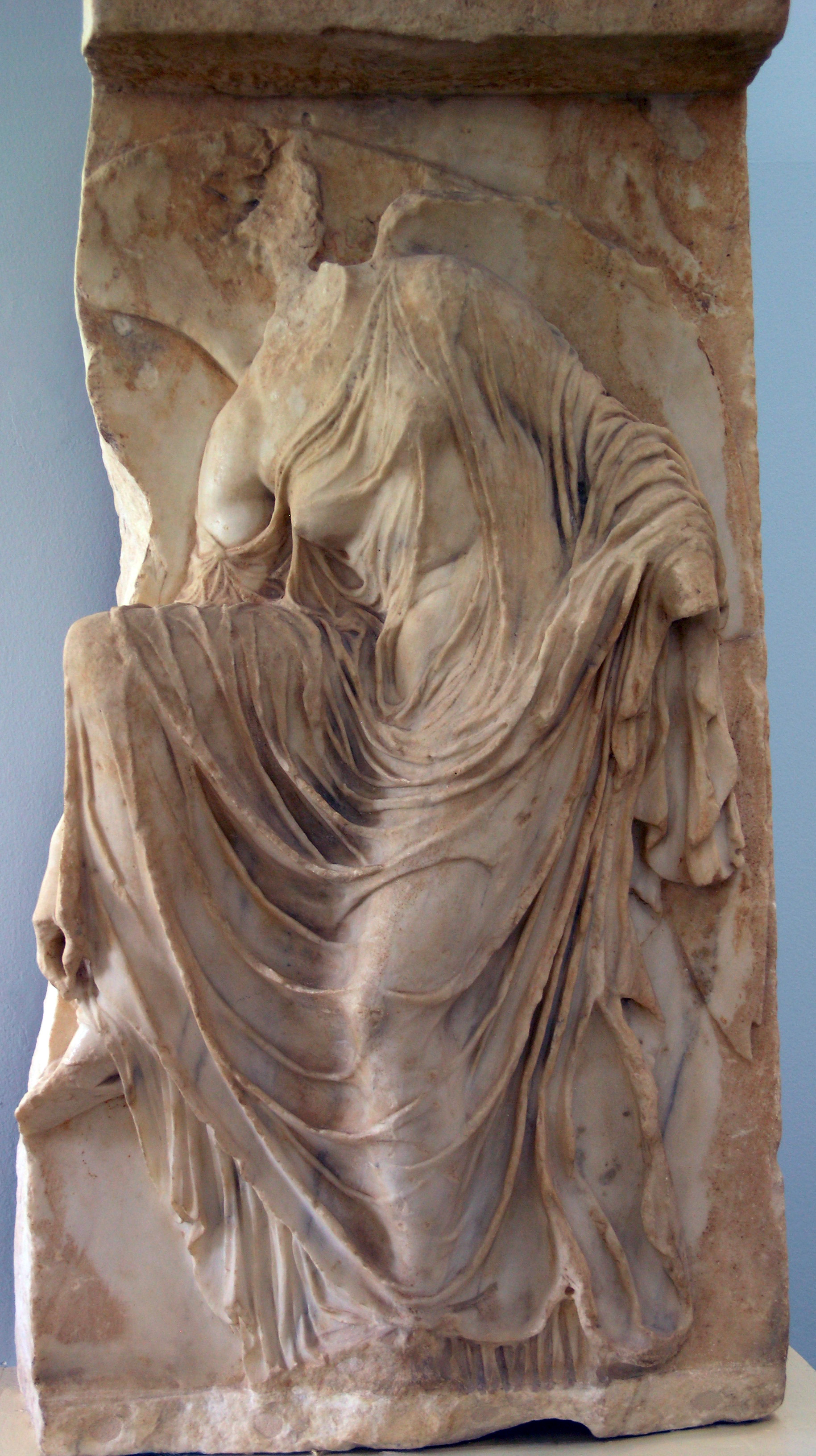
Nikè détachant sa sandale. Parapet du temple ionique d'Athèna Nikè. 410-405. Acropole. Marbre du Pentélique. Original
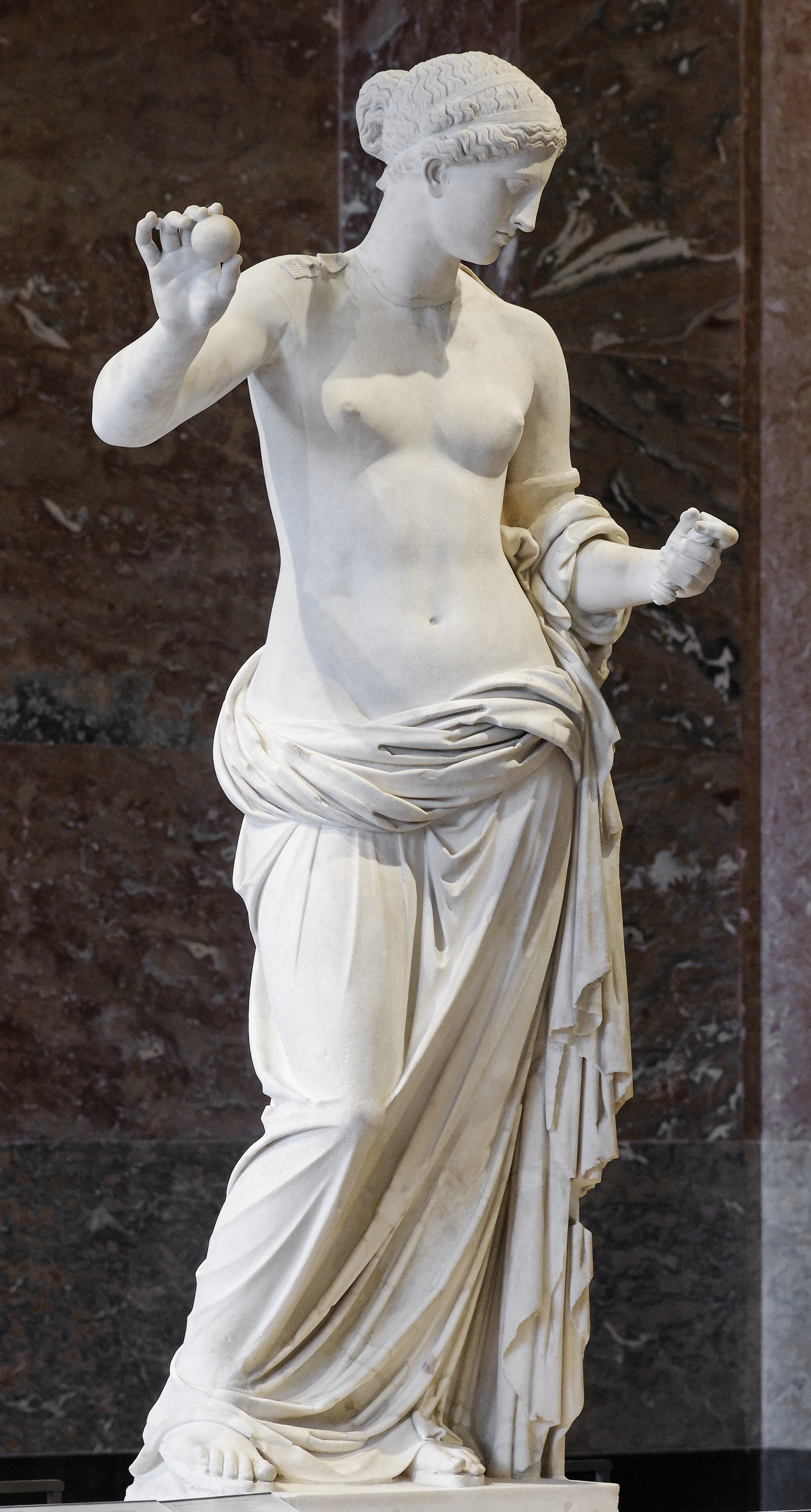
« Vénus d'Arles ». Marbre. H. 1,94 m. Copie d'après un original, en marbre, de Praxitèle, v. 365. Restaurations de Girardon
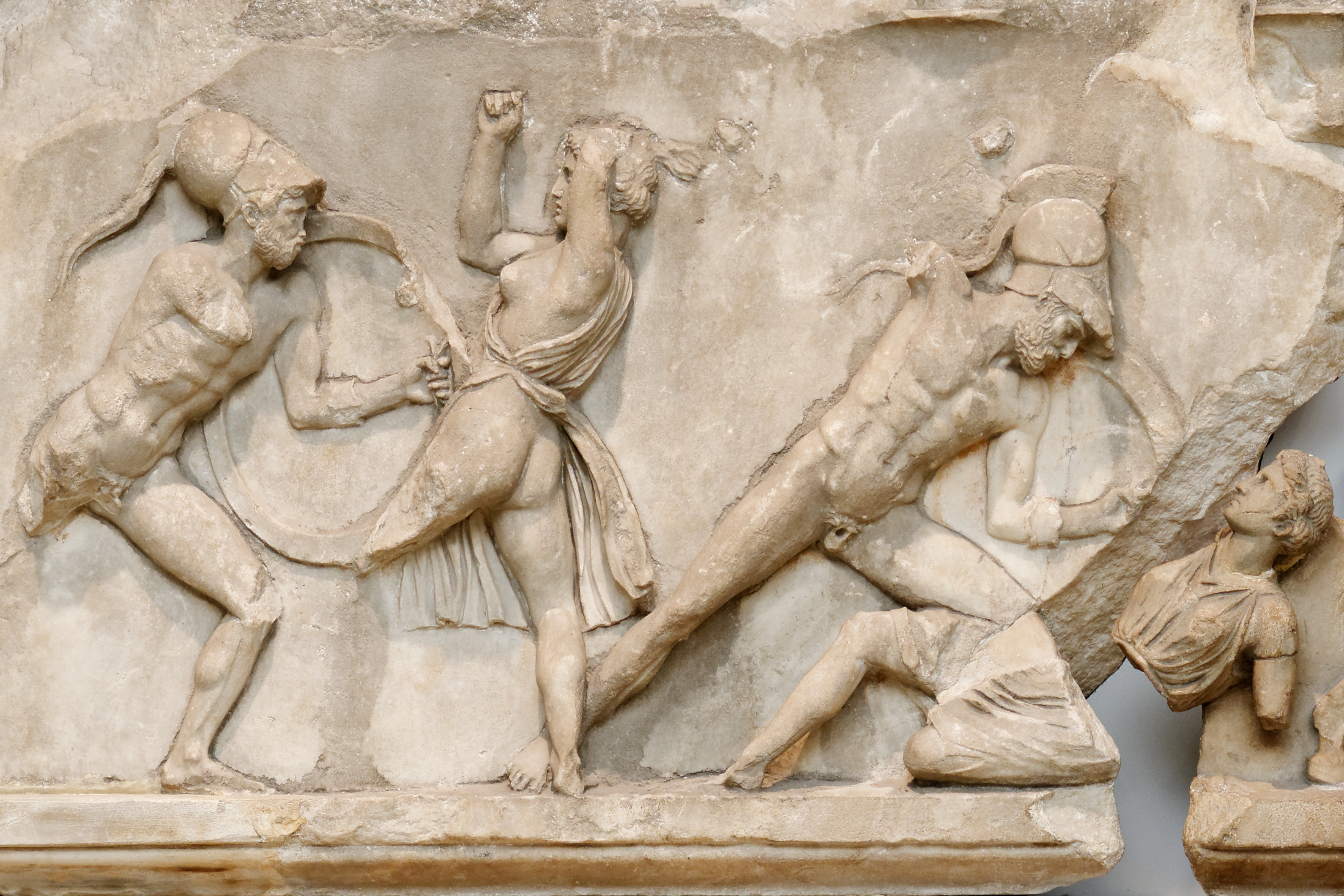
Combat des Amazones. Mausolée d'Halicarnasse. Vers 350. Original
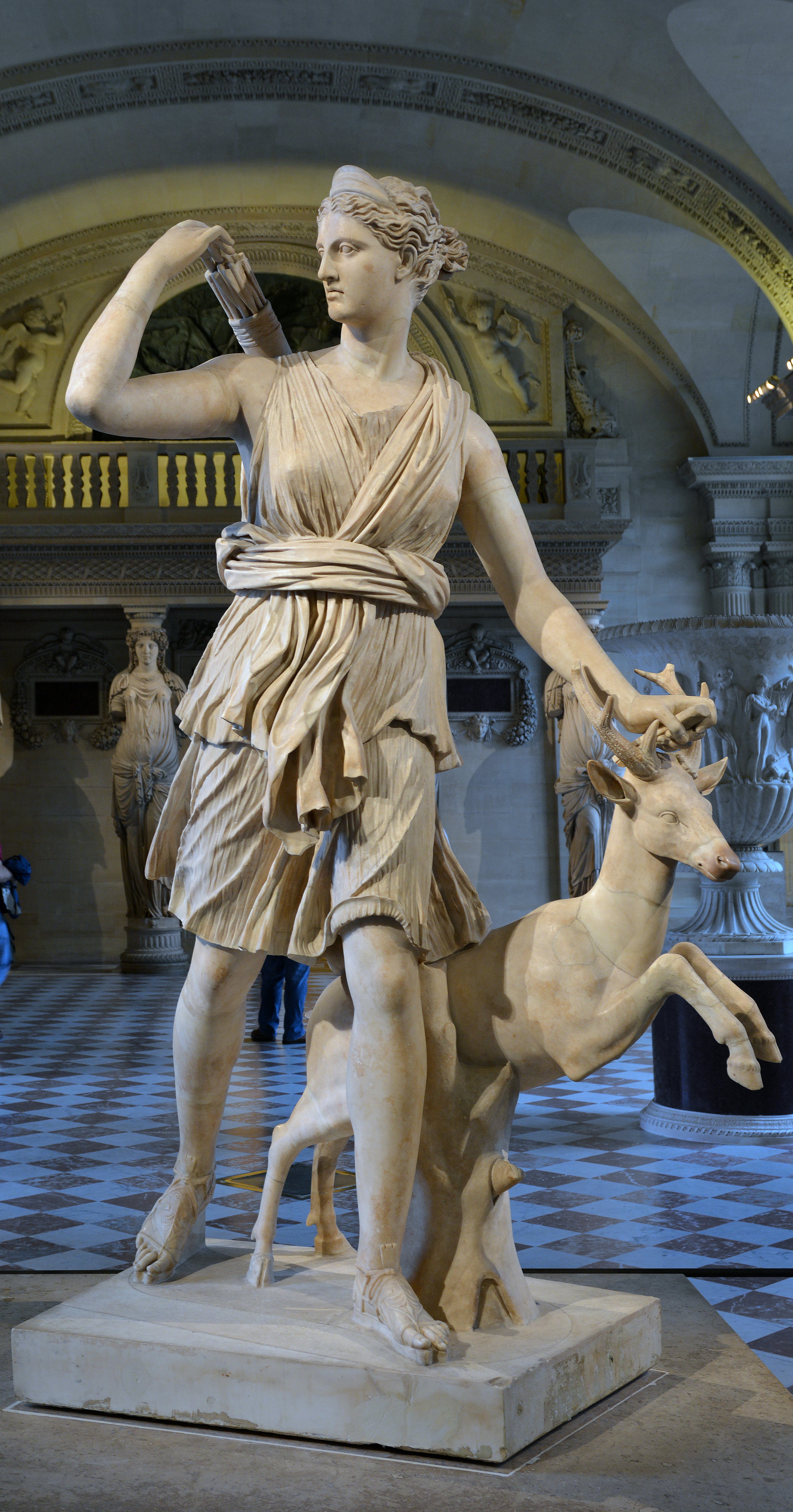
« Artémis (Diane) de Versailles ». Léocharès. Transposition hellénistique du IIe siècle en marbre d'un bronze réalisé vers 330. Restaurations de Barthélemy Prieur
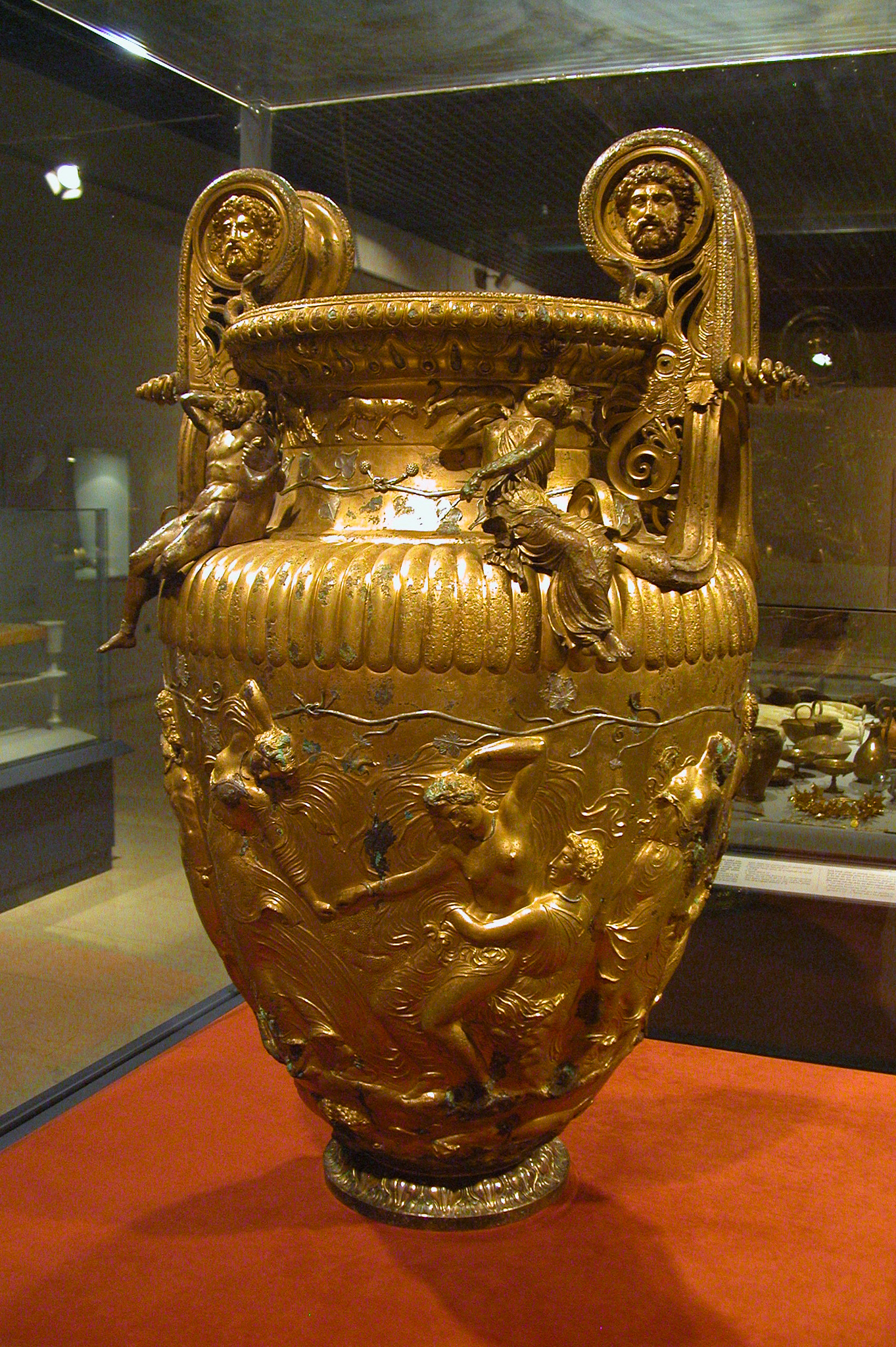
Cratère cinéraire de la tombe B, Dervéni, Thessalonique. Avant 320. Face B. Bronze à forte teneur en étain, H. 90 cm. Original

## Généralités

### Périclès et Athènes
Au début des années 440, Périclès est assez sûr du côté de la Perse - les guerres médiques se sont achevées en  479 - aucun danger de ce côté là ni du côté des cités soumises à la Perse. Il entame alors une politique de grands travaux dans tout l'Attique, mais surtout sur l'acropole d'Athènes. Le trésor de la Ligue de Délos est transféré à l'Acropole en 454, il va servir en grande partie à financer ces travaux. Il s'agit alors d'assurer le plein emploi en temps de paix et de donner l'occasion au savoir-faire de l'Attique, jusque là absorbé dans les arsenaux et par la flotte, de se redéployer dans la construction et dans les arts. Cet investissement colossal permet de rassembler les sculpteurs les plus renommés, venus de tout le monde grec. Ils vont se mesurer à des défis considérables, rapidement, et apprendre, sur le chantier du Parthénon, à travailler en commun tout en se surpassant.
Les grands centres panhelléniques, Olympie et Delphes, reçoivent aussi les effets de ce  qui se passe à Athènes.

### Fonctions de la sculpture grecque classique
Afin de créer une image simple et claire de la sculpture grecque dans sa diversité celle-ci a été répartie en plusieurs "catégories" : « les statues et reliefs de culte ; les offrandes ; la sculpture décorative ; la sculpture funéraire ; la sculpture commémorative ; la statuaire honorifique et le portrait ». Mais il ne faudrait pas considérer cette présentation comme une liste de catégories étanches et fixes.
Pour préciser cette idée, l'étude du second monument à  Harmodios et Aristogiton, placé sur l'Agora d'Athènes - deux héros qui étaient célébrés pour avoir mis à mort le tyran Hipparque en 514 - montre qu'il est impossible de lui assigner une fonction unique, votive, cultuelle, funéraire ou honorifique, car il aura assumé toutes ces fonctions selon le contexte. La figure d'Harmodios qui s'inspirait des représentations d'Apollon dans les gigantomachies, prouve qu'une image divine pouvait servir à composer une image humaine. De même la distinction que l'on fait traditionnellement entre « statue votive » et « statue cultuelle » est, aujourd'hui, critiquée : rien ne pouvait les distinguer au premier coup d'œil, elles pouvaient être désignées par le même "mot" grec, et la confusion est devenue encore plus grande à l'époque hellénistique et romaine. Certaines statues changèrent ainsi de fonction dans l'Antiquité. « C'est le contexte qui décidait du sens et de la fonction d'une statue aux différents stades de sa vie ».
Aujourd'hui, pour le grand public, les sculptures grecques classiques ce sont surtout les statues de beaux athlètes nus (ils concouraient nus), en marbre blanc. Là encore l'étude montre que ces statues étaient pour la plupart en bronze, de taille humaine. Les statues en marbre étaient peintes lorsqu'elles étaient plus ou moins à l'abri des intempéries, leurs copies, en marbre, ont été nettoyées à l'époque moderne. Les sculptures grecques classiques sont apparues vers 460, à la suite du groupe sculpté en 477 en hommage aux deux héros de la démocratie, Harmodios et Aristogiton - les Tyrannoctones - et elles étaient déjà nombreuses à la fin de cette même époque, fin IVe siècle. Chaque statue d'athlète nu célèbre la victoire aux Jeux Olympiques (antiques) d'un jeune homme, et la statue en fait un héros, un « fils d'Héraclès ». Ce type de statue se trouvait en général à Olympie mais aussi, souvent, dans la cité de naissance du héros, sur l'agora, et parfois dans de nombreuses autres cités. En effet un culte pouvait lui être rendu dans tout l'espace de la culture grecque. La pose classique est celle de l'athlète faisant une libation en offrande à une divinité, une phiale à la main, mais cet objet a presque toujours disparu. Une statuette, conservée au Louvre, en donne une bonne image. Mais il peut être en train de réaliser son exploit, ou au repos et parfois en train de mettre sur sa tête le bandeau de la victoire.
Correspondant à cette perfection atteinte par le héros, sportif ou autre, et plus encore dans la perfection de l'image que l'on offre au dieu, dans l'édifice qu'on lui dédie, la recherche de l'harmonie des proportions est partout présente : « un système de proportions mûrement réfléchi ne cessera jamais d'habiter l'inspiration des artistes » et ce système de proportions en vient à exprimer, « par le moyen de la forme humaine, l'harmonie du cosmos. »
Aujourd'hui, pour le grand public, les sculptures grecques classiques ce sont surtout les statues de beaux athlètes nus (ils concouraient nus), en marbre blanc. Là encore l'étude montre que ces statues étaient pour la plupart en bronze, de taille humaine. Les statues en marbre étaient peintes lorsqu'elles étaient plus ou moins à l'abri des intempéries, leurs copies, en marbre, ont été nettoyées à l'époque moderne. Les sculptures grecques classiques sont apparues vers 460, à la suite du groupe sculpté en 477 en hommage aux deux héros de la démocratie, Harmodios et Aristogiton - les Tyrannoctones - et elles étaient déjà nombreuses à la fin de cette même époque, fin IVe siècle. Chaque statue d'athlète nu célèbre la victoire aux Jeux Olympiques antiques d'un jeune homme, et la statue en fait un héros, un « fils d'Héraclès ». Ce type de statue se trouvait en général à Olympie mais aussi, souvent, dans la cité de naissance du héros, sur l'agora, et parfois dans de nombreuses autres cités. En effet un culte pouvait lui être rendu dans tout l'espace de la culture grecque. La pose classique est celle de l'athlète faisant une libation en offrande à une divinité, une phiale à la main, mais cet objet a presque toujours disparu. Une statuette, conservée au Louvre, en donne une bonne image. Mais il peut être en train de réaliser son exploit, ou au repos et parfois en train de mettre sur sa tête le bandeau de la victoire.
Ces statues, et toutes les statues des dieux et des héros, les sculptures et reliefs figurant les défunts, les portraits officiels ainsi que les figurines, toutes ces images participaient aux fêtes et rituels, stimulaient les discours sociaux produits au cours de ces pratiques. Elles étaient dans le monde de la vie des Grecs et non dans un domaine réservé à ce que nous appelons les « œuvres d'art », destiné à des « spectateurs », domaine qui n'existait pas, pour eux. Plusieurs lieux recevaient ces images : au centre de la cité, le sanctuaire principal et l'agora, les maisons (où l'on a trouvé des figurines) ; à la périphérie immédiate : des sanctuaires secondaires et des nécropoles ; puis des sanctuaires situés dans les espaces cultivés, mais aussi dans les friches et les bois de la cité ; enfin les sanctuaires des limites, dans les zones frontières.
Au début du Ve siècle les premières statues d'athlètes, qui sont donc placées dans l'espace public de l'agora, peuvent choquer et sont parfois l'objet d'outrages en raison de ce qui peut passer pour une manifestation d'hubris, révélatrice d'ambitions tyranniques par les communautés qui les accueillent. En effet, jusqu'à la fin du VIe siècle, dans des cités qui comptent peu de monuments, les statues de mortels se trouvent uniquement dans les sanctuaires - à titre d'offande - ou dans les nécropoles - comme monuments funéraires.

### Sculptures grecques classiques: les matériaux

Coupe de la fonderie : sculpteurs de statues dans une fonderie (à gauche, le four qui alimente la forge (à droite) du bronze, pour de petites parties), deux clients barbus les regardent. Athènes, potier Euphronios et peintre de la Fonderie. Coupe attique à figures rouges, utilisée dans le cadre du symposion (banquet). Vers 490-480 AEC. D : 30,5 cm. Lieu de découverte : Vulci, Étrurie. Altes Museum
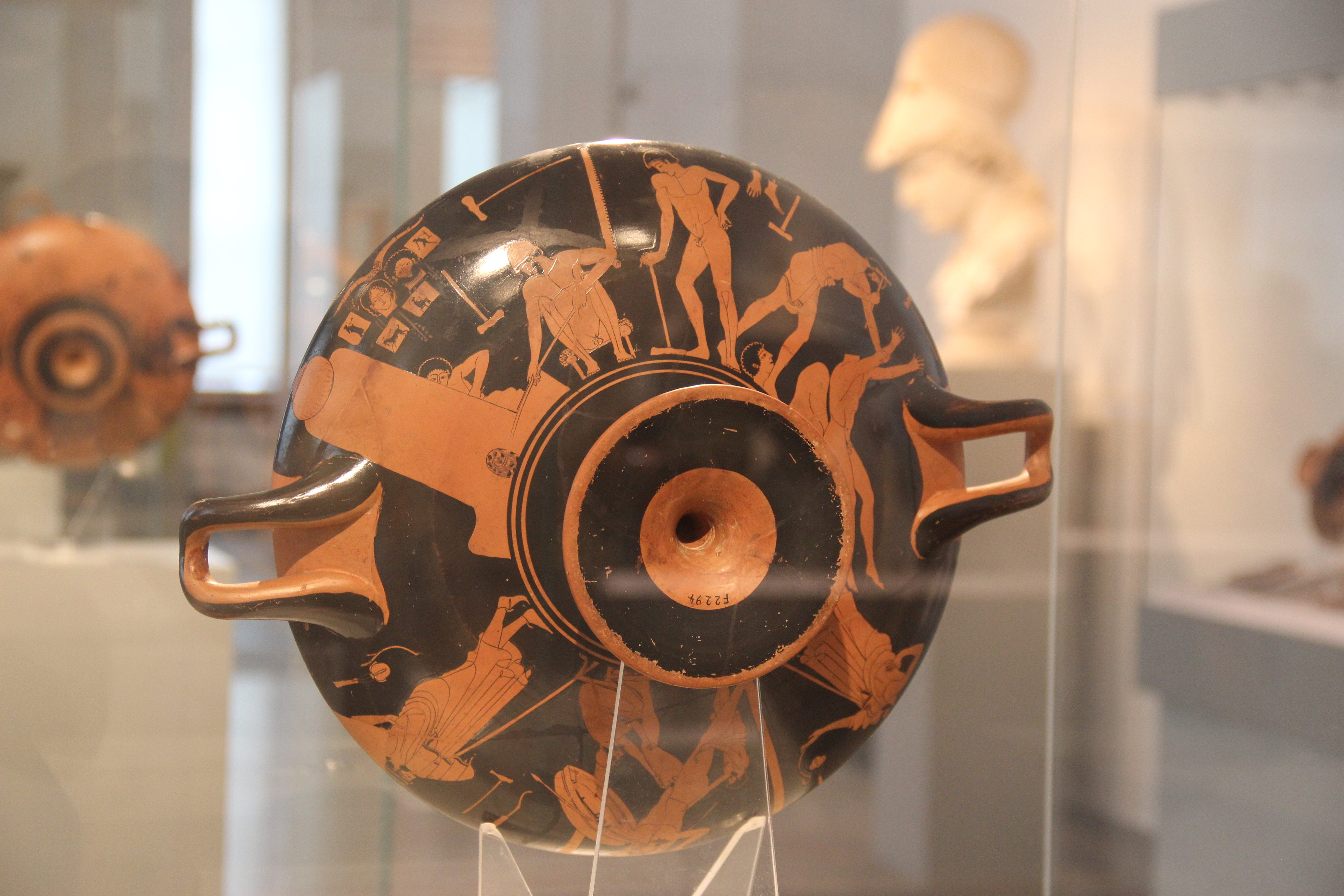
Ensemble
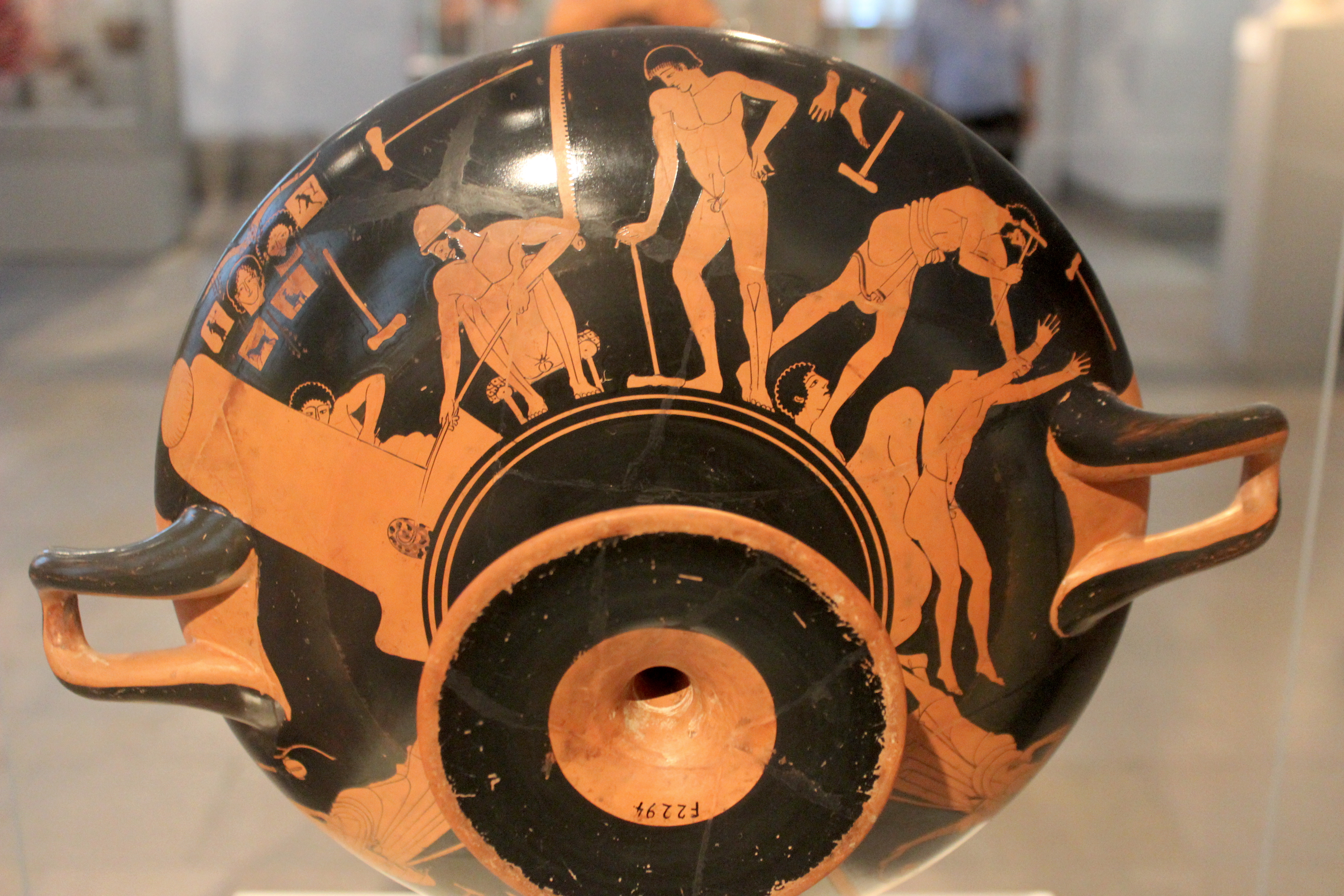
Détail
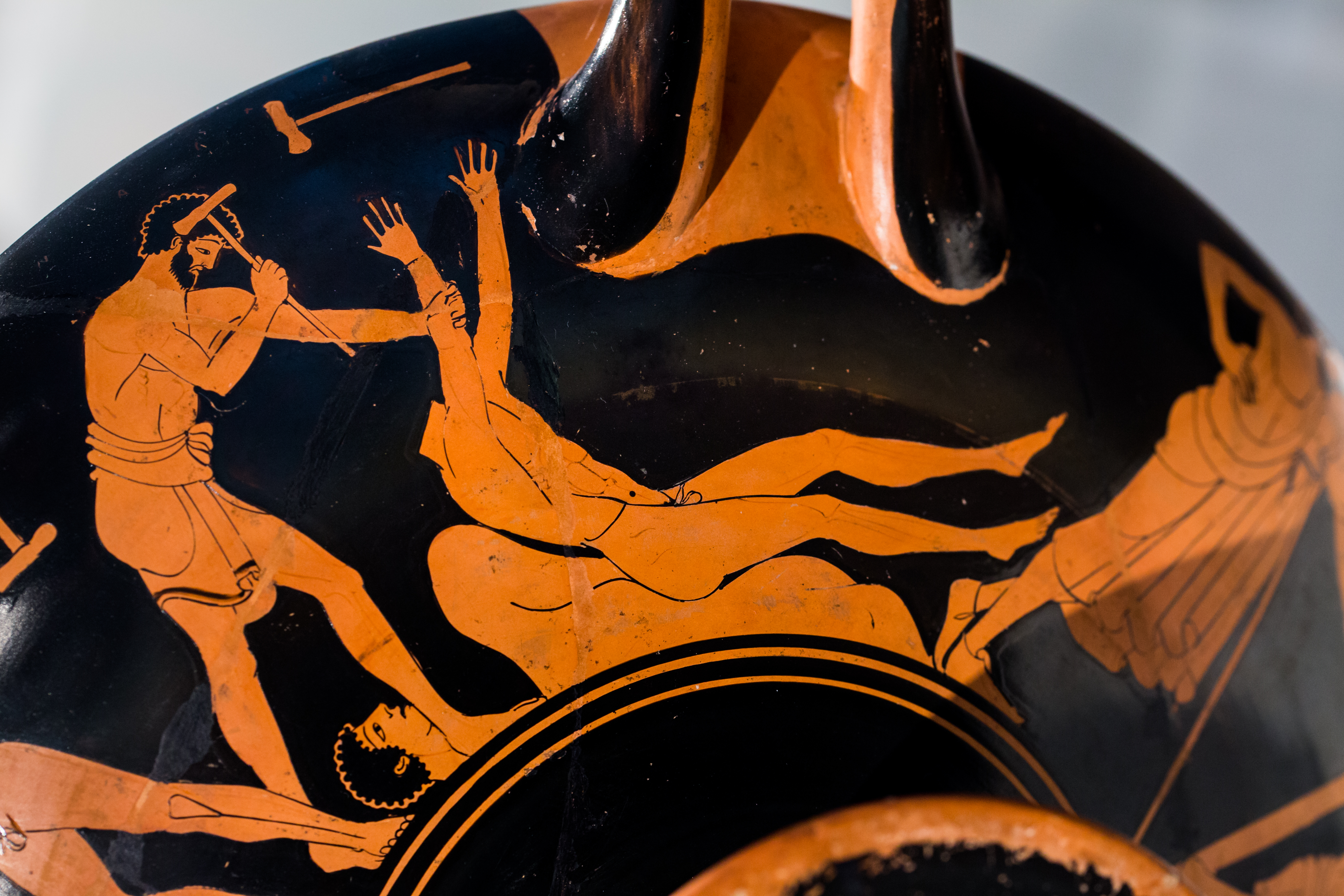
Détail
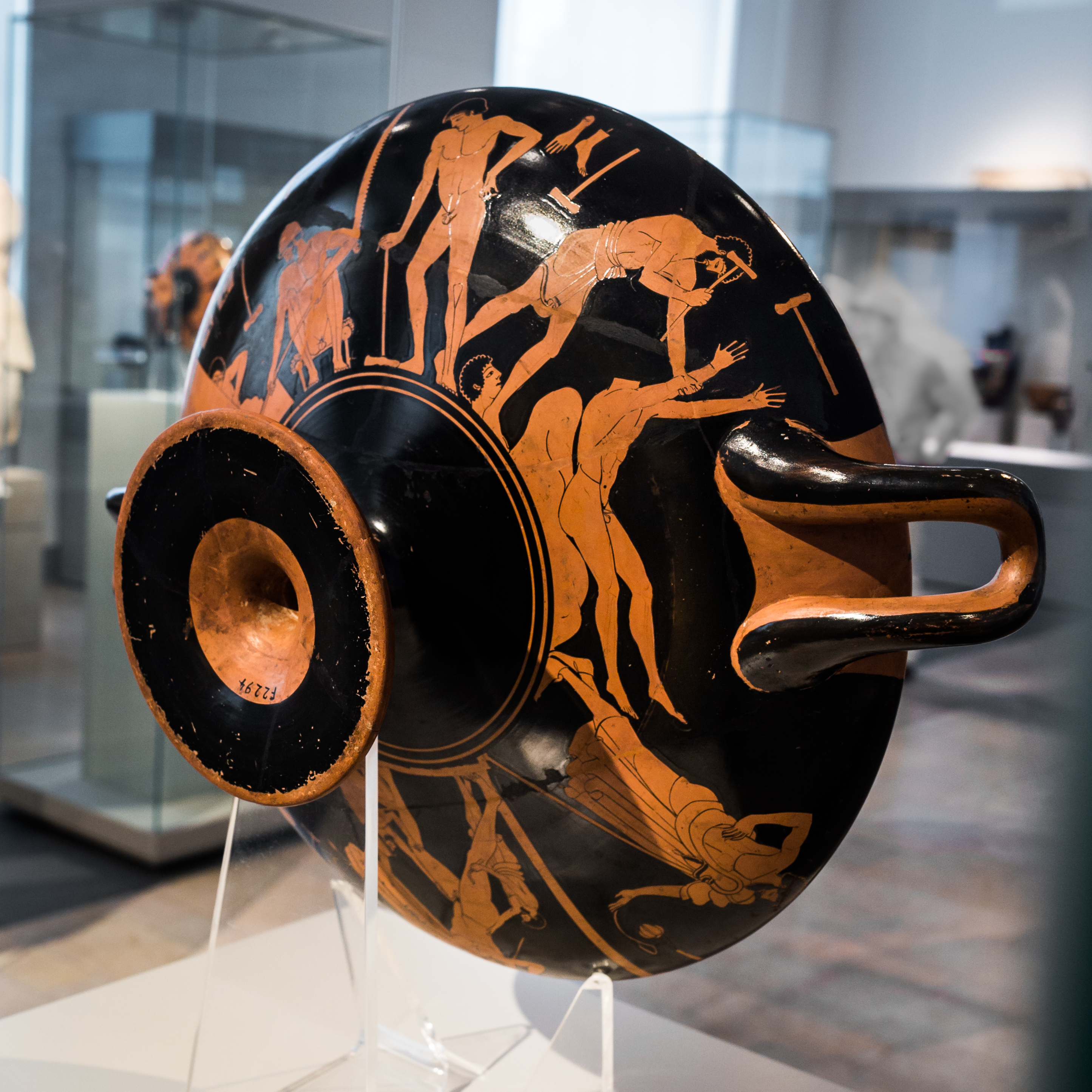
Détail

Pour les Grecs, peinture et sculpture étaient autant estimées l'une que l'autre. La peinture a quasiment disparu, mais la céramique grecque, peinte - et bien présente dans les musées - évoque encore l'art de la peinture. Et pourtant seule la sculpture représente l'art grec aujourd'hui, pour la majorité des gens. Le marbre, mais aussi la pierre calcaire ont assez bien résisté au temps. D'autres matériaux utilisés dans l'Antiquité par les sculpteurs ont néanmoins disparu : la peinture qui recouvrait un grand nombre de sculptures, le bois, la terre-cuite mais surtout les sculptures réalisées en bronze fondu et les métaux travaillés par martelage, la toreutique. Des trouvailles exceptionnelles, en Méditerranée (les bronzes de Riace) et dans les tombes de Macédoine, en ont révélé les qualités particulières pour des œuvres tout à fait prestigieuses. La recherche de prestige a motivé cette création de sculptures qui étaient des défis devant les difficultés à relever. Les cités les plus riches montraient alors un grand nombre d'entre elles dans les espaces publics. Mais ce que l'on a du mal à imaginer c'est que la plupart étaient en bronze et régulièrement entretenues pour briller dans toute la splendeur du métal poli, éblouissantes.
À l'époque classique, le bois, mais seulement le plus dur - le cèdre, le cyprès, le lotus de Libye, le buis, l'olivier... - utilisé pour un art raffiné, était peint et parfois incrusté d'ivoire, de pierres dures, comme celles réalisées par Phidias à Olympie et au Parthénon, ou moins luxueuses mais toujours conservé dans les temples ou à l'abri. La pierre calcaire, peinte, plus disponible que le marbre était aussi plus facile à travailler ; des sites moins riches que les grandes cités en ont conservé des traces. Le marbre, plus résistant mais bien plus difficile à extraire et à travailler était déjà très présent à l'époque archaïque. À côté de l'excellent marbre de Paros, travaillé dès le VIe siècle, le Pentélique n'entre en exploitation qu'après 490 avec la construction du Pré-Parthénon. À l'époque classique, c'est en modelant la terre que le sculpteur élaborait d'abord le modèle d'une commande importante, à réaliser ensuite en bronze ou en marbre (y compris pour les reliefs). Actuellement, la modélisation numérique 3D permet de revenir à l'acte créateur, celui du modelage et de l'expérimentation de la meilleure place de telle figure, ou de la meilleure formule pour le thème commandé.

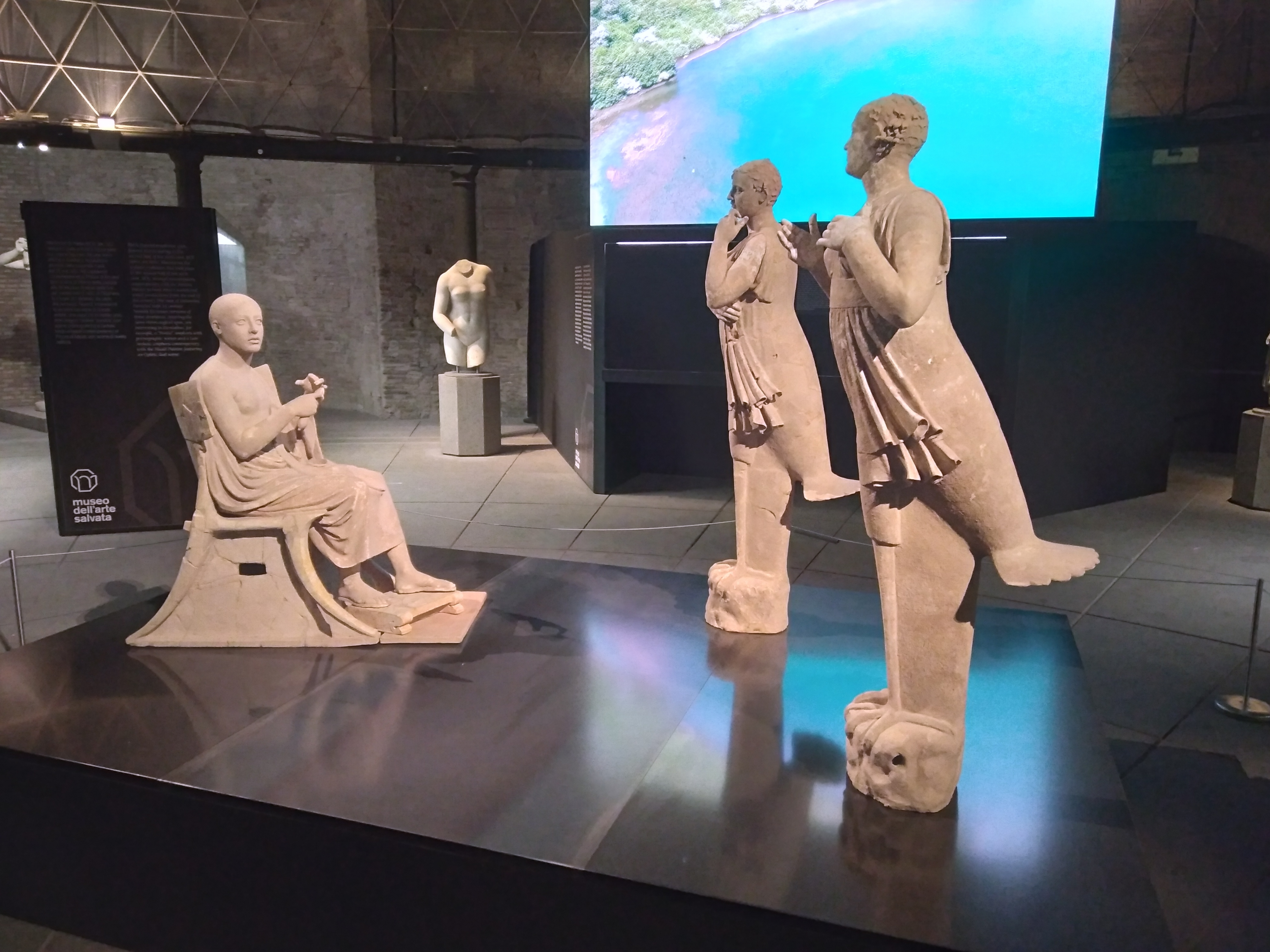
Orphée et les sirènes. Groupe à taille quasi humaine. Terre cuite. Tarente, d'un monument funéraire ou d'un sanctuaire. Fin du IVe siècle
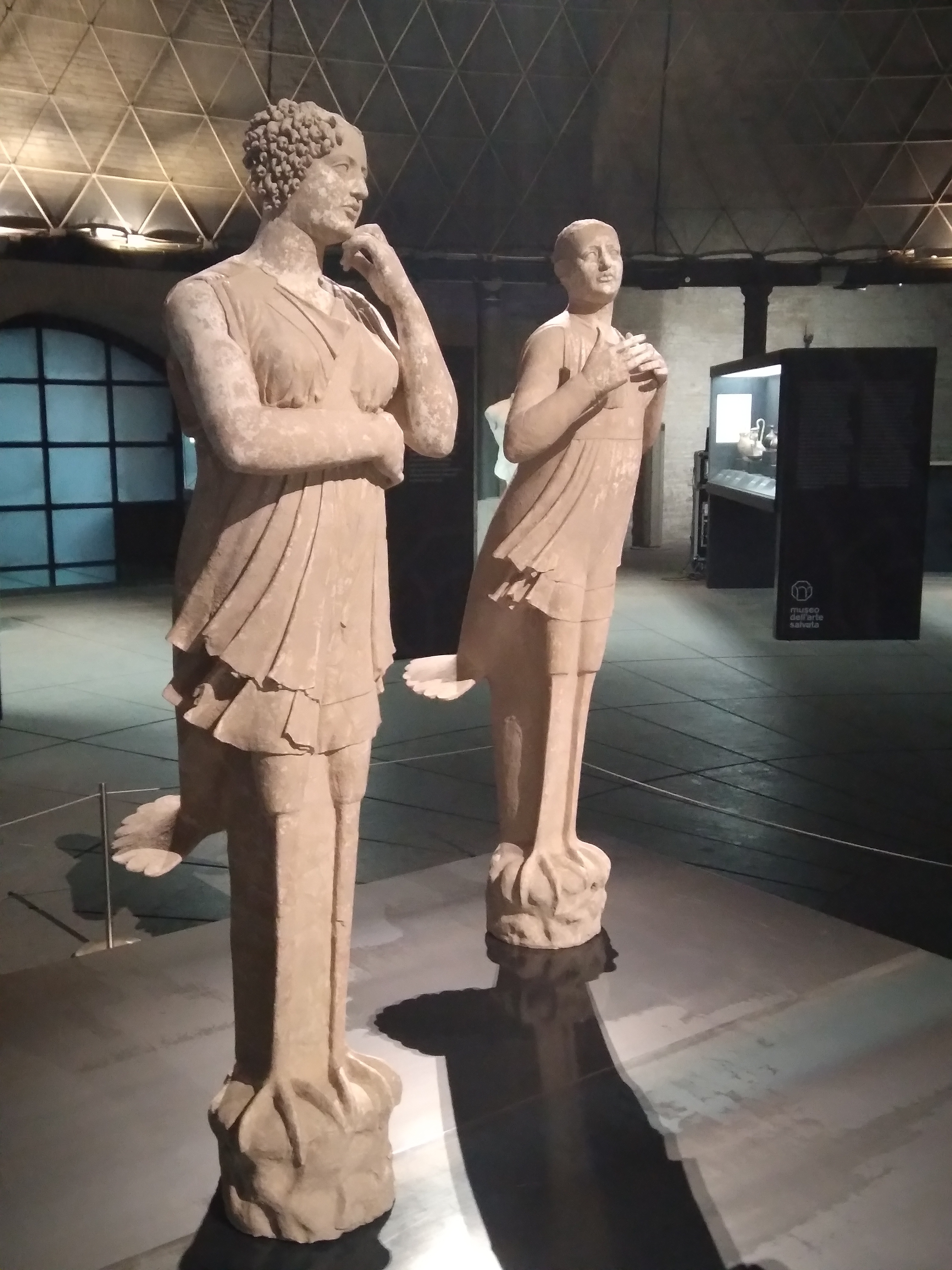
Les sirènes. Musée archéologique national de Tarente
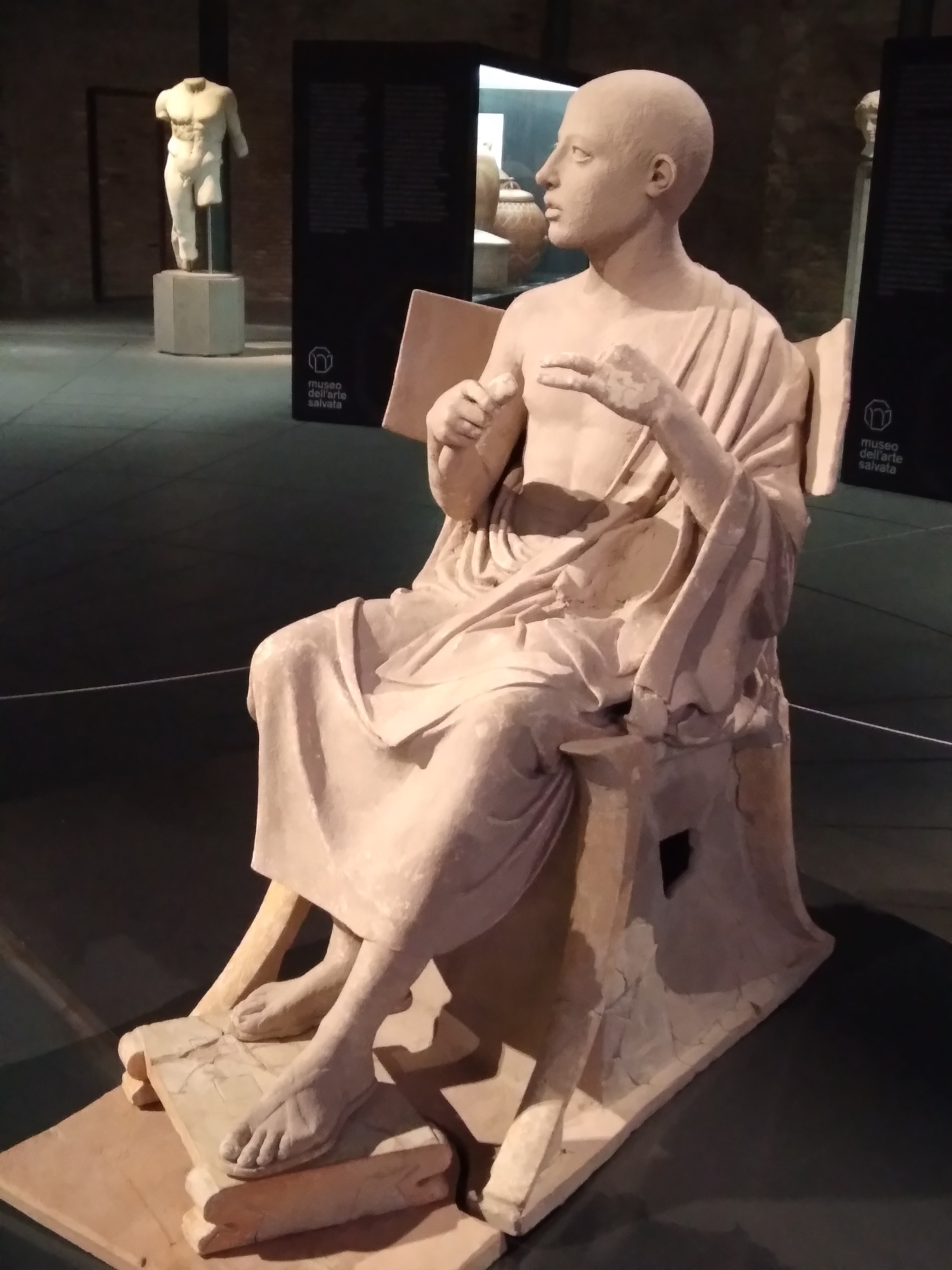
Orphée (sans sa lyre)
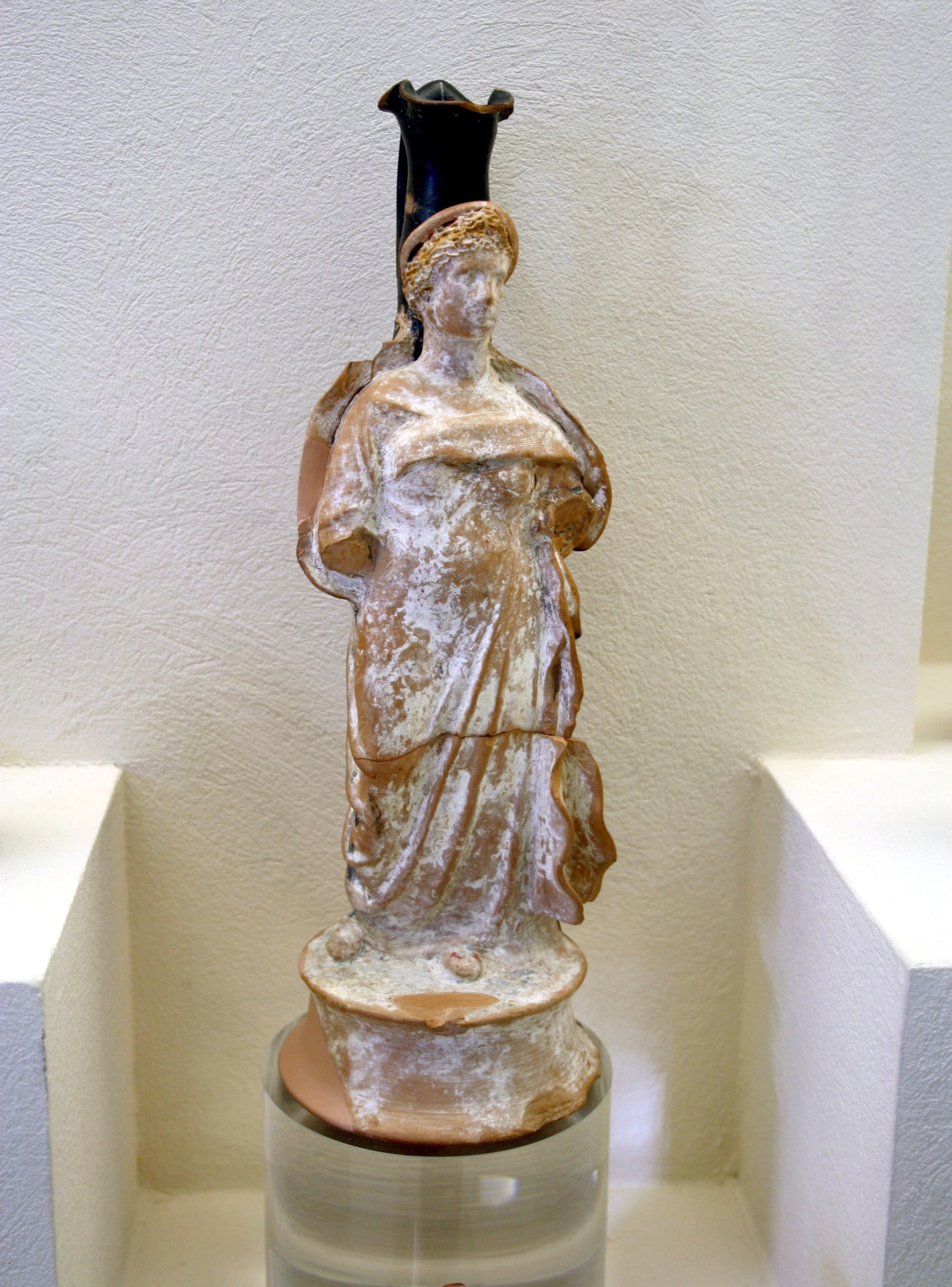
Vase plastique, œnochoé à figure de Niké. Mi-IVe siècle

La grande sculpture en terre-cuite et les antéfixes ont quasiment disparu, mais de nombreuses terres cuites votives, dont les célèbres « Tanagra » mais aussi des vases plastiques, de types très variés, ont été déposés dans les tombes et ainsi préservés.
L'amélioration de la technique de la fonte en creux, en bronze, après les guerres médiques, après 490, a permis ces statues plus grandes que nature qui convenaient aux offrandes destinées aux dieux et à la mémoire des héros ou des personnages au comportement exemplaire, dont les cités voulaient garder l'image permanente. Le prix d'une sculpture en bronze étant de beaucoup plus élevé que celui d'une sculpture en marbre. Les plus célèbres sculpteurs de l'époque classique au Ve siècle sont tous des bronziers. Le marbre a de nouveau la faveur des grands sculpteurs - ou de leurs commanditaires - au siècle suivant. Les statues honorifiques étaient, en général, aux frais de la cité. La statue d'Athéna Promachos - en bronze - de près de 10 mètres (étayée de l'intérieur par une armature), sur l'Acropole, fut aussi aux frais de la cité pour la commémoration de la victoire sur les Perses, et à l'initiative de Périclès dans un programme de constructions qui allait faire d'Athènes la plus puissante cité de Grèce.
Les copies que les Romains ont fait réaliser, en marbre et en bronze, nous offrent, aujourd'hui l'occasion d'imaginer ce qu'étaient les originaux, mais le goût et les conventions romaines qui ont commandé ces copies nous laissent donc voir tout autre chose que ces originaux disparus.

## Essai de chronologie des styles
Les dates qui servent de repères dans ce cas pour les historiens d'art n'impliquent pas, chaque fois, une césure nette. Ainsi Bernard Holtzmann donne plusieurs dates finales au « second classicisme » : 338 et 300. Car on ne passe pas d'un style à un autre sans transition. Des artistes "novateurs" côtoient d'autres artistes plus "conservateurs" et souvent plusieurs pratiques coexistent. Ainsi le « Sarcophage d'Alexandre » a dû être commandé entre 320 et 310 ; il a donc été réalisé ensuite, mais son style relève pleinement de la fin du « second classicisme » et non de la sculpture hellénistique. Quant au « Cratère de Derveni », daté de 350 ou 330-320, il témoigne d'un « style maniériste post-parthénonien créé près d'un siècle plus tôt », tandis que les ivoires de la tombe III de Verghina, datés vers 310-300, relèvent déjà du nouveau style hellénistique, où le lieu et « le genre de sculpture déterminent le style, beaucoup plus que l'époque »,.
Jean-Jacques Maffre évoque brièvement ce découpage dans un Que sais-je ? de 1986, réédité plusieurs fois :
- le préclassicisme ou « style sévère » entre 490-480 et 450[N 3],
- le premier classicisme, entre 450 et 400
- le second classicisme, entre 400 et 325[29]

Claude Rolley (1994 et 1999), Bernard Holtzmann (2010) et bien d'autres font appel, eux aussi, à ces termes : style sévère, premier et second classicisme.
Bernard Holtzmann a procédé d'une manière plus détaillée : 
- 490/480-370 : « premier classicisme »
  - 480-450 : à l'extrême fin de la sculpture grecque archaïque, les débuts de l'art classique, à travers ce qu'on appelle le « style sévère » ;
  - 450-430 : que Holtzmann nomme « style libre »[28], en reprenant le terme employé par Gustav Kramer en 1837 pour les céramiques[31]. Il est parfois appelé « classicisme parthénonien » en référence à la construction du Parthénon d'Athènes, qui semble, dans ses frises sculptées et ses frontons, être le meilleur exemple de l'art de cette période[N 4];
  - 430-370 : cette période, qui voit la défaite d'Athènes face à Sparte[N 5] montre deux phases : une phase « maniériste » (430-400) puis une phase de « style riche » - terme repris à G. Kramer -, surtout en Attique. Ce style se répand dans le monde grec. Dans le même temps, le « style libre » se prolonge, lui aussi, notamment pour les figures masculines[32];
- 370-338[33] : cette dernière période de l'art grec classique, B. Holtzmann continue de la nommer « second classicisme » en 2002, mais avec de fortes résistances en 2010. Il préfère le terme de « romantisme », pour des formes expressives que réalisent les grands sculpteurs de l'époque.

La fin de cette époque est aujourd'hui sujette à débat : 338 (date de la bataille de Chéronée, qui marque la fin de l'indépendance des cités grecques, et le début de l'hégémonie macédonienne), 336 (date de l'assassinat de Philippe II, et de l'arrivée au pouvoir de son fils Alexandre), 323 (mort d'Alexandre le Grand à Babylone, début des guerres des Diadoques, qui seront à l'origine de la fragmentation de l'empire d'Alexandre en plusieurs États hellénistiques). La date de 300 retenue par Holtzmann apparaît comme un repère pratique et approximativement ultime pour les derniers continuateurs de ce style.

### Premier classicisme (480-370)

#### Le «style sévère» (480-450)

##### Caractéristiques techniques et esthétiques

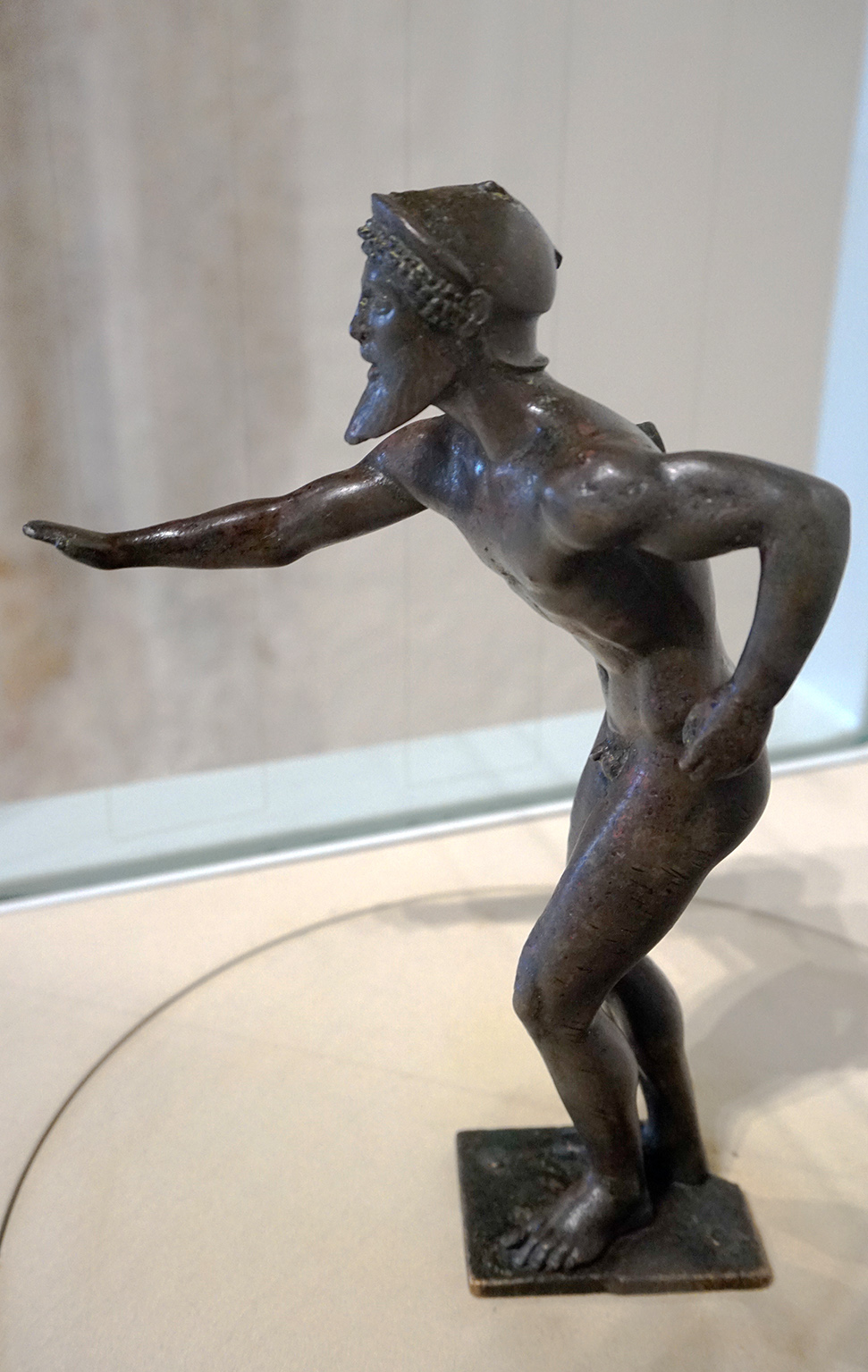
Coureur en armes. v. 480. Statuette votive. Bronze plein, H. 16.2 cm. Tübingen, Université

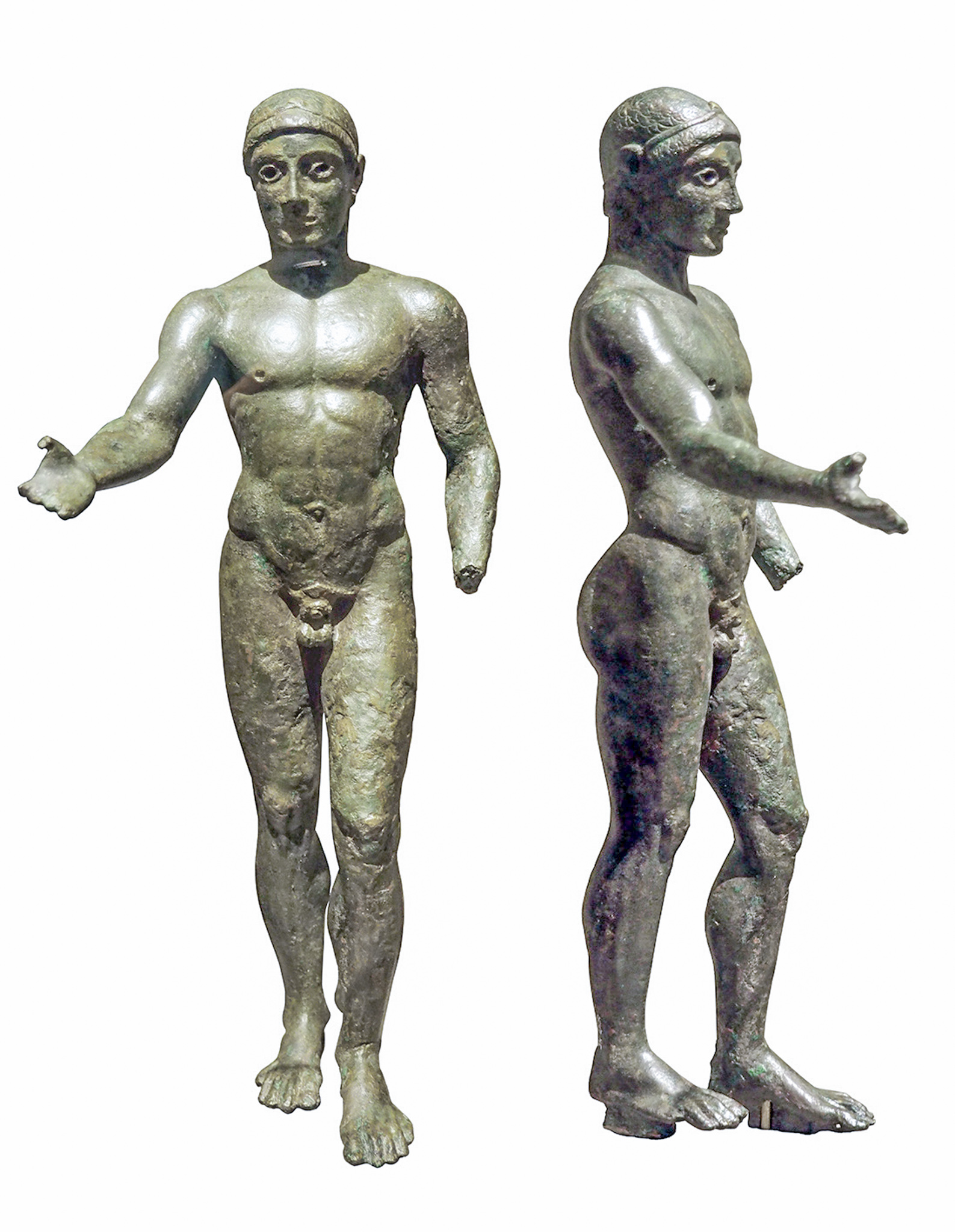
Statuette votive d'athlète faisant une libation. Face et profil droit. Lieu de découverte : Delphes. Lieu de création : Paros vers 460 AEC. Bronze plein (à la cire perdue), incisé (cheveux, pubis), incrustation (mamelons, yeux).
H. 27.2 cm. Louvre

Après l'époque archaïque et la diversité des solutions trouvées pour la figuration du corps humains, mais aussi pour tous les autres motifs, l'uniformisation qui s'est opérée après les guerres médiques, au Ve siècle et avec la montée en puissance d'Athènes, s'est élevée contre toutes ces différences et les a abolies.
Le kouros et la korè sont abandonnés. Dans la grande statuaire, la figure du jeune homme nu n'est plus un monument funéraire mais la représentation d'un athlète. Le visage est moins souriant et la volonté naturaliste des sculpteurs entraîne une nouvelle réflexion sur la représentation du corps.
Les débuts de la sculpture grecque classique, se caractérisent par un abandon progressif de la frontalité archaïque et par l’élaboration de nouvelles conventions anatomiques. C'est avec les statuettes votives, en bronze plein, que s'élabore ces nouvelles conventions. Mais cette masse de bronze coûte cher et le métal se fissure en refroidissant si l'on veut obtenir une statue de taille humaine. Une révolution technique a donc accompagné ces nouvelles conventions : la fonte en creux sur négatif.

###### Technique
La révolution technique en question réserve la fonte pleine pour certaines statuettes et consiste, pour les statues, à employer la fonte en creux sur négatif, bien plus économe de bronze car son épaisseur est de l'ordre du demi-centimètre : la statue peut, alors, atteindre la taille d'un homme normal, ou un peu plus grande pour les dieux (c'est la convention, en Grèce antique, pour les statues, en dehors des statues géantes qui sont exceptionnelles). La réalisation de la sculpture - positif ou noyau - est modelée en terre et couverte de cire, plus soigneusement modelée encore. Le bronze prend, ensuite, la place occupée par la cire. Avec cette technique la « tôle » (coulée et non laminée) contient encore le noyau qui peut recevoir un pieu de fixation au socle, par le pied, à l'intérieur de la jambe d'appui. Un certain déséquilibre est possible. Pour plus de légèreté encore la technique indirecte suppose l'assemblage de différentes parties en tôle qui auront été moulées sur le modèle. C'est ce que montre la célèbre « coupe de la fonderie ». Les sculpteurs sur pierre veulent alors rivaliser avec les bronziers et atteindre la liberté de pose que permet cette pratique du bronze.

###### Esthétique
C’est donc lors de la période que l'on dit « sévère » - en raison de l'expression sévère des visages, après le sourire archaïque - qu’apparaissent les premiers exemples de ce que l'on nomme « pondération classique » : l'équilibre des masses corporelles, alors qu'une jambe est fléchie et portée vers l'avant. Cette différence de tension entre jambe d'appuis et jambe libre entraine un hanchement (déséquilibre du bassin) limité. Ainsi, dans les premières solutions les deux pieds restent à plat, et ils ne se soulèvent d'abord que sur le bas-relief d'une stèle funéraire (470-460). Ensuite, avec les sculptures de Polyclète (Doryphore, 445-440), la jambe libre qui bascule vers l'arrière lui fera soulever le talon. Avec cette solution les épaules s'inclinent du côté opposé à l'inclinaison du bassin, c'est ce que l'on nomme le chiasme (ou contrapposto), il déterminera la production statuaire jusqu’à la période hellénistique.
Plus précisément, la sculpture paraît frontale, mais une légère dissymétrie de la pose offre une souplesse et une légèreté que n’avaient pas les statues archaïques. Cette nouvelle recherche d'équilibre est avant tout sensible dans le bas du corps : une jambe d’appui, droite, sur laquelle repose le poids du personnage, laisse libre la seconde jambe qui se plie et part en avant (alors que les kouroi de l’époque archaïque avaient une jambe devant l'autre, toutes deux tendues de manière semblable). La distinction entre jambe « portante » et jambe « libre » amène un déhanchement dessinant un oblique sur la ligne du bassin, sans pour autant se répercuter sur le haut du corps. Cette position plus souple des jambes laisse le buste et les épaules droites dans un premier temps.
Tandis que les bras du kouros archaïque restaient plaqués le long du corps à de rares exceptions près, la sculpture « sévère » - comme celle du « Dieu du cap Artémision », vers 460 - les lève, les détache du corps, leur fait dessiner un mouvement permis par la fonte en creux. Ce mouvement des bras, associé à celui des jambes, favorise parfois de véritables prouesses, et la réalisation de chefs-d’œuvre dynamiques, où la gestuelle devenue fondamentale montre une maîtrise de l’espace tridimensionnel qui connaîtra sa pleine expression aux périodes suivantes.

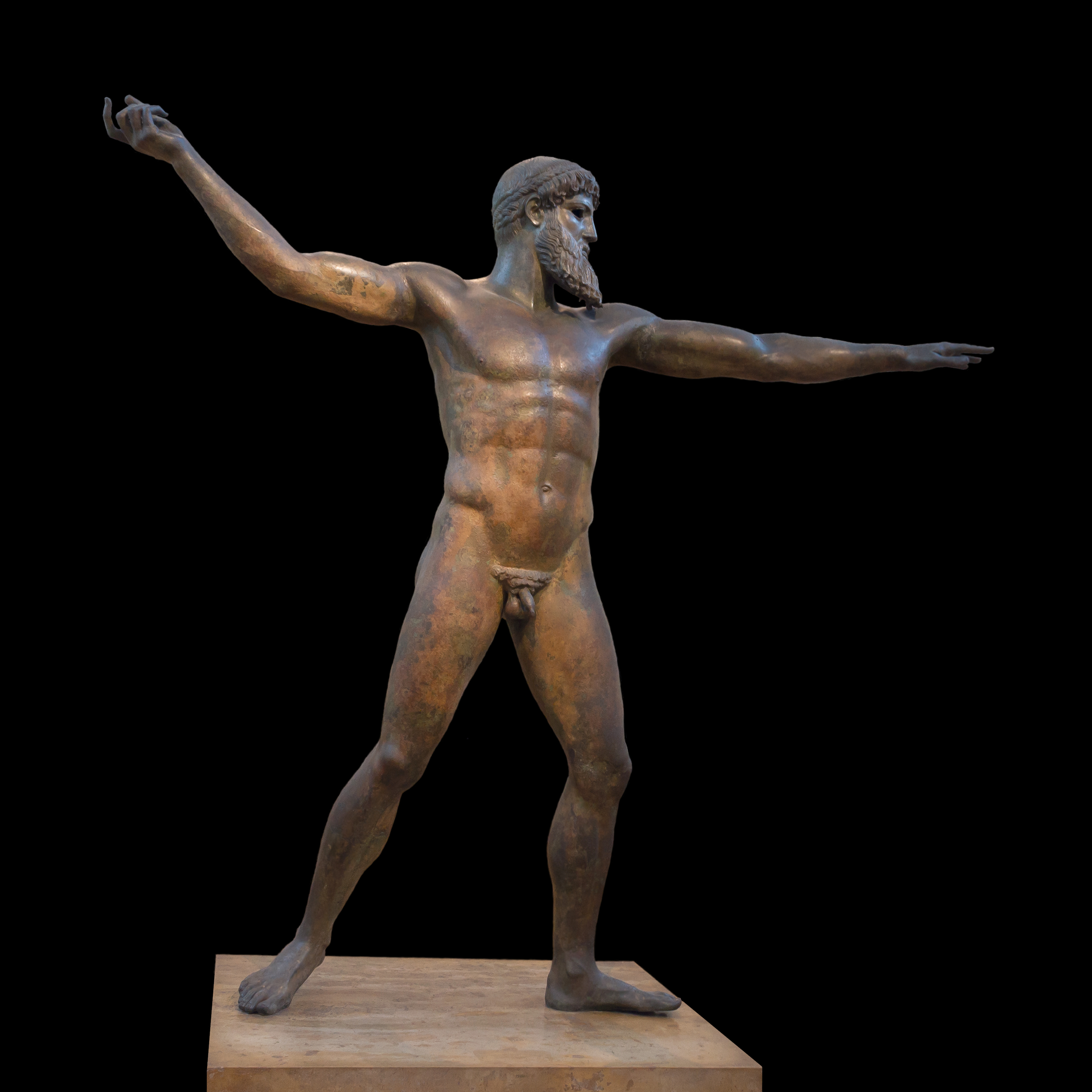
Dieu du cap Artémision, bronze, vers 460. Musée national archéologique d'Athènes.

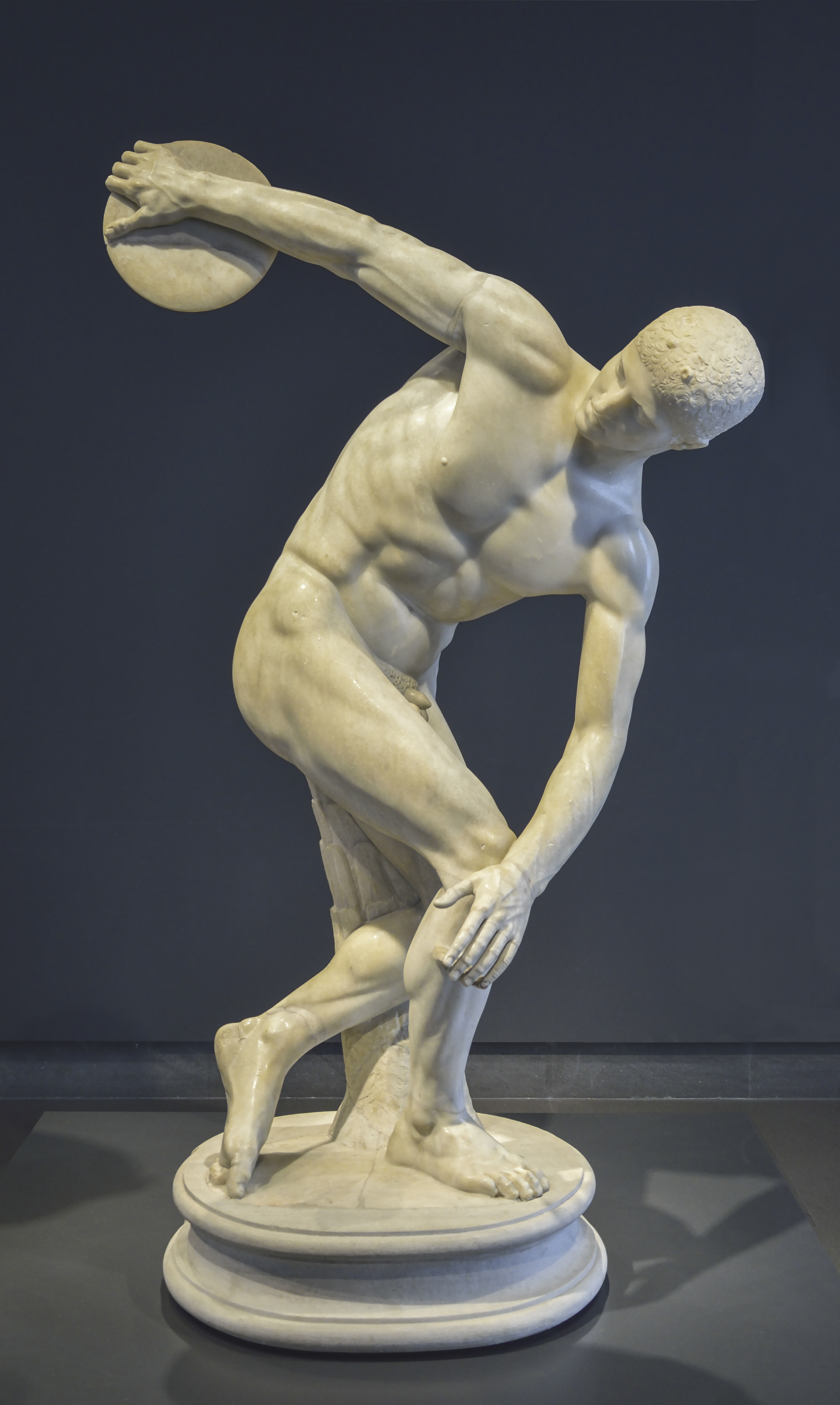
Discobole Lancelotti, marbre, copie romaine vers 140 d'un bronze avant 450, Rome, musée national.

Le meilleur exemple est sans doute le Discobole de Myron (actif avant 450), qui s’ancre dans une gestuelle dynamique, mais qui prend une pose pourtant statique : l’athlète n’est pas dans le mouvement du lancer du disque, il s’est courbé, dans un instant précédent de quelques secondes le lancer. Il n’est pas encore passé à l’action. On observe le même phénomène dans la sculpture en bronze du Dieu du cap Artémision, où celui-ci (Poséidon ou Zeus ?), en pleine extension, brandit son foudre ou son trident, prêt à le lancer. Même choix encore dans les métopes du temple de Zeus à Olympie, aux Douze Travaux d’Héraclès (vers 460). Ce choix de l'instant d'avant l’action, sur le point de se lancer dans un mouvement violent, instaure cette tension dramatique caractéristique de la sculpture « sévère », par une « gestuelle simplifiée et emphatique ».

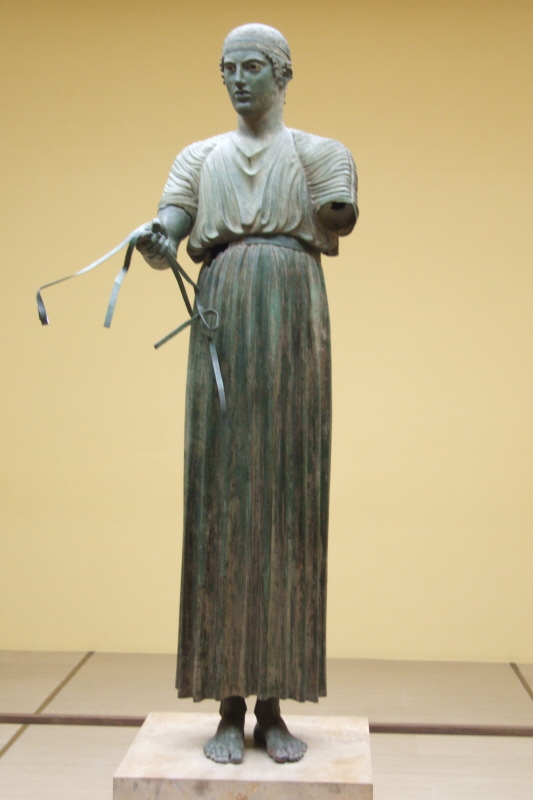
Aurige de Delphes
vers 470, bronze. Delphes, musée archéologique.

##### Nouveaux sujets, nouveaux traitements du sujet
Outre le choix de cet instant dramatique, l'artiste s'appuie aussi sur les grandes lignes du corps pour construire une figure issue d'un monde plus divin que naturel. Précisément, dans le cas du dieu de l'Artémision, sa hauteur totale équivaut à l'envergure de ses bras tendus ; ainsi vu de profil il s'inscrit dans un carré. Mais l'anatomie naturelle a été "formatée" pour correspondre à cette image du dieu : non seulement la statue est plus grande que nature - ce qui "convient" à l'image d'un dieu - mais les membres ont été étirés, la plante du pied gauche allongée. La musculature, autrefois soulignée par des incisions, est désormais modelée soigneusement, et pourtant le torse de ce dieu présente une musculature vigoureuse mais bien peu détaillée, il est vu presque de face quand les jambes sont dans des directions presque diamétralement opposées : cette position ainsi construite est très artificielle. Enfin, le visage est complètement inexpressif, un masque impassible auquel manque, aujourd'hui, les yeux qui y étaient incrustés. L'« Aurige de Delphes » a conservé, par chance, ce regard étrangement fixe et intense des bronzes « sévères ». Plus généralement, la sculpture de style « sévère » peut être vue comme « un montage efficace » qui s'offre à l'admiration par une prouesse spectaculaire - ainsi la chevelure et de la barbe du dieu de l'Artémision, d'une incomparable virtuosité comme l'était la chevelure ciselée à froid de la statuette d'athlète, au Louvre.

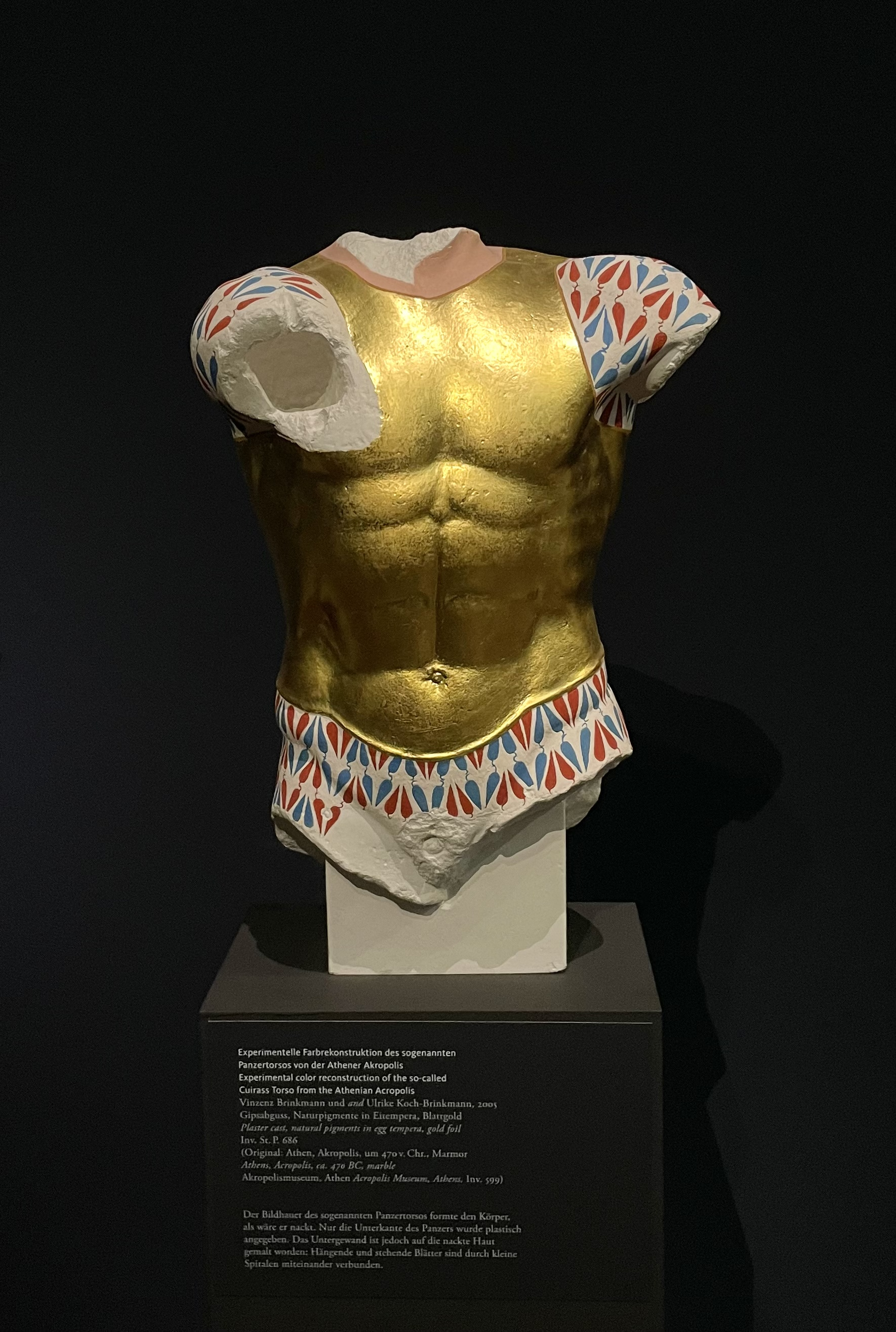
Restitution expérimentale : couleurs et or sur plâtre / torse en marbre de l'Acropole, v. 470.

Il faut aussi prendre en considération la poursuite de l'usage des couleurs des métaux et de l'or, en particulier, sur les statues de bronze, comme cela avait été le cas pour la sculpture de l'époque archaïque. De même, les pierres étaient peintes, tout comme la terre cuite, peinte dans les couleurs propres à la céramique grecque antique.
C'est souvent tout le monument qui est une prouesse et qui devait soulever l'admiration unanime. Il en reste parfois peu. Le musée d'Argos conserve le marbre d'une figure de Victoire en vol, la Nikè de Paros, « qui ne tient que par un étroit support vertical placé essentiellement sous le drapé », lequel était discrètement maintenu écarté par la main droite, tandis que le bras gauche, tendu en avant, devait tenir une couronne de victoire. Cette figure devait être placée au sommet d'une colonne ou d'un pilier, « amorçant son atterrissage, les ailes déjà repliées et les pieds battant l'air à la recherche du sol ».

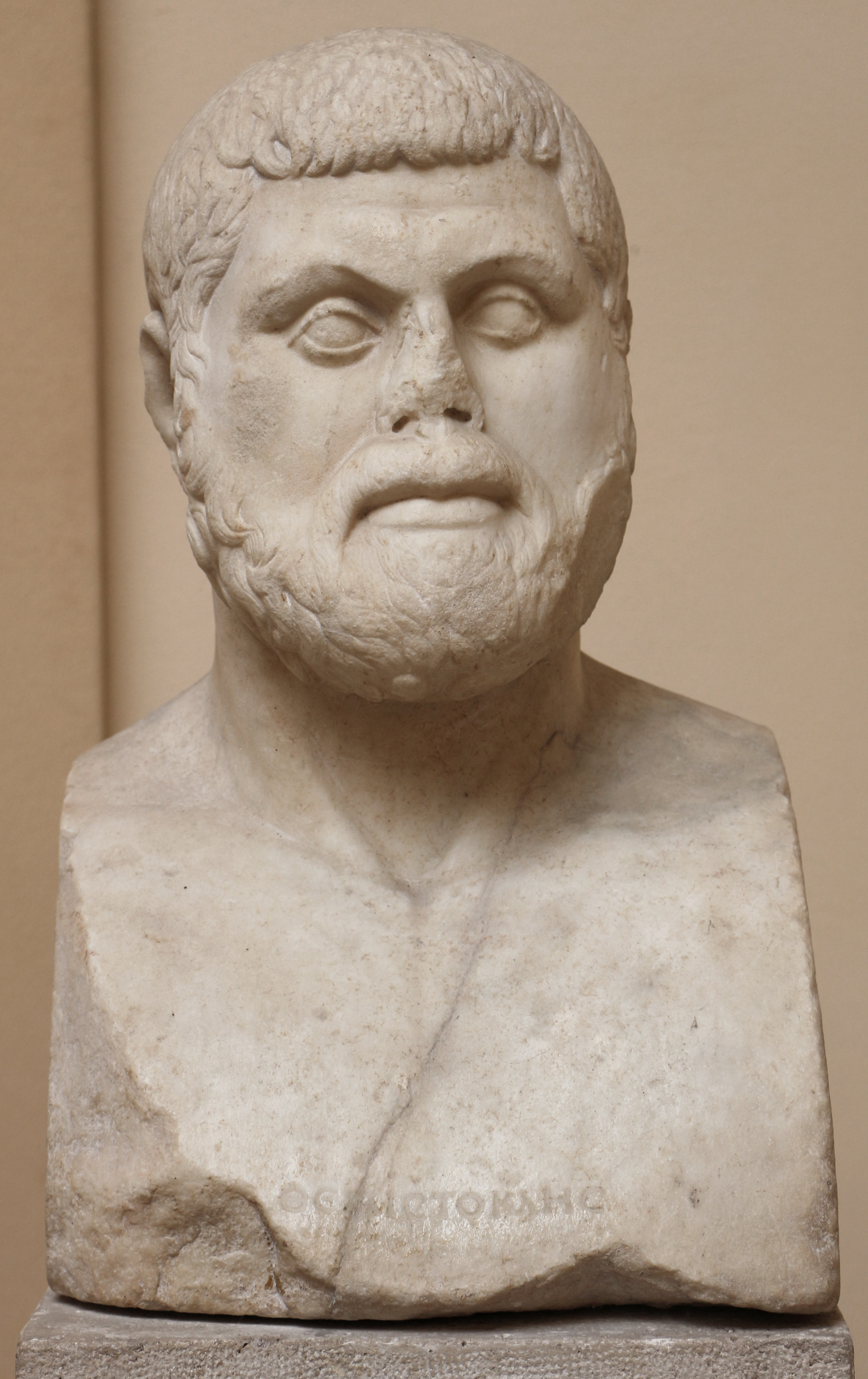
Buste romain de Thémistocle d'après la statue en pieds vers 460.

Autre caractéristique du style « sévère », les âges de la vie deviennent l'occasion d'une construction de figures héroïques singulières. Ainsi au fronton Est d'Olympie, le vieil homme inquiet, identifié comme un devin qui s'appuie sur son bâton, le ventre mou et affaissé, faisait certainement un très net contraste avec son voisin, un adolescent, tout replié sur lui-même, les chairs fermes et lisses, qui semble jouer avec ses doigts de pied. Cette attention aux traits spécifiques d'un corps plus ou moins jeune expliquerait la naissance, toute provisoire, à la même époque, du portrait individuel. Notons aussi que cette distinction entre les âges sera abandonnée ensuite, avec le classicisme du « style libre », qui montrera hommes et femmes dans la splendeur de leur jeunesse.

##### «Éphèbe de Critios», Critios et Nésiotès, Myron
- « Éphèbe de Critios »

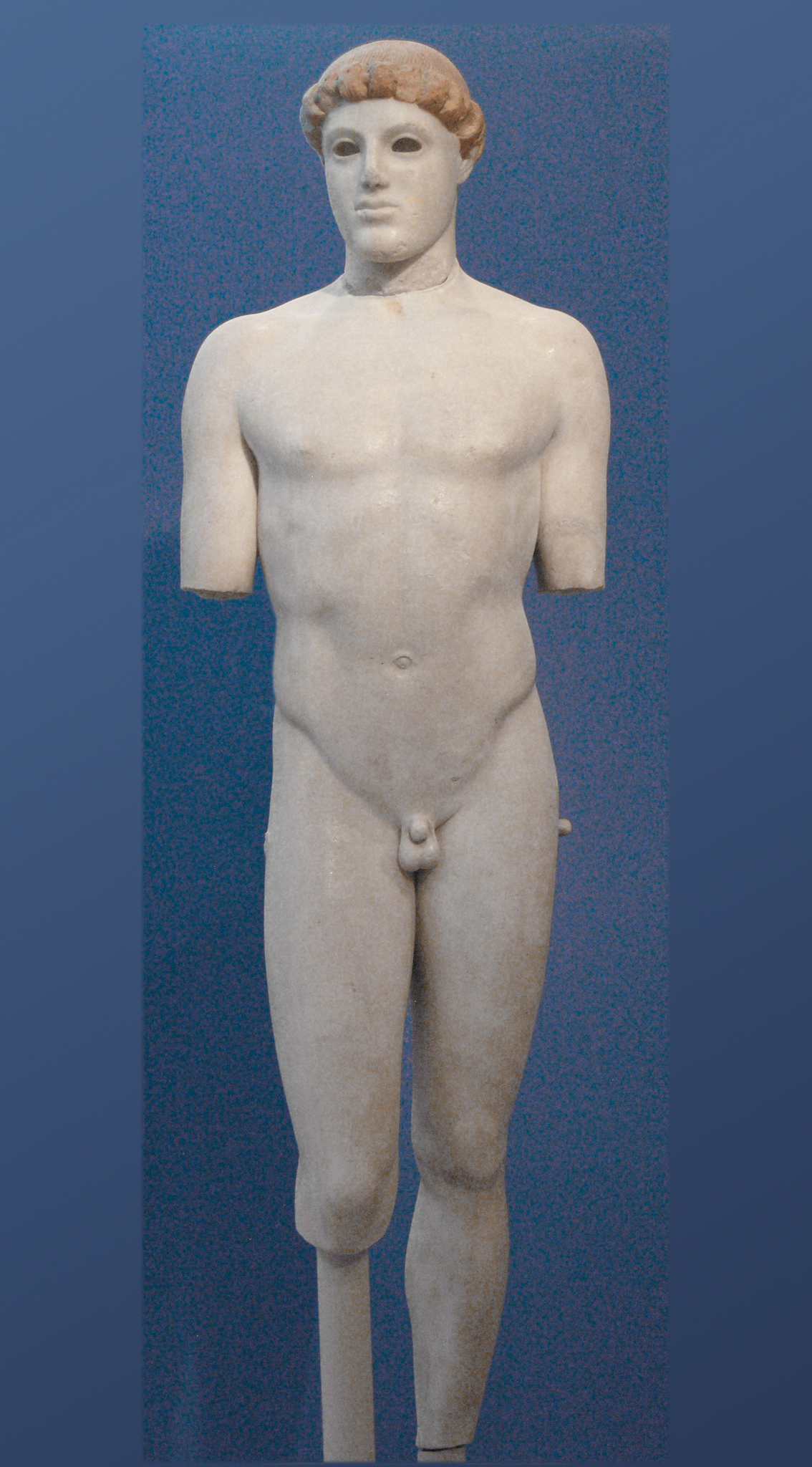
L'« Éphèbe de Critios ». Marbre de Paros, traces de couleur, H. 1.17 m. Longtemps daté d'avant le saccage de l'Acropole par les Perses en 480. Mais, en 2022 et selon le Musée de l'Acropole: après 480

L'« Éphèbe de Critios », est une offrande, une sculpture votive, déposée au sein de l'acropole d'Athènes, un sanctuaire. Elle mesure 1,16 m et est conservée au musée de l'Acropole d'Athènes. Elle est sûrement une des dernières statues mises sur l'Acropole avant sa destruction par les Perses. On l'attribue à Critios à cause de la vague ressemblance de la tête de cet éphèbe avec la tête du plus jeune dans le groupe des Tyrannoctones et deux détails qui rappellent le travail des bronziers : les yeux incisés et les mèches de cheveux ciselées sur la nuque. La cassure du cou est étrange : il ne fait aucun doute qu'il s'agit d'une cassure volontaire, faite dans l'Antiquité. Les proportions longilignes sont celles d'un adolescent. L'attitude est caractérisée par l'opposition entre le bassin incliné et les épaules horizontales. Le rôle des jambes est différencié : l'une porte le poids du corps, l'autre est libre, fléchie ; le bassin bascule légèrement de son côté. Ce déhanchement bien marqué est celui qui restera de règle pendant 150 ans, mais avec plusieurs variantes. En revanche, tout le haut du corps est frontal. La tête est tournée du côté de la jambe relevée. Le visage est caractéristique du style sévère : on retrouve la bouche boudeuse avec un visage large. On peut remarquer ici les yeux incrustés, ce qui est assez rare : peut-être l'œuvre d'un bronzier.
On peut le comparer à l'« Éphèbe blond », mais celui-ci semble correspondre à un moment antérieur de la sculpture grecque. Claude Rolley rapproche, d'ailleurs, l'« Éphèbe blond » de la Korè d'Euthydikos - « La Boudeuse » - vers 490/480, car le traitement de détail est le même.
- Critios et Nésiotès

Critios (ou Kritios, grec Κριτίος) et Nésiotès (grec : Νησιώτης) sont des bronziers athéniens qui travaillaient au début du Ve siècle.

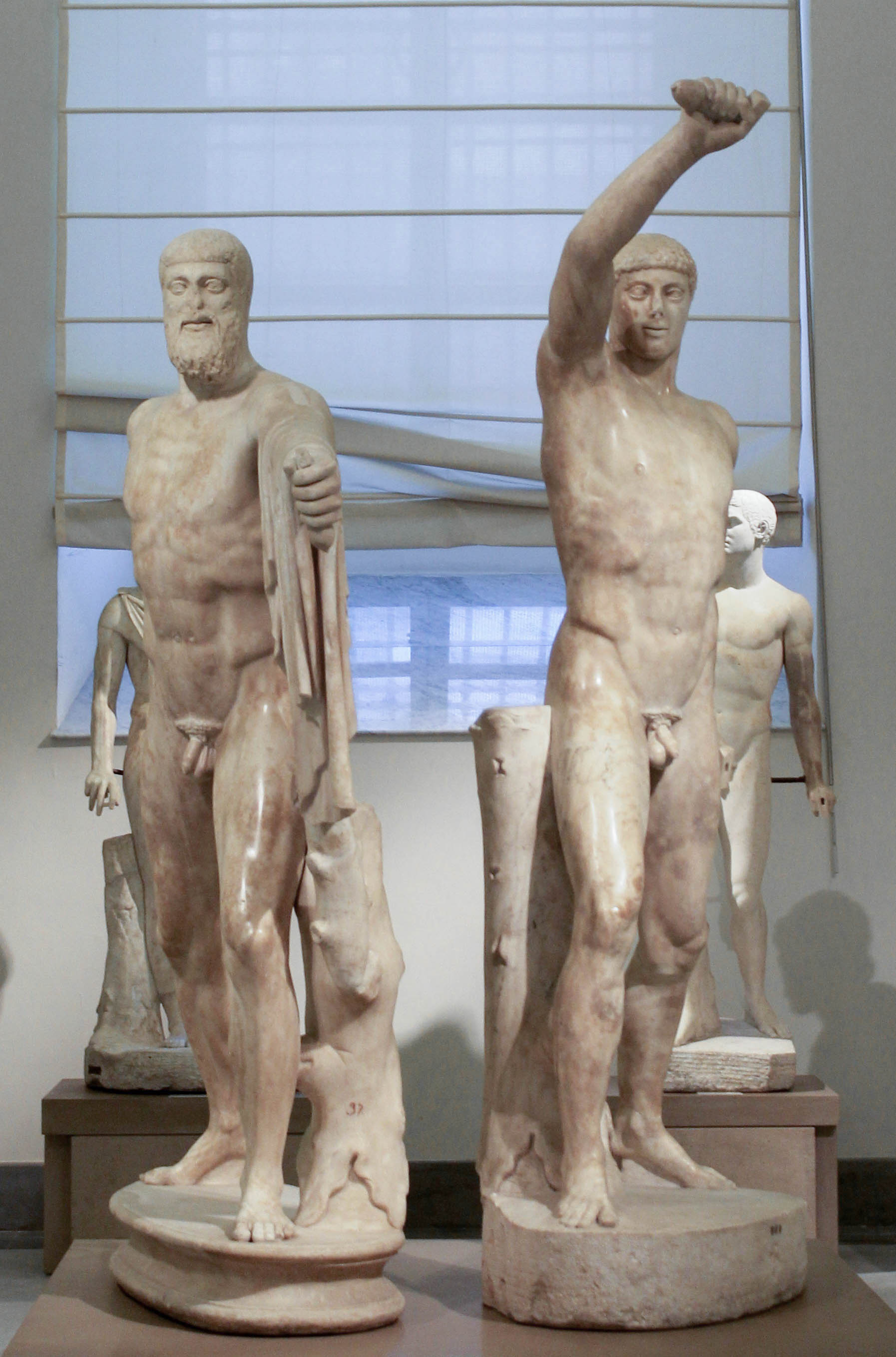
Groupe des Tyrannoctones. Copies romaines. H. 1.83 m. Originaux: bronze, Athènes, en 477. MArch Naples.

Critios et Nésiotès ont réalisé, en bronze, le groupe des Tyrannoctones, élevé en mémoire de deux héros. Ceux-ci, Harmodios et Aristogiton, avaient mis à mort le tyran athénien,  Hipparque, après que celui-ci ait offensé le jeune Harmodios. Les démocrates athéniens, après leur victoire de 510 contre le tyran Hippias, fils d'Hipparque, avaient d'abord commandé un monument en leur mémoire. Ce premier groupe, en bronze lui aussi, initialement réalisé par Anténor, ayant été emporté par le roi perse Xerxès Ier lors du sac d'Athènes en 480, elles ont été remplacées immédiatement par cet autre groupe, dû à Critios et Nésiotès en 477-476. Les statues, qui avaient valeur de symbole du régime démocratique naissant, ont été placées sur l'Agora d'Athènes. Deux statues (Naples), trouvées à la Villa d'Hadrien à Tivoli, en sont des copies romaines. Elles représentent les héros en mouvement sur un axe unique, une jambe en avant, comme la proue d'un navire de guerre. Ils sont saisis en pleine action, selon des mouvements symétriques. Le jeune Harmodios, imberbe, bras droit levé, un poignard à la main, et Aristogiton, adulte à la barbe courte, le bras gauche tendu en avant. Tous deux ont le bras extérieur rejeté en arrière. Ils sont légèrement plus grands que nature (1,95 m.) ; une taille, tout comme leur nudité, convenant à des héros. Le groupe est toujours reproduit de profil, dans l'Antiquité, et sur un bas-relief du « trône d'Elgin » daté vers 300, ce qui indique la popularité de ce groupe. En effet, l'agencement des deux figures et leurs gestes, suspendus dans l'action, mettent en forme les idéaux fondamentaux de l'idéologie athénienne : discipline, égalité, solidarité. Après la courte mais dramatique tyrannie des Trente (en 404), avec le rétablissement de la démocratie le peuple porta à nouveau aux nues les tyrannicides et vota un décret en ce sens dont la stèle fut placée juste devant le Bouleutérion.
Après la dévastation d'Athènes et le vol du premier monument par les Perses, en 480, la ligue de Délos fut scellée en 477 contre les rois Achéménides et leurs alliés. Le nouveau monument, que nous connaissons, fut inauguré en 477-476. Il est probable que l'ensemble des Grecs de la Confédération pouvaient y voir, incarnées, leur hostilité fondamentale envers la tyrannie - celle des tyrans pro-perses d'Ionie chassés en 490, celle qu'exerçait encore la Perse contre les cités grecques de la mer Égée - et leur amour de la liberté. Alors les tyrannicides ne mettaient pas à mort un tyran - les commanditaires avaient choisi de ne pas le faire représenter - mais tous les tyrans. Et au-delà des tyrans, cette action mise au point ensemble et aboutie avec succès donnait toute sa valeur à la démocratie, alors que les élites "aristocratiques", partisans de l'oligarchie, se représentaient les « masses populaires » comme tout juste capables d'actions furieuses et incohérentes.
- Myron

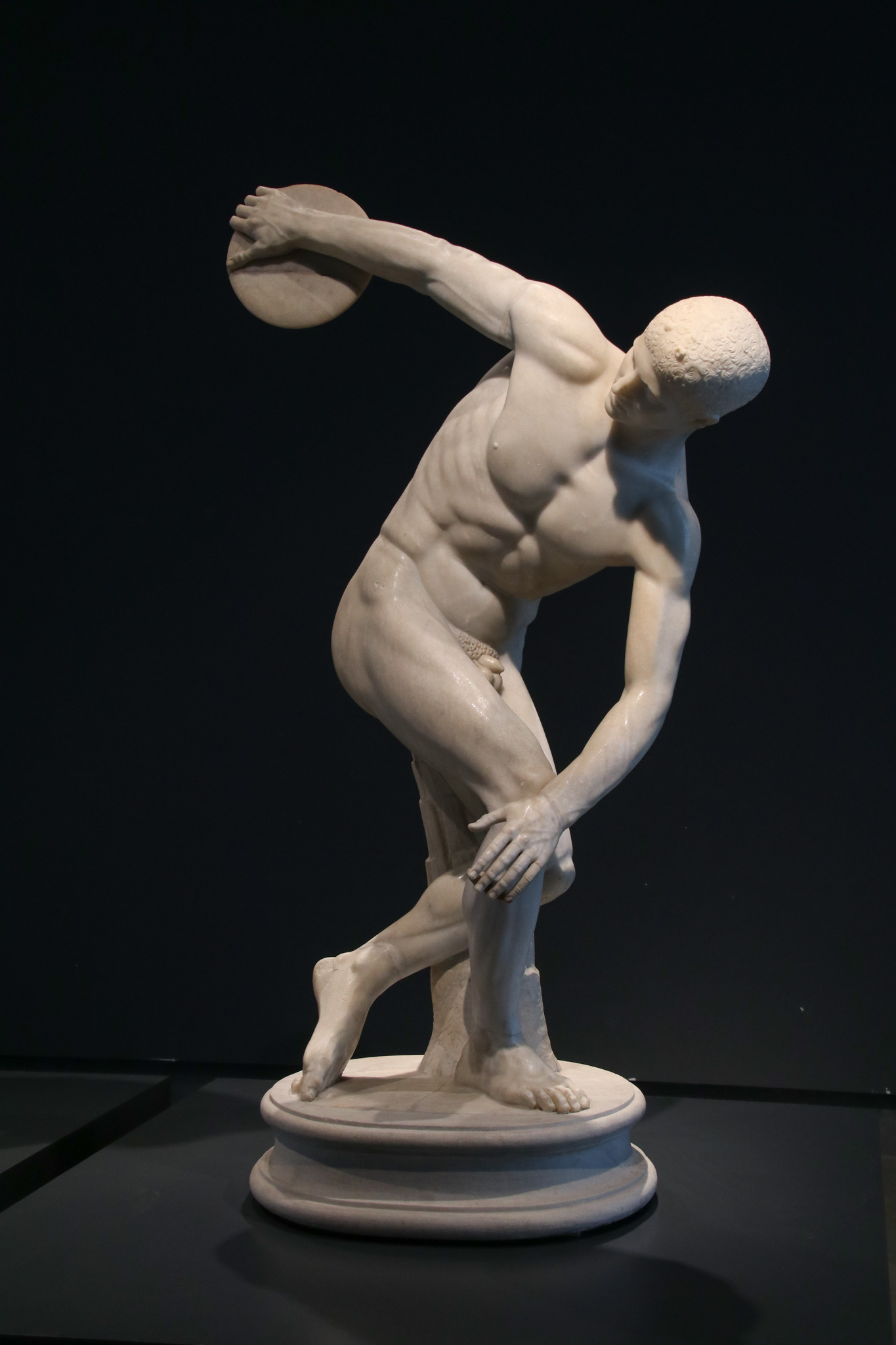
Discobole Lancellotti. Copie en marbre du IIe siècle de notre ère, d'après l'original en bronze de Myron d'environ 450. Musée national romain

Myron (en grec ancien Μύρων / Múrôn) est né à Éleuthères en Attique. C'est un artiste, actif avant 450 et particulièrement prolifique ; Pline l'Ancien note qu'il est « plus fécond » que son rival Polyclète.
La plus célèbre de ses sculptures est celle du Discobole, un lanceur de disque, cité par Pline  et décrit en détail par Lucien de Samosate : « courbé dans l'attitude du lancer, tourné vers la main qui tient le disque, légèrement fléchi sur le pied opposé, prêt à se relever après le jet. » Grâce à cette précision, l'œuvre a été reconnue dans plusieurs copies en marbre, plus ou moins fragmentaires, dont la plus célèbre est l'exemplaire Lancelotti au palais Massimo alle Terme. Mais il faut faire abstraction, dans ces copies, de l'ajout d'un arbre qui devenait nécessaire en passant du bronze au marbre.
Claude Rolley (1994) fait, par ailleurs, remarquer que la pose est saisie « à l'instant précis où la main droite ayant atteint le point extrême en arrière, une brusque détente de la jambe pliée va propulser le bras et le disque vers l'avant ». Mais il est à peu près certain que la torsion de la tête ne correspond pas tout à fait à cet instant précis, elle devrait être plus relevée. Ce serait donc un choix autre que purement naturaliste. En allant dans ce sens on peut remarquer qu'en choisissant l'angle de vue sous lequel elle fait le plus d'effet, la composition de Myron s'inscrit dans une figure géométrique construite avec une extrême rigueur : « Vu sous l'angle qu'il faut, celui qui fait du bras gauche une ligne à peu près droite, le discobole est constitué de la superposition de quatre triangles, qui sont à peu près isocèles rectangles ». Ce tour de force dans la composition ne l'a pas empêché de saisir l'instant parfait, l'acmé, de l'instabilité suspendue.

###### Sculpture architecturale
L'événement architectural de la période est la construction du temple de Zeus à Olympie, qui abrita, ensuite, la célèbre statue chryséléphantine de Zeus par Phidias (statue réalisée postérieurement à la décoration architecturale, en plein classicisme).

#### Classicisme du «style libre» (450-430)

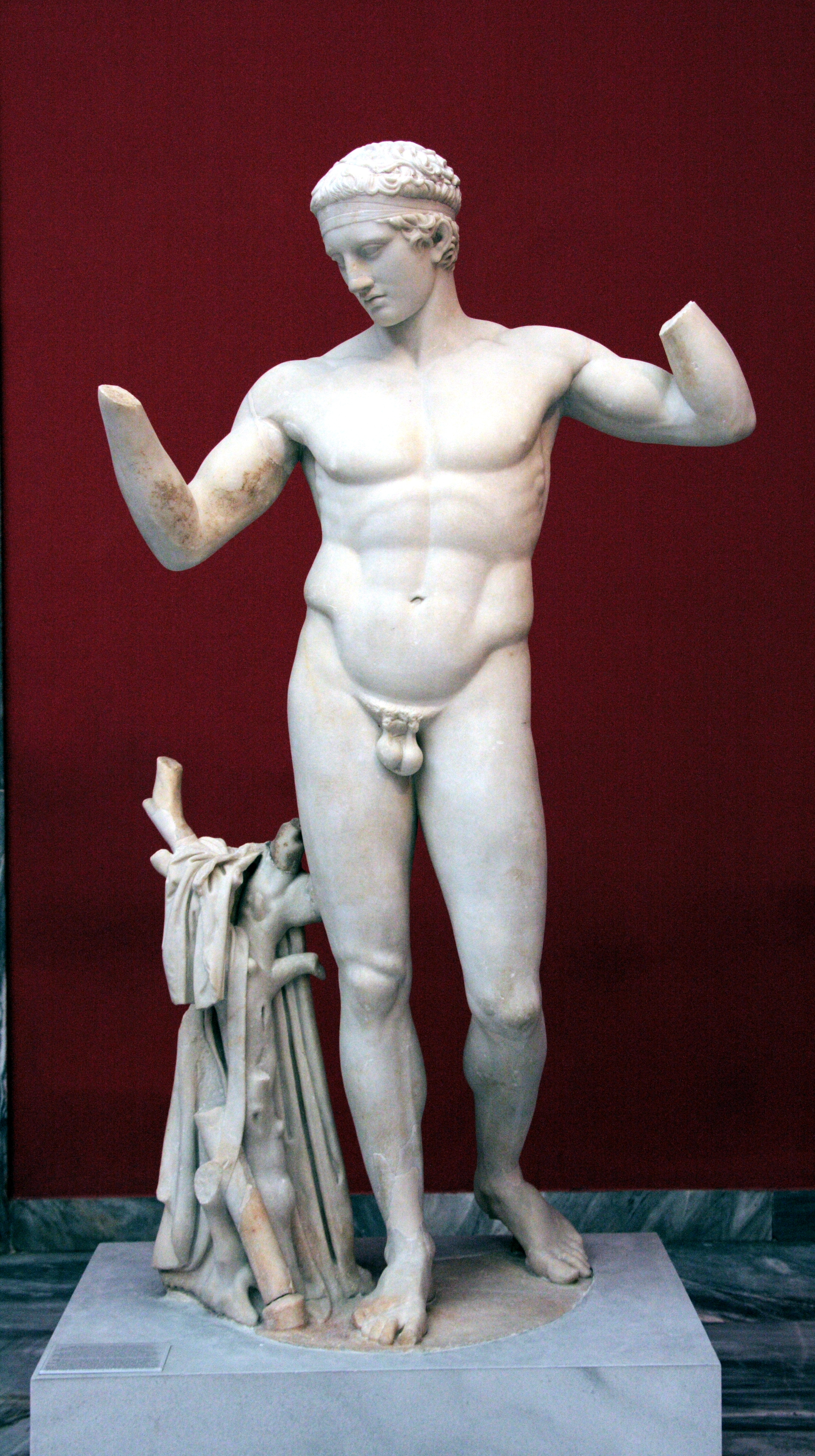
Diadumène, copie romaine en marbre, H. 1.86 m.; v. 100 AEC / original, bronze de Polyclète, v. 430 AEC. MNArch Athènes.
Le tronc d'arbre: un ajout pour le marbre.
L'une des plus anciennes copies d'un type statuaire grec.

Avec l’arrivée au pouvoir de Périclès à Athènes vers 455 et la fin des guerres médiques en 449, le monde artistique grec profite d’un véritable renouveau économique et culturel, rayonnant à Athènes, mais aussi dans d’autres cités grecques du Péloponnèse et de Béotie. Plusieurs grands noms de la sculpture vont contribuer à renouveler l’art statuaire, en intégrant de nouveaux modes de représentation, hérités de l’art « sévère ».

##### Polyclète
Polyclète, bronzier actif surtout entre 460 et 420, œuvre ainsi durant le premier classicisme que l'on situe entre 450 et 400. Il est célèbre dès l'Antiquité pour son type d'athlète nu debout (le Doryphore et le Diadumène). Il était profondément attaché aux traditions athlétiques des élites aristocratiques des cités du Péloponnèse. Pour cette clientèle il a réalisé des statues d'athlètes victorieux à Olympie et dans d'autres sanctuaires. Ce corps d'athlète il le voit comme un jeu de forces actives et passives - la symmetria. Ce qui l'amène à créer l'attitude que l'on nomme, depuis la Première Renaissance italienne, contrapposto, ou « chiasme » qui croise et alterne les éléments d'une attitude où s'opposent l'inclinaison des épaules et celle des hanches. La jambe libre et légèrement pliée n’est plus portée en avant, mais ramenée à l’arrière, obligeant le talon à se soulever, et donnant ainsi une impression de légèreté et d’élan inconnue jusqu’alors. La ligne des hanches, retenue par la jambe portante, mais déstabilisée par la jambe libre, s’incline en un oblique marqué, bien plus visible que dans les œuvres « sévères ». À cette inclinaison de la ligne du bassin, Polyclète associe celle de la ligne des épaules et des clavicules, dans le sens inverse. Cette symmetria définit la pondération « polyclétéenne », 
Le sculpteur établit aussi un ensemble de proportions, qui suppose que les parties du corps peuvent se calculer les unes par rapport aux autres - la commensurabilité des parties du corps. Ce jeu de proportions s'est avéré servir de modèle aux représentations ultérieures, et propre à l’élaboration du corps « idéal ». Ainsi Polyclète utilise, avec la hauteur de la tête du Doryphore, une unité de mesure qui se retrouve sept fois dans la hauteur totale, et également dans la longueur du pied posé, ainsi que dans la distance entre les deux tétons. La construction du corps obéit ainsi à une construction savante de proportions qui caractérise la période classique. Il commenta cette statue, dit-on, dans un écrit intitulé Le Canon, : un système de proportions et un mode de représentation de la figure masculine nue, au repos, « qui marquent l'art occidental d'une empreinte ineffaçable ».

##### Concours
Dans son Histoire Naturelle, Pline raconte que des statues ont été dédiées dans le « temple de Diane » d'Éphèse (le temple d'Artémis à Éphèse), et qu'à cette occasion les sculpteurs avaient rivalisé entre eux - « ont concouru ensemble par des Amazones qu'ils avaient faites ». Claude Rolley précise que « cela aurait pu se produire à l'occasion d'une commande faite, pour les différentes statues d'un même monument, à plusieurs sculpteurs ». Lors de la célébration, chacun d'eux vota d'abord pour la sienne et pour une autre. Le résultat de ce "concours" aurait donné dans l'ordre : Polyclète, Phidias, Crésilas et deux autres noms inconnus. De nombreuses copies confrontées aux rares descriptions font apparaître trois types majoritaires. Pline dit que l'Amazone de Crésilas était blessée, Lucien que celle de Phidias s'appuyait sur sa lance. Mais on ne sait quelle est celle qu'il faut attribuer à Polyclète : le type fondé sur celle qui a été signée du copiste Sosiclès, ou le type fondé sur celle de la collection Sciarra. Des moules en plâtre relevés sur les trois originaux en bronze, mais pour certaines parties, ont été retrouvés lors de fouilles à Baiae.
Un autre "concours", et tout aussi mémorable, eut lieu entre artistes peintres les plus célèbres à cette époque : celui qui vit s'affronter les peintres Zeuxis (v. 464-398) et son contemporain, Parrhasios et où le critère était, ici, explicite : l'imitation de la nature, la mimèsis, un élément central  de la culture artistique grecque dans l'Antiquité.
- Les Amazones d'Éphèse : un concours entre artistes, vers 430[79]

Les Amazones d'Éphèse : un concours entre artistes, vers 430
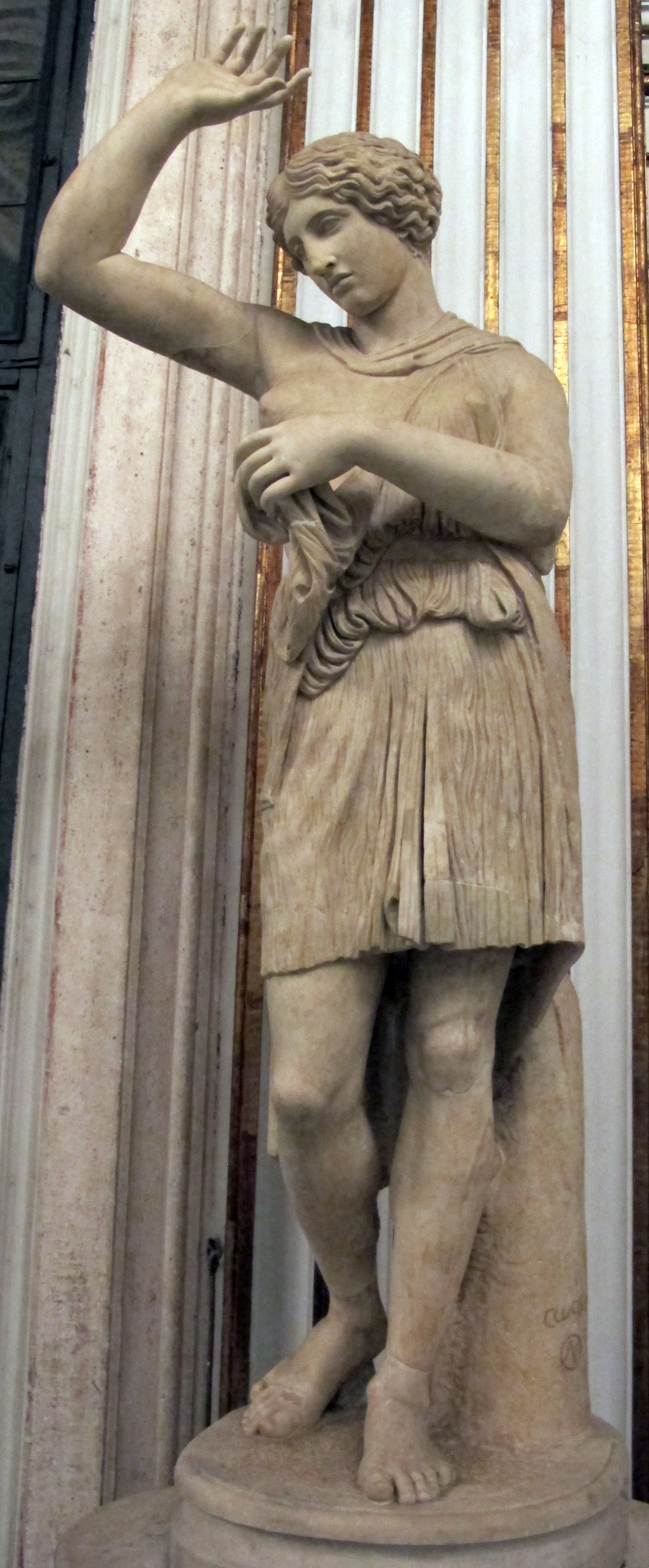
Amazone blessée du type Sosiclès. Copie romaine en marbre (le bras droit est une restauration). / bronze (de Polyclète ?[82]). H. 2,02 m. Musées du Capitole.
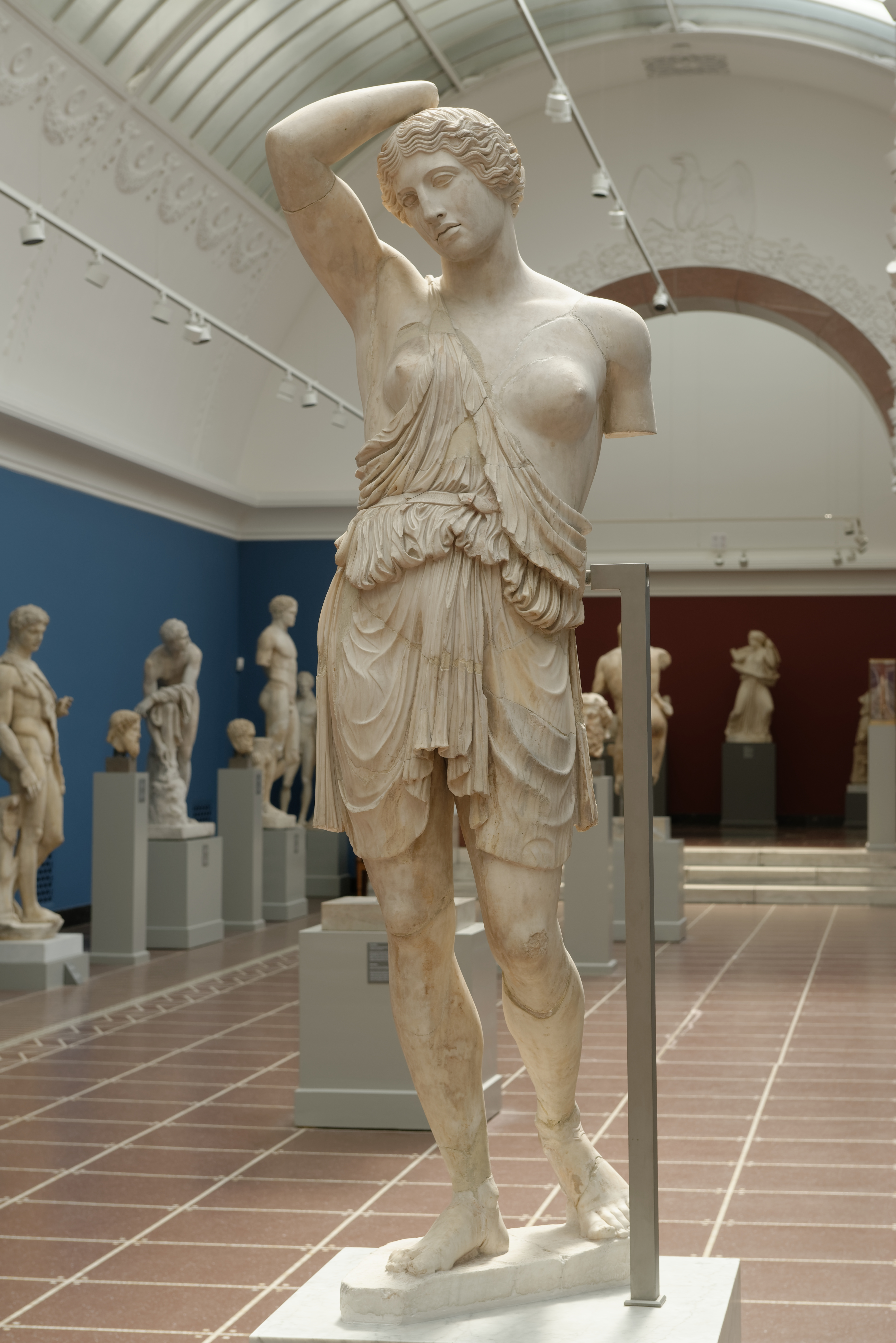
Amazone blessée du type Sciarra. Copie romaine en marbre pentélique (traces de couleurs) / bronze du milieu du Ve siècle (de Crésilas ?[82]). H. 1,97 m. sans la plinthe. Ny Carlsberg Glyptotek[83].
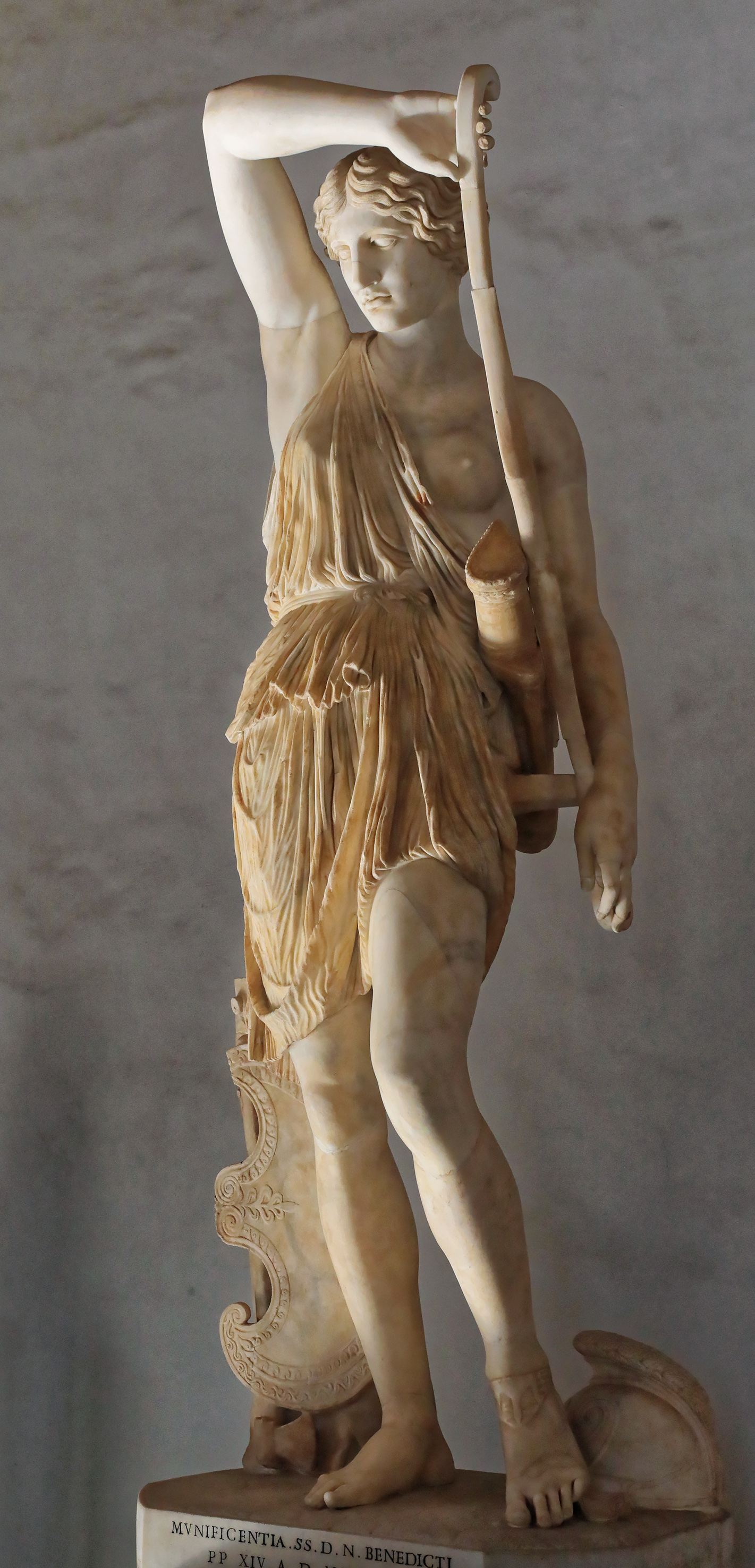
Amazone du type Mattei. Copie romaine très restaurée, marbre / bronze (de Phidias ?[82]). H. 1,97 m. Musées du Capitole. Tête ancienne mais non d'origine[N 8].

##### Phidias. Le Parthénon
Phidias a réalisé avec son équipe plusieurs statues gigantesques : l'Athéna Promachos, dans les années 460 (haute de plus de 10 m.), en bronze sur l'Acropole, l'Athéna Parthénos (haute de plus de 11 m.), statue elle aussi chryséléphantine, abritée dans le Parthénon vers 438 et, ensuite, la statue chryséléphantine de Zeus à Olympie, vers 436 (haute d'environ 12 m.). Elles ont, toutes, disparu. Ces trois statues ayant été transportés à Constantinople, l'Athéna Parthénos et le Zeus d'Olympie auraient subsisté jusqu'au Xe siècle de notre ère, et la Promachos jusqu'en 1203. Phidias a réalisé aussi des statues de bronze, plus "modestes". Son Amazone blessée - l'« Amazone Mattei » - destinée au temple d'Artémis à Éphèse se distingue de ses deux rivales par ses proportions plus élancées, un mouvement plus libre et un exceptionnel rendu des drapés.
Phidias, pour ses commandes monumentales, a réduit le contrapposto, ce qui a conféré aux dieux de ses grandes statues une dignité statique qui suscita l'admiration au cours de l'Antiquité.

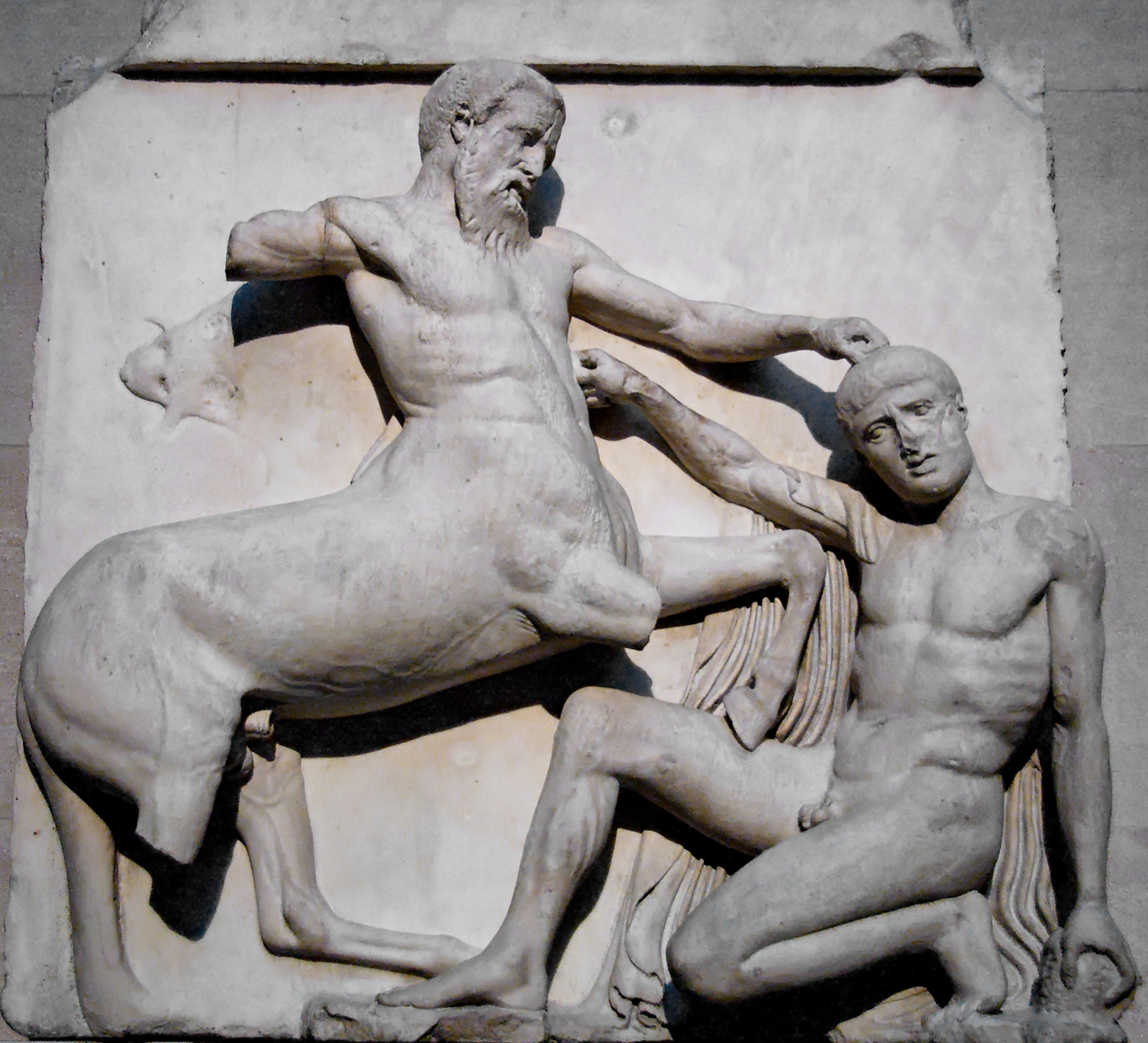
Centaure et Lapithe. Métope sud, 30. Le corps du Lapithe déborde de la plaque, qui semble avoir été réduite pour sa mise en place. British Museum

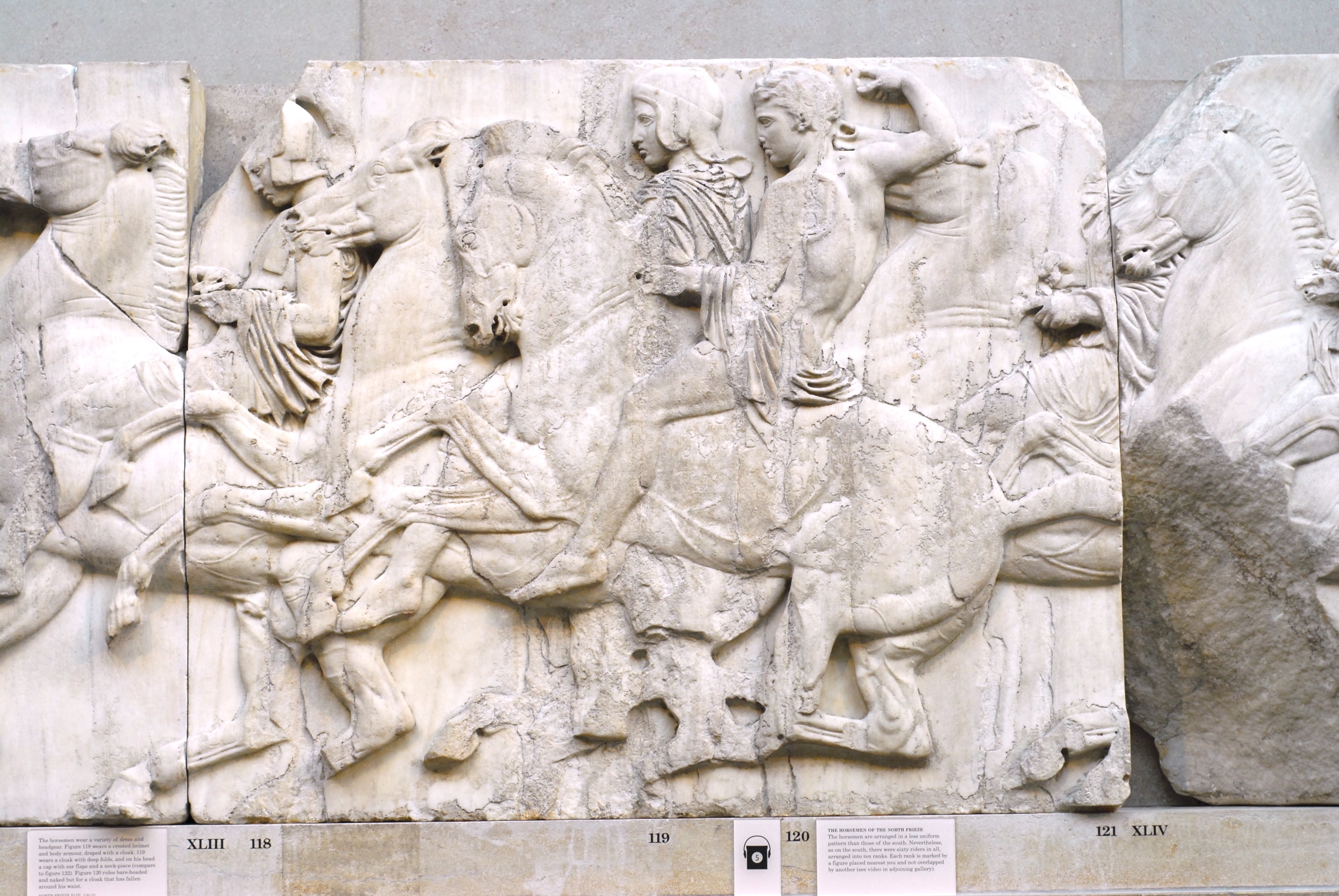
Procession de cavaliers. Frise des Panathénées, Nord. Marbre, entre 445 et 438. H. 1 m, épaisseur max. du relief: 5.5 cm. Frise continue sur 159.5 m. Plaque XLIII.
British Museum.

Aux dires de Plutarque (romain, 46-125 de notre ère), Phidias aurait eu un rôle prééminent dans l'ensemble des travaux de l'Acropole. Le chantier colossal du Parthénon, ayant duré à peine dix ans (de 447-446 à 434-433), a dû faire appel à une main d'œuvre qualifiée, nombreuse et bien encadrée. Pour ce qui concerne le décor sculpté, c'est une grosse équipe de sculpteurs, Athéniens et non-Athéniens, en particulier des Pariens, très actifs à cette époque. Cet ensemble sculpté est d'une telle importance que l'on parle de « classicisme parthénonien » pour désigner la période. Le chantier des sculptures est passé des métopes, en haut-relief, à la frise continue, en très bas-relief, puis aux frontons, en ronde-bosse. À ce propos, l'expérience des métopes d'Olympie était connue, de même les compositions de figures en ronde-bosse pour les frontons. En ce qui concerne la frise, si l'on pratiquait le bas-relief pour les stèles funéraires, aucun sculpteur n'avait cette expérience pour une frise. On peut d'ailleurs constater aujourd'hui l'évolution de la cohésion de cette équipe au fil du temps. La virtuosité acquise s'est d'ailleurs transmise aux œuvres ultérieures ; Agoracrite, parmi d'autres certainement, a vécu cette entreprise formatrice. Phidias a obtenu la direction de ce chantier et de l'Athéna Parthénos (sur 15 ans, 447-432) en raison de son expérience acquise lors de la réalisation de l'Athéna Promachos, qui avait duré 9 ans et tout aussi gigantesque. Pour certains spécialistes il ne serait l'auteur que de l'Athéna Parthénos sur ce chantier colossal, mais l'originalité du plan du bâtiment - où la part des grands architectes, Ictinos et Callicratès, est certaine - et la cohérence de l'ensemble du programme sculpté, la statue et le décor architectural, montrent que Phidias en a bien été le chef de chantier,.
Si les métopes et la frise du Parthénon évoquent bien des corps en mouvement, leur traitement y est tout différent. Ils indiquent ainsi la fugacité du « moment classique », en montrant tantôt des effets hérités du style « sévère » mais aussi des caractères que l’on retrouve dans le « maniérisme » des années 430-370. Les métopes ayant été les premières sculptures du programme, l’héritage « sévère » y est perceptible, surtout dans certaines métopes du côté Sud où une raideur des attitudes et une certaine lourdeur des drapés indiquent l'élaboration en cours du classicisme. Parallèlement, on observe dans certaines figures, notamment le Centaure triomphant de la métope 28 du côté Sud, mais aussi dans les défilés de cavaliers de la frise des Panathénées, une vivacité des mouvements qui les ancre dans le classicisme abouti. Toute une génération de marbriers va donc, ensuite, propager cette liberté nouvelle, notamment dans les reliefs funéraires, comme celui où Hermès arrache Eurydice à Orphée (vers 430-420),.

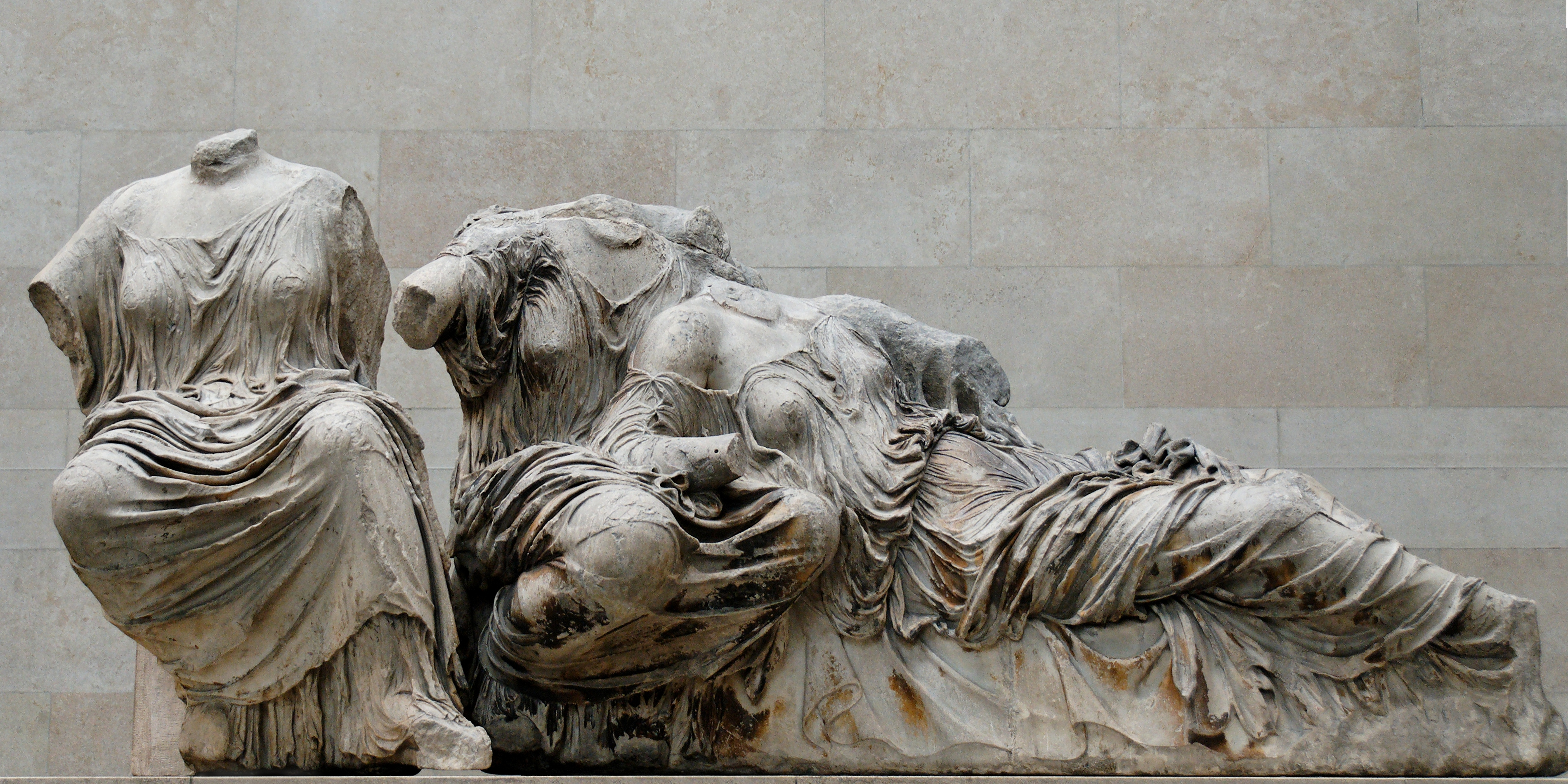
Hestia, et Aphrodite ?, fronton est du Parthénon, entre 438 et 432. L. 1.30 m. British Museum.

Les frontons du Parthénon, heureusement décrits par Pausanias, illustrent à l’Est la Naissance d’Athéna, et à l’Ouest La dispute entre Athéna et Poséidon, aujourd’hui conservés en grande partie au British Museum à Londres. Ils rassemblent une foule de personnages. Comme à Olympie le calme qui règne sur l'un répond à l'animation qui agite l'autre. Les reconstitutions proposées pour le fronton Est restent des hypothèses car on n'en conserve que des fragments. À l'Ouest, mieux conservée, la dispute entre Athéna et Poséidon génère un mouvement instable et crée un bel effet dynamique et monumental qui est communiqué à tout l’ensemble. Les couples de chevaux qui se cabrent de part et d’autre des figures centrales accentuent cet effet. Comme ces figures étaient en marbre et non en bronze, des étais en fer assuraient la stabilité des pièces les plus grandes. Certaines étaient d'ailleurs légèrement inclinées vers l'extérieur. Dans ces frontons le rôle de Phidias reste incertain.
Certaines figures inventent déjà ce qui sera le maniérisme post-parthénonien, par un art virtuose qui emplit de sensualité des poses jamais vues : le déploiement de plis qui enveloppent et dévoilent les corps, le drapé extrêmement précis et fin, plaqué contre la peau, presque un « drapé mouillé » - dans le groupe représentant peut-être Hestia, Dioné et Aphrodite, au fronton Est. Tout ce jeu entre les deux surfaces, peau et tissus, devient un motif favori ensuite et même bien au-delà, dans une grande partie de la sculpture occidentale.
Les décors du Parthénon témoignent aussi de ce qui s'est opéré sur le chantier, entre sculpteurs qui se concertent, qui s'appuient sur des formules anciennes mais trouvent aussi des formules nouvelles,.

#### Classicisme du «style riche» (430-370)

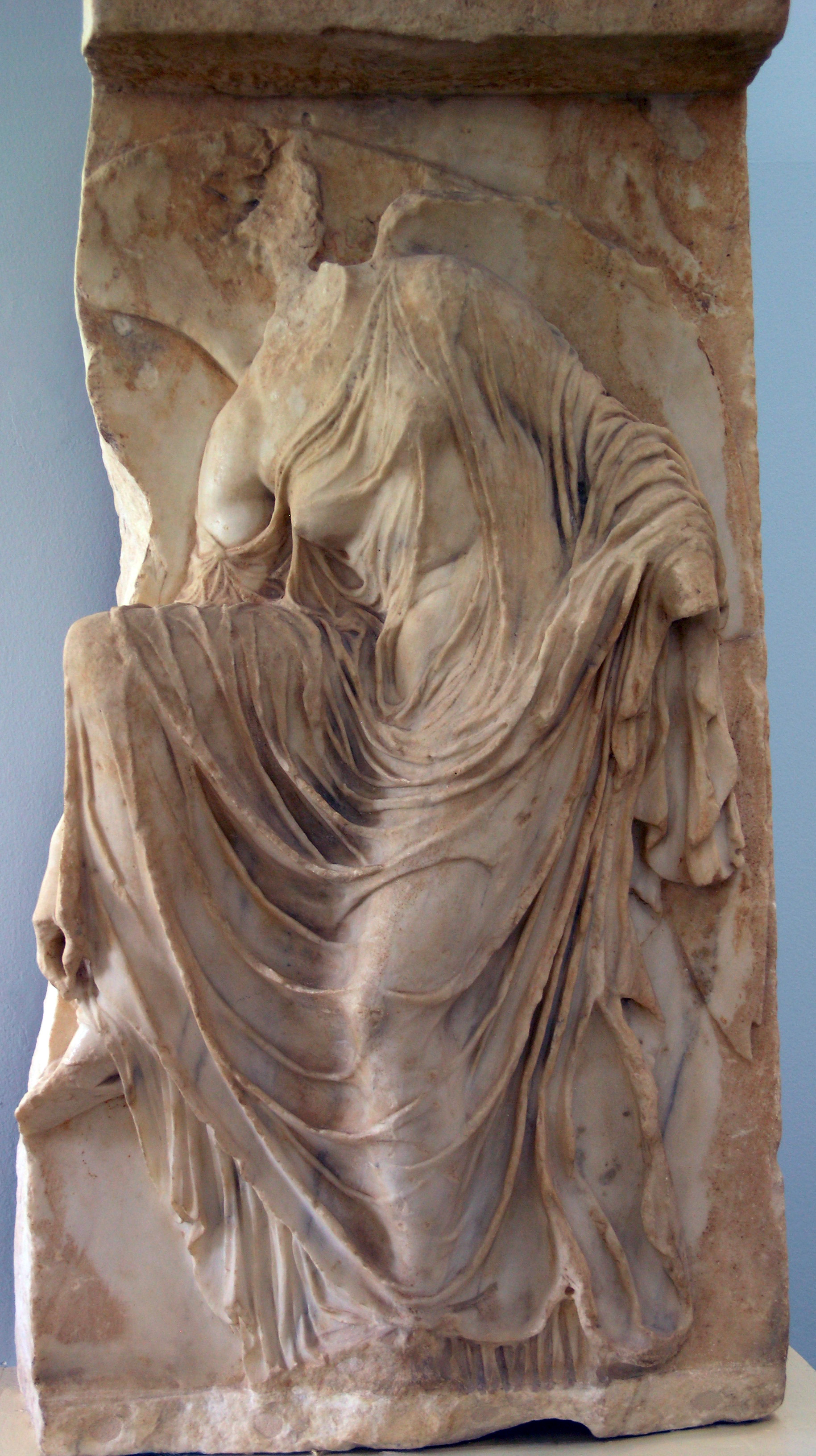
Nikè à la sandale, marbre, vers 420, Athènes, musée de l'Acropole.

À partir des années 430, la stabilité politique, économique, et culturelle qui avait assuré la prospérité à Athènes pendant plus de vingt ans est ébranlée par une série d’évènements qui annoncent la perte progressive de l’hégémonie athénienne. Les travaux entrepris par Périclès sont stoppés par manque de financement en 432, tandis que l’année suivante reprend la guerre du Péloponnèse. L’année 430 voit l’arrivée à Athènes d’une redoutable épidémie de peste, qui emporte notamment Périclès en 429. Pour autant, la création artistique ne se tarit pas, et les travaux de l’Acropole reprennent très vite, au sein de nouveaux monuments.

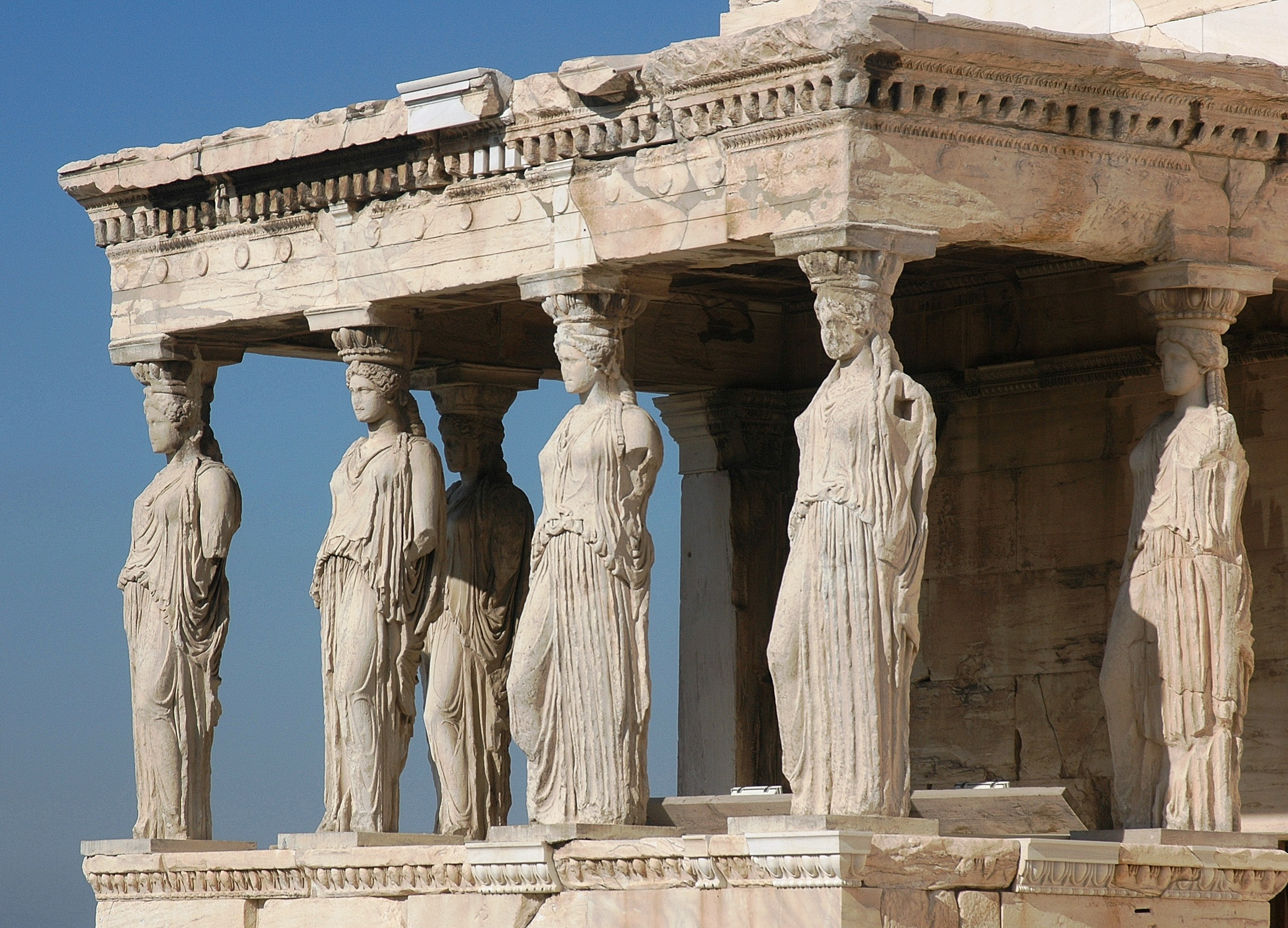
Caryatides de l'Erechthéion, 421- v. 406. Acropole d'Athènes

Un style sculptural nouveau, déjà amorcé par certains éléments des décors du Parthénon, s’exprime dans les décors sculptés de l’Érechthéion, les Caryatides, et dans la balustrade du nouveau temple d'Athéna Nikè. À la préciosité et la légèreté des nouvelles architectures, s’associe une nouvelle manière d’aborder la sculpture en bas-relief, dans laquelle la figure féminine va trouver une nouvelle expression, souple et voluptueuse, qualifiée de « maniériste ». La balustrade du temple, sculptée sur sa face extérieure, évoque un ensemble de Victoires (Niké) préparant un sacrifice. La plus connue de ces sculptures, un bas-relief représentant une Victoire attachant sa sandale, attribuée à Agoracritos, se joue du corps féminin et des plis du tissu : autant de lignes formées par le drapé léger, collant à la peau, laissant apparaître le modelé des formes sous-jacentes. Ce « drapé mouillé » est traité avec une incroyable virtuosité, que l’on perçoit dans la majorité des productions de l’époque, que ce soit en sculpture, mais aussi en peinture, sur céramique, et en toreutique.

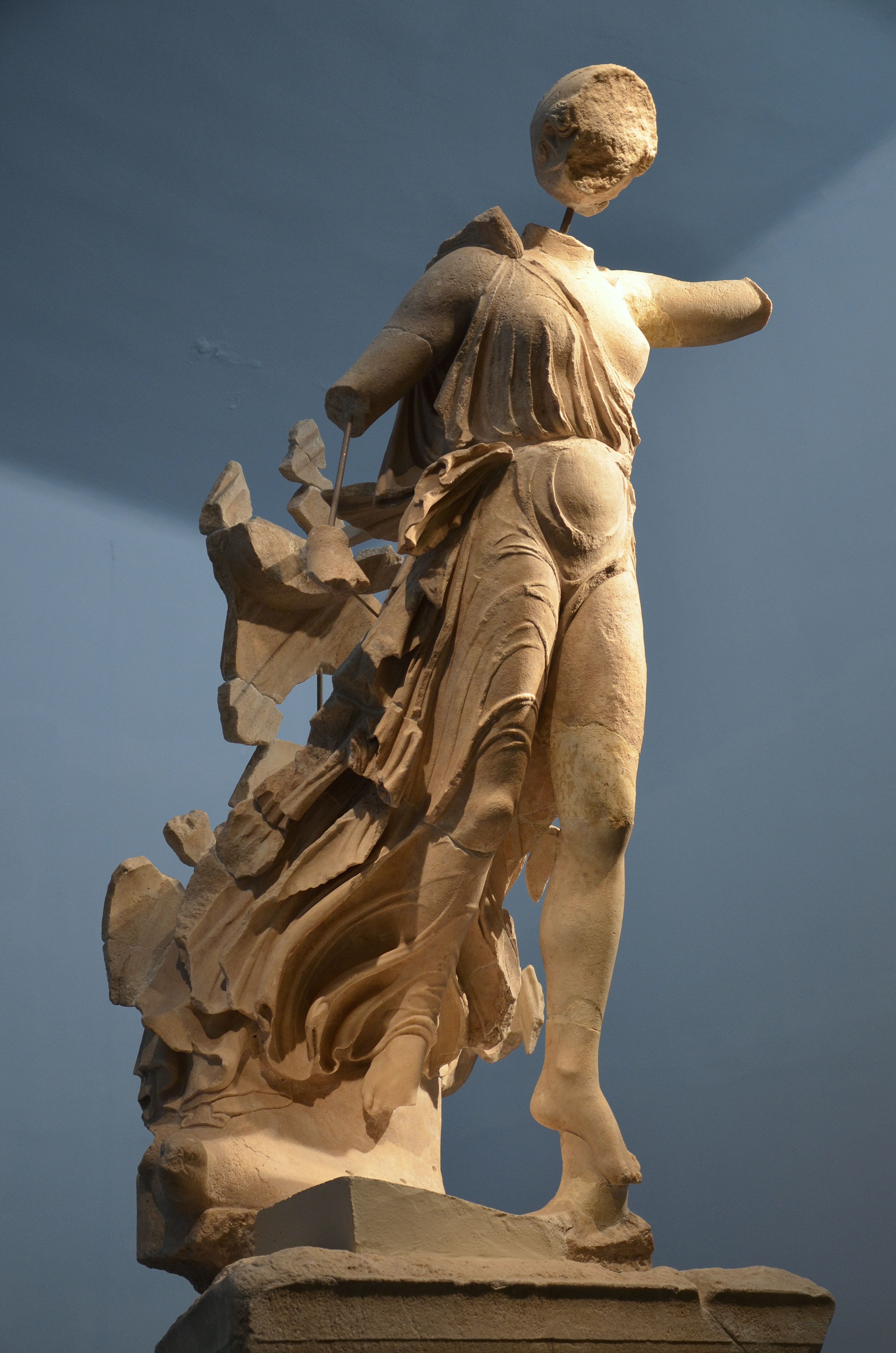
Nikè se posant à terre, de Paionios de Mendè. Marbre, vers 420/415, Olympie, musée archéologique.

Cet Agoracritos, qui a travaillé aux décors du Parthénon sous la direction de Phidias, est l’une des figures emblématiques de la veine « maniériste ». Avec une parfaite maîtrise du drapé plaqué sur le corps féminin, où le drapé acquiert une nouvelle valeur décorative, il contribue à l’élaboration de ce style « précieux » et délicat. Son Héra Borghèse (dont une copie romaine en marbre est conservée à la Ny Carlsberg Glyptotek de Copenhague) illustre parfaitement cet élan nouveau apporté à la figuration féminine, qui connaît alors un certain apogée. Le talent de Callimaque se manifeste, lui aussi, avec une prédilection pour les drapés mouillés transparents et mouvementés. Alcamène, l’auteur probable des Caryatides de l’Érechthéion, s’attache, quant à lui, à un style plus rigoureux et strict, tout en livrant des drapés typiquement maniéristes, collant au corps et descendant avec grâce le long des jambes. L' « Arès Borghèse » qui lui est traditionnellement attribué, présente le dieu dans une pose qui est tout sauf triomphale. Les yeux pensivement orientés vers le bas, dans la direction indiquée par la jambe droite, libre. Une œuvre qui suscite des réflexions sur la guerre, en cette période douloureuse pour Athènes. Le contrapposto n'est plus utilisé « pour clarifier les fonctions physiques du corps » (comme Polyclète) mais pour manifester un état psychique.

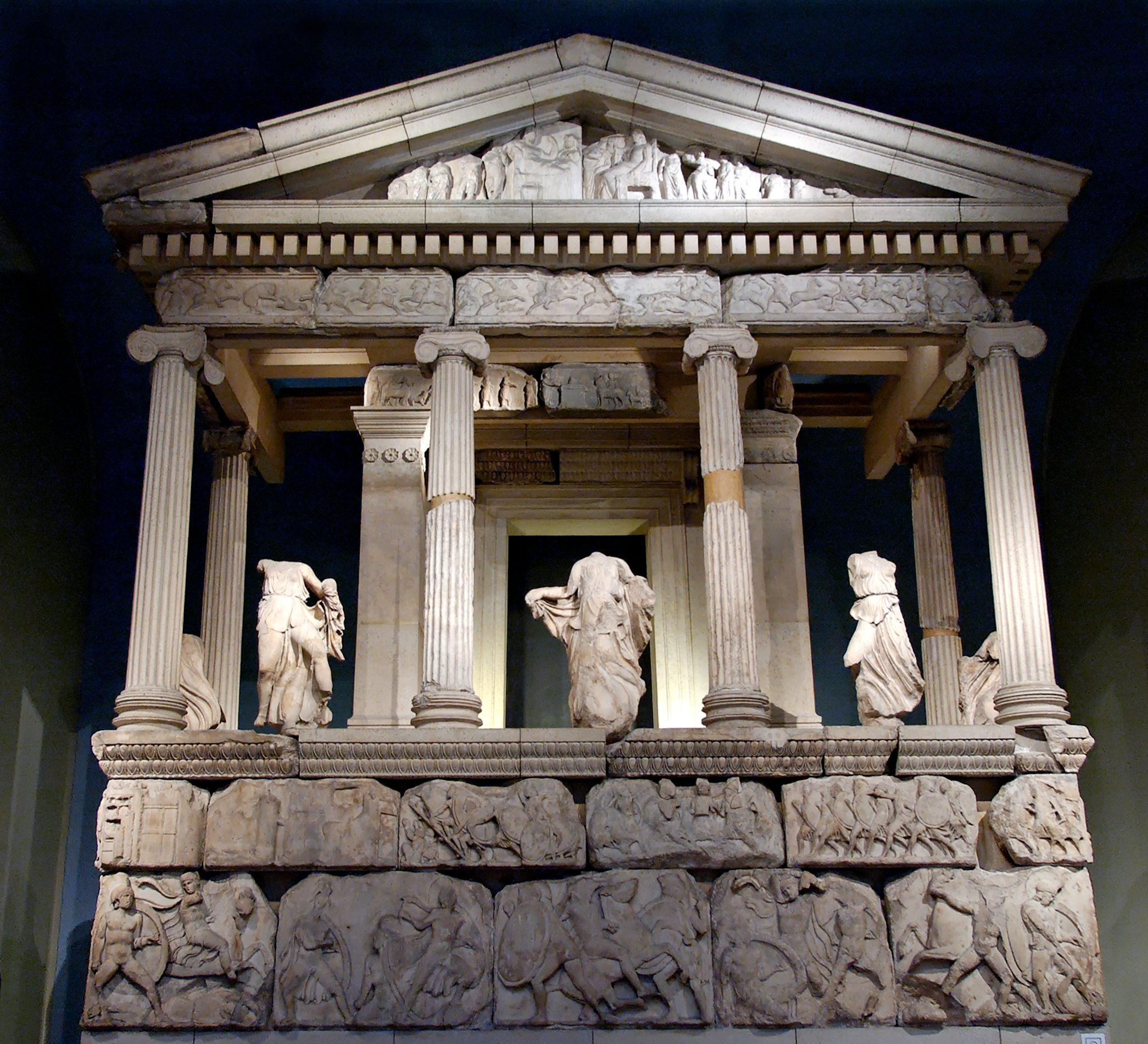
Monument des Néréides, reconstitution de la façade, marbre, Londres, British Museum.

S’il se développe d’abord à Athènes, le maniérisme ne s’y limite pas, et se diffuse assez rapidement dans toute la Grèce, à la différence du classicisme strict, resté essentiellement dans la sphère athénienne. L’une des réalisations les plus célèbres de ce style maniériste est sans nul doute la Victoire réalisée par Paionios de Mendè vers 420 pour le sanctuaire de Zeus à Olympie, commandée par les Messéniens et les Naupactiens en souvenir de la bataille de Sphactérie, remportée en 425 sur l’armée spartiate. Cette œuvre manifeste toute la virtuosité de la sculpture maniériste : envolées de drapés, élancement du corps vers l’avant, à peine freiné par un drapé gonflé derrière elle et tenu, à ses extrémités, dans ses mains. Autres réalisations qui témoignent de la diffusion du style hors d’Athènes, les décors du temple d’Apollon Epicourios à Bassæ, ainsi que ceux du temple en tholos d’Asclépios à Épidaure, attribués en partie au sculpteur Timothéos, réalisés vers 380, et dont seuls quelques éléments nous sont parvenus. Ainsi, Timothéos réalise les acrotères du temple, dont une Aura ou Néréide, est conservée au musée archéologique d’Athènes. Il est également l’auteur d’une Léda et le Cygne, gracieuse et fluide, typiquement maniériste.
La sculpture maniériste voit probablement son aboutissement dans la réalisation du Monument des Néréides, tombeau du dynaste lycien Arbinas à Xanthos, érigé vers 380, et où travaille également Timothéos. Cette construction, qui semble être la dernière réalisation d’ampleur du mouvement maniériste, illustre un apogée du style, tant dans les bas-reliefs du soubassement que dans les rondes bosses placées entre les colonnes de la façade, représentant des Néréides. L'ensemble est conservé avec certains éléments architecturaux au British Museum. On y retrouve toute la virtuosité des envolées de drapés qui soulignent le mouvement des corps et où la matérialité pesante de la pierre est totalement effacée.

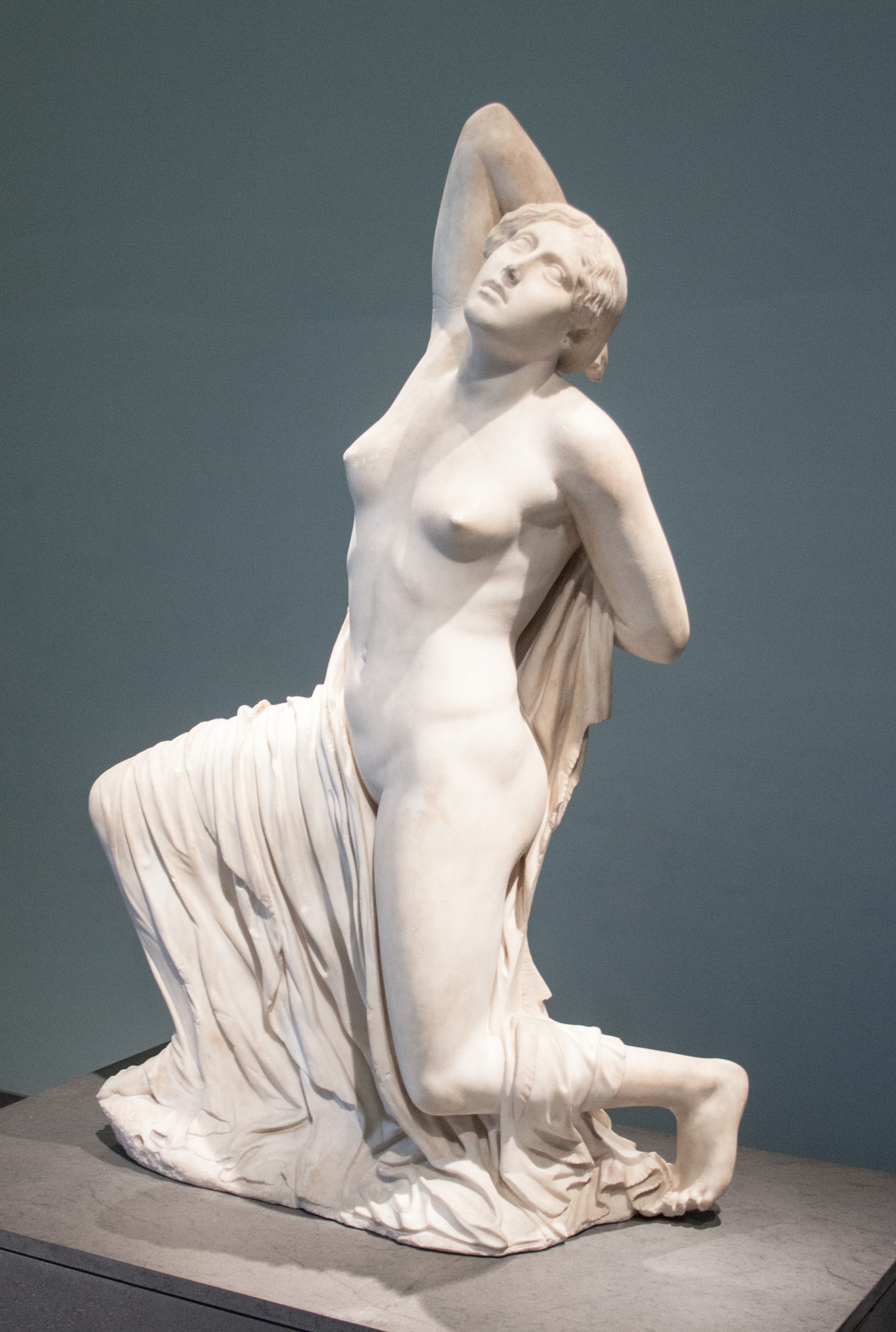
Niobide blessée (découverte : Jardins de Salluste). Marbre de Paros, H. 1,49 vm. Art ionien, 440-430. Palais Massimo des Thermes. Premier nu féminin de la statuaire grecque
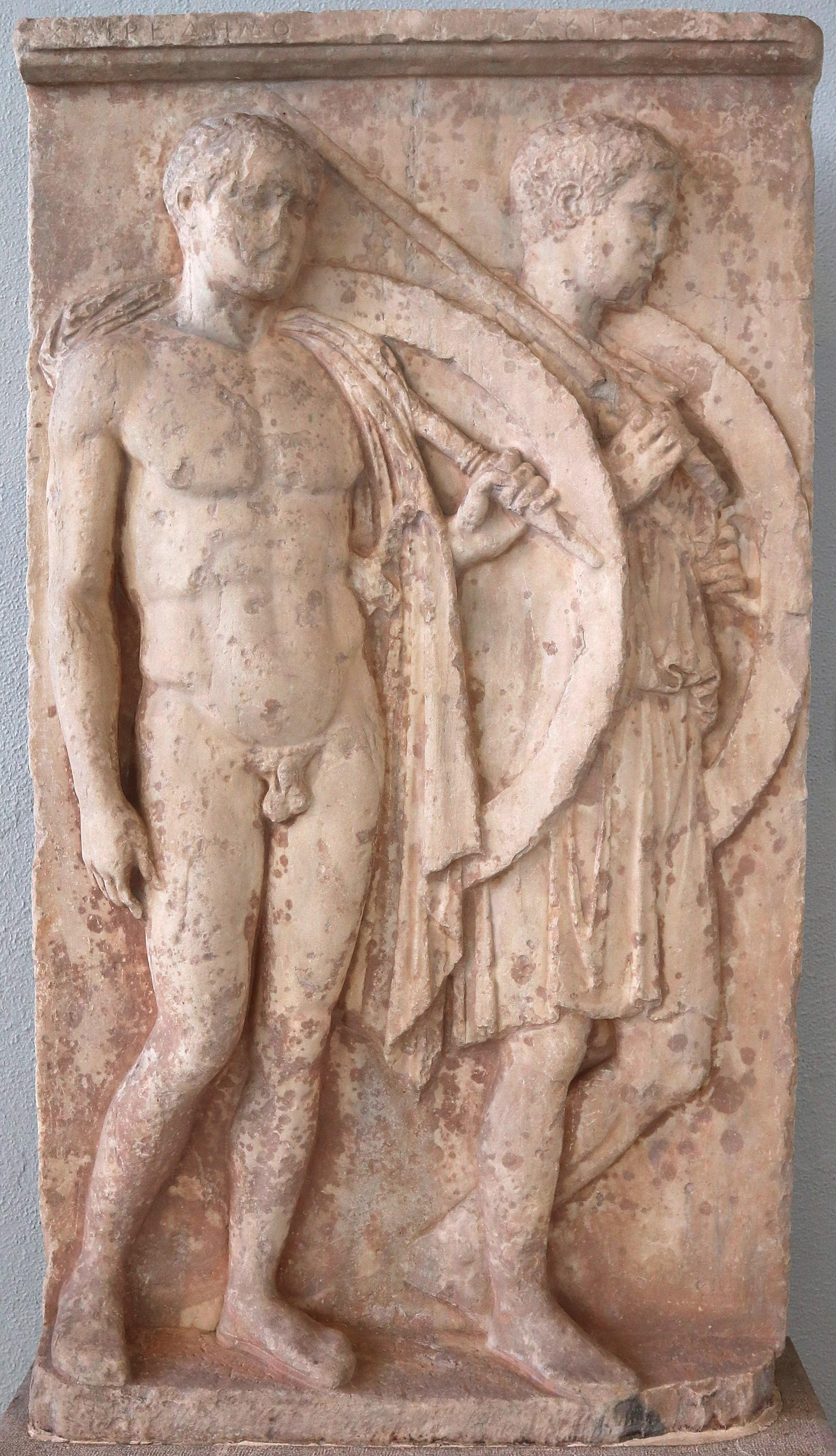
Persistance du classicisme polyclétéen: Stèle funéraire des soldats Chairédèmos (à gauche, figuré en soldat-athlète / nudité héroïsante) et Lyséas (figuré simplement en soldat, à droite). Marbre H. 1,81 m. Après 409 (?). Le Pirée[N 10]

### Second classicisme (370-338)
Cette phase a été appelée « post-classique ». Mais selon Holtzmann (2010) ce terme en fait alors « un appendice du Ve siècle ». Il préfère « romantique » pour caractériser ce style. Cette période voit, en effet, l'émergence de trois grandes figures de la sculpture grecque : Praxitèle, Scopas et Lysippe. Et tous trois manifestent, non seulement, leur maîtrise de la troisième dimension, mais surtout leur volonté d'exprimer les états d'âmes des personnages qu'ils évoquent par leurs sculptures. On voit, aussi à cette époque, apparaître les premiers portraits. Ensuite ces nouveautés se répandent et, avec le grand chantier du Mausolée d'Halicarnasse, on constate un net regain de la sculpture en marbre, en particulier Scopas. C'est, en général, à cette époque que se révèlent les tendances qui vont conduire à l'art hellénistique, et en particulier ce nouveau motif que sera le portrait royal.

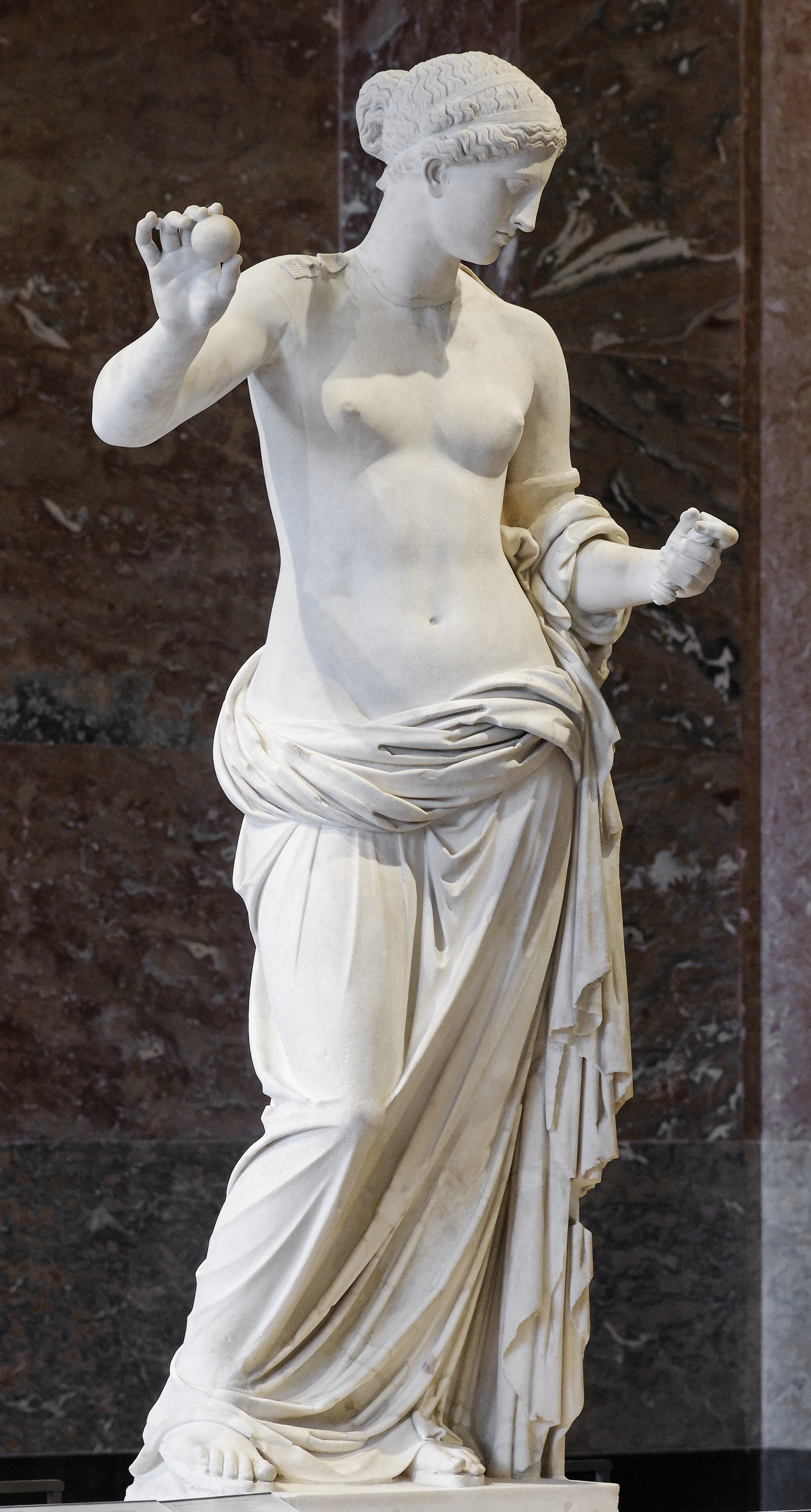
Vénus d'Arles. Marbre de l'Hymette et restauration. H. 1,94 m. Copie fin du Ier siècle AEC / original de Praxitèle, v. 365. Louvre
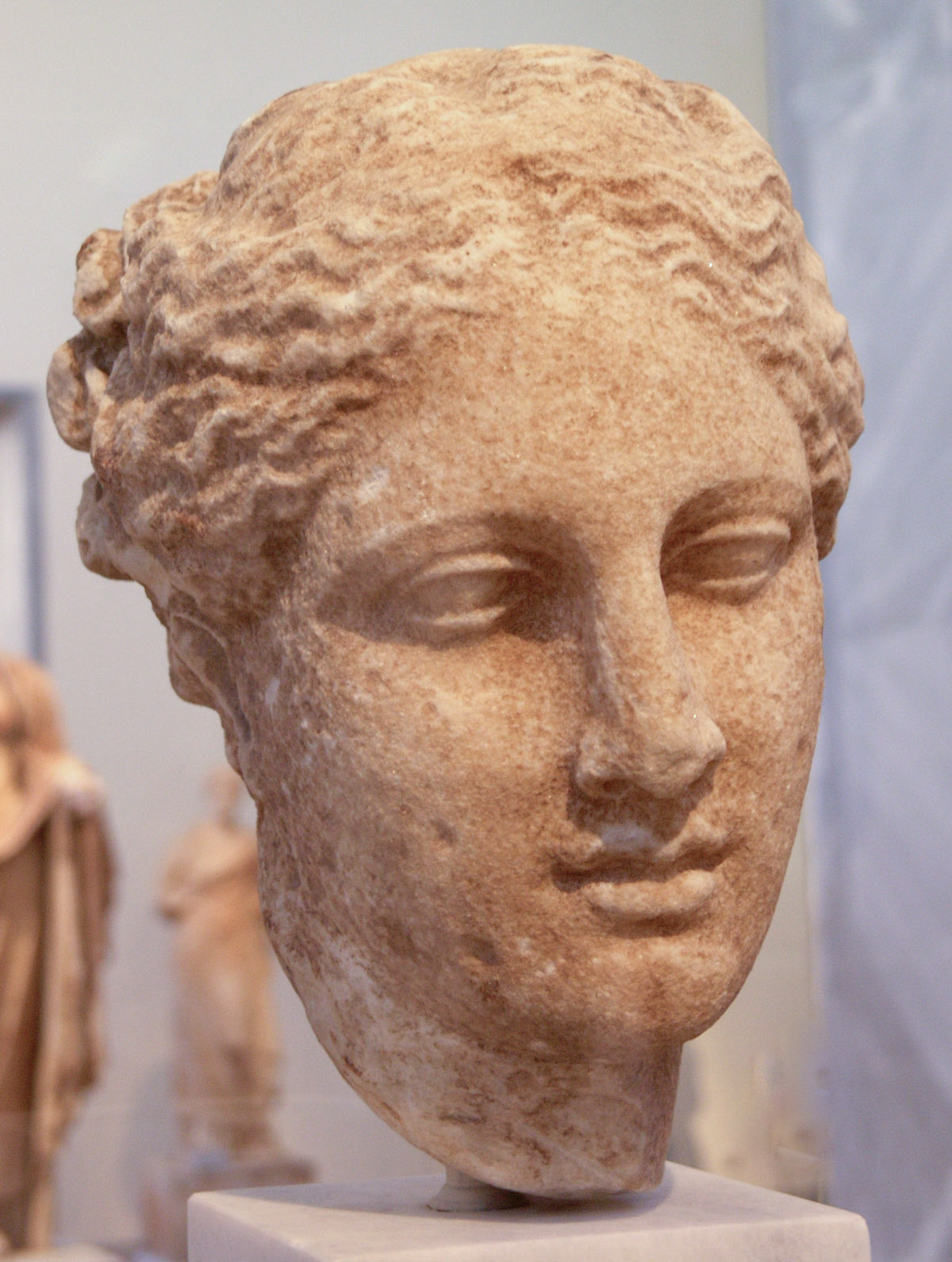
Tête d'Hygie, déesse de la santé. Trouvée à Tégée, attribuée à Scopas, vers 360. Marbre, H. 28,5 cm MNArch, Athènes
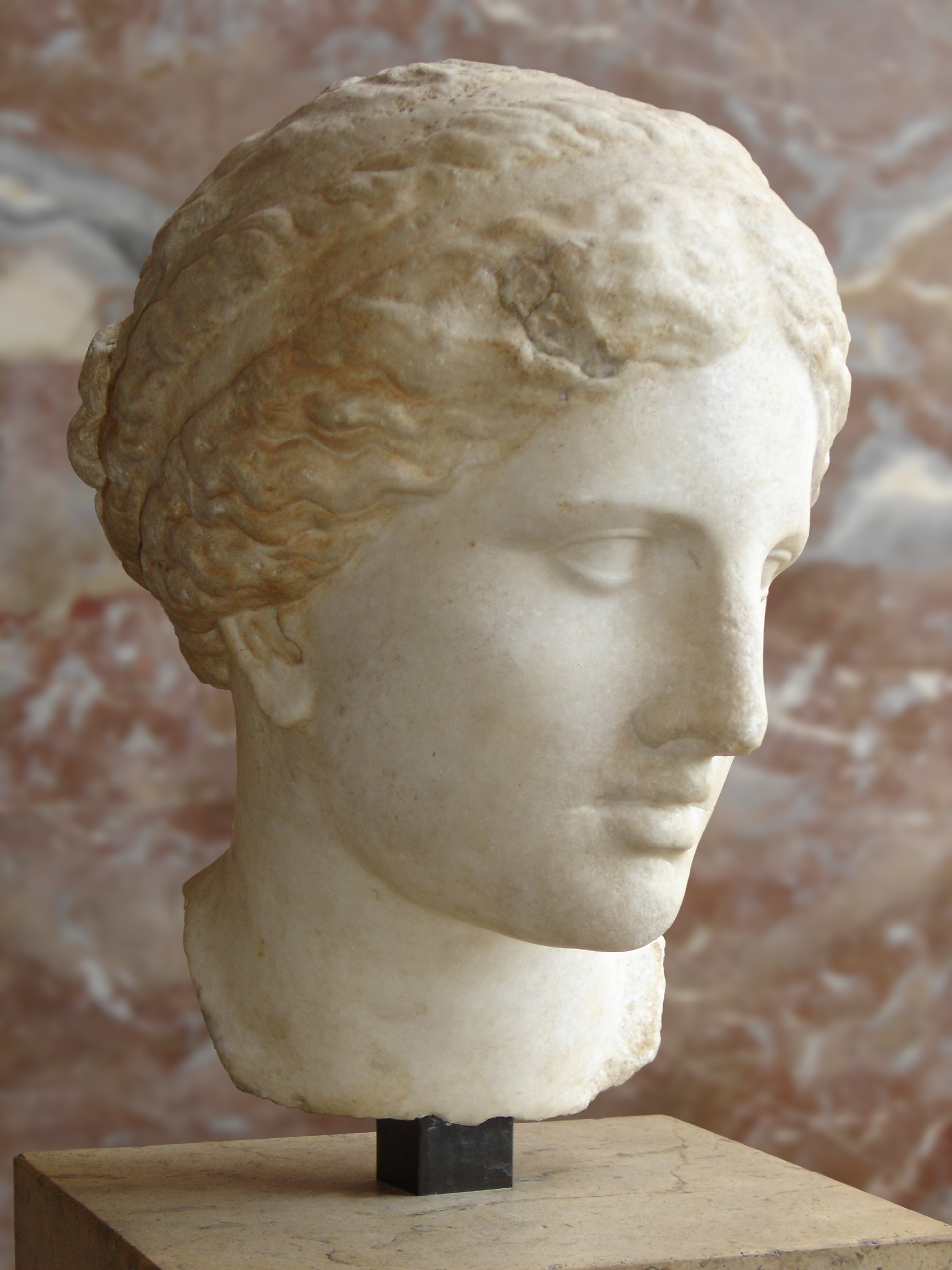
Tête féminine du type de l'Aphrodite de Cnide (/Praxitèle, v. 350-340). Marbre d'Asie Mineure, copie v. 150 AEC. Louvre
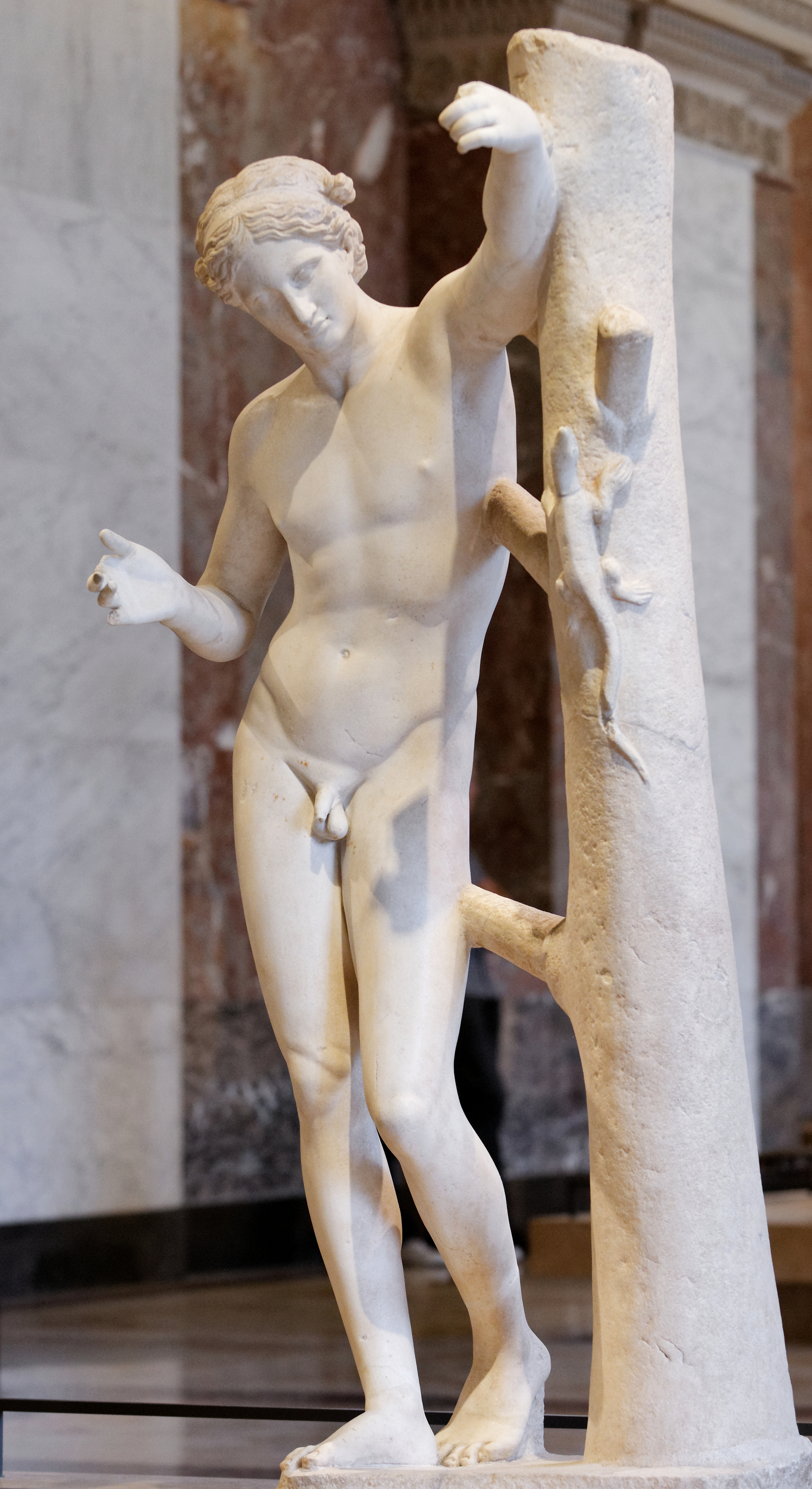
Apollon Sauroctone. Marbre de Paros, Ier siècle EC, d'après un original de Praxitèle, v. 350. H. 1,49 m, sans la plinthe. Louvre
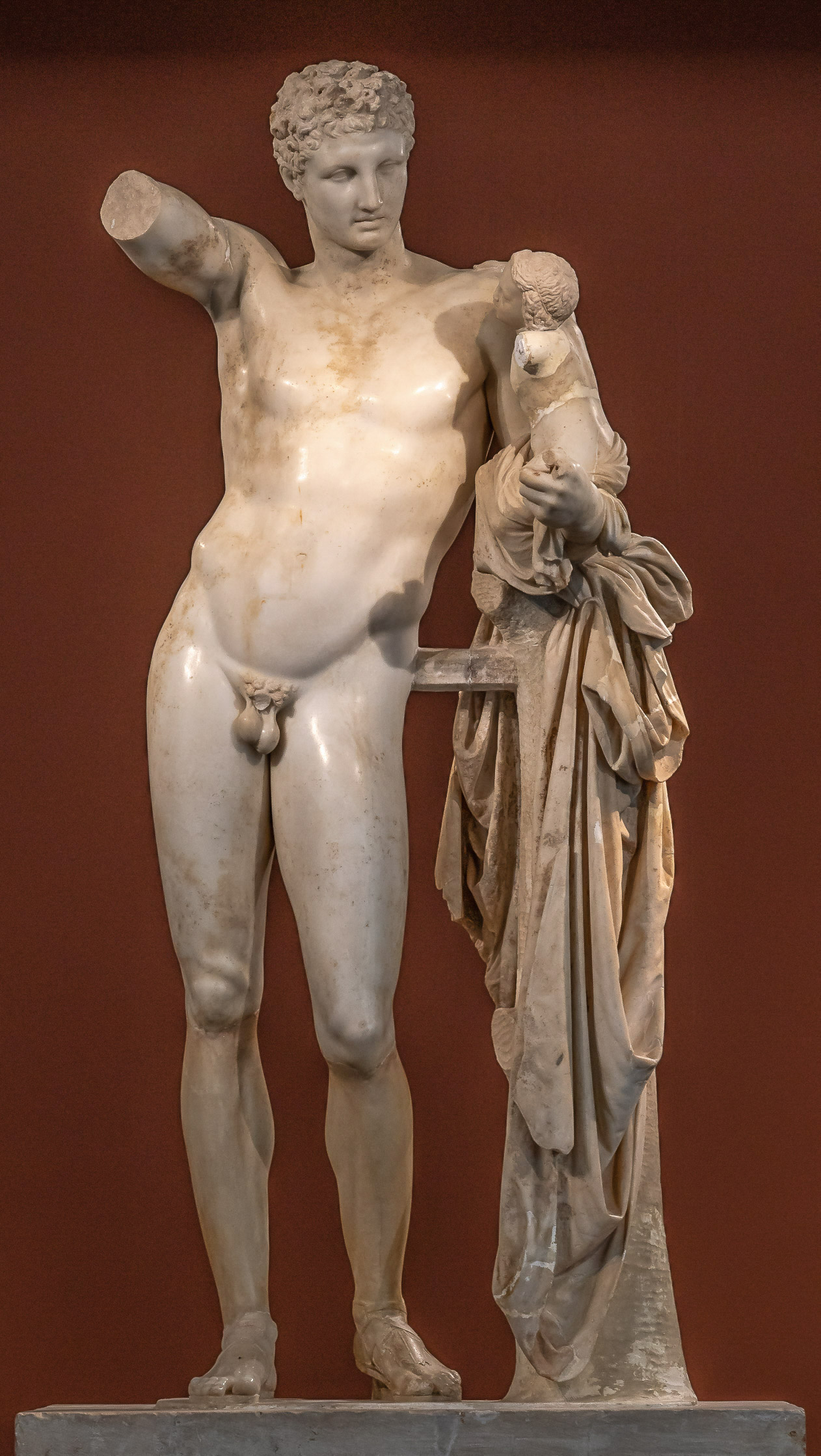
Hermès portant Dionysos enfant. H. 2,13 m. Copie romaine du marbre original (peu après 350 ?[101],[102]) de Praxitèle. MArch Olympie

Quant à Euphranor, célèbre dans l'Antiquité en tant que peintre autant que sculpteur, de lui seule une statue de culte en marbre nous est parvenue dont on soit sûr, un Apollon Patroos, joueur de cithare qui portait un péplos à longs plis, serré par une ceinture. Mais deux grands bronzes posent quelques problèmes. Il s'agit de statues découvertes au Pirée, destinées à l'Italie à l'époque romaine et qui ont été ensevelies par l'incendie du hangar où elles étaient entreposées. L'une d'elles semble bien, pour Claude Rolley, être un original d'Euphranôr, connue en tant qu'« Athéna du Pirée » et que cet auteur situe au milieu du troisième quart du IVe siècle.

#### Sinuosité et instabilité
L'Hermès portant Dionysos enfant - connu, entre autres, par une belle copie du musée archéologique d'Olympie - manifeste les innovations de Praxitèle dans le marbre. Un appui extérieur, habilement masqué par les plis d'un manteau, permet de dégager la silhouette qui suit une ligne sinueuse, accompagnée par le mouvement tournant des bras. Il a fait le choix de la sinuosité du corps masculin, qui va jusqu'à la "féminisation" de son Apollon Sauroctone, non seulement dans la pose mais aussi dans les proportions d'un adolescent à la coiffure élégante. Au cours du IVe siècle, les silhouettes des dieux, des « morts à la guerre » et des athlètes au repos sont bien plus sveltes que celles de Polyclète, moins stables aussi. Avec Lysippe, la jambe fléchie est déportée sur le côté, comme si le corps allait tourner sur le côté indiqué par la tête. L'instant d'immobilité de la statue semble précéder de peu celui où elle s'animera. Lysippe apparaît ainsi comme le plus novateur, très prolifique, il participe à la réalisation de groupes. Ainsi, l'athlète nommé Aghias fait partie d'un ensemble de statues d'ancêtres et de parents d'un notable de Pharsale. Lysippe n'est que l'un des sculpteurs. Il ne s'agit pas de portraits, cet Aghias ayant vécu 150 ans plus tôt. Les originaux devaient être en bronze, plus favorable à la prise du risque de l'instabilité. Mais l'époque voit une majorité de sculpteurs préférer le marbre.

#### Expressivité
La pose exaltée de l'Apollon du Belvédère, avec ce grand mouvement qui emporte le jeune corps, élimine tout rapport frontal avec le regardeur. La frontalité archaïque et du premier classicisme n'a, dès lors, plus cours. Le jeune mort de la Stèle de l'Ilissos (qui reflète le style de Scopas), au corps emporté dans un mouvement en hélice et au regard vague, n'a plus rien de commun avec le monde des vivants. Le chien, à la recherche de son maître disparu, flaire le sol. Le père est absorbé en lui-même. Toujours vers le milieu du siècle, Lysippe met au point un nouveau type de corps et d'expression. La musculature n'est plus l'affirmation d'une force décrite dans toutes ses nuances mais la présence d'un corps, comme celui d'Agias, souple et svelte, saisi dans un état d'immobilité fugace, instable. Le regard mélancolique, voire inquiet, de cet athlète le rend encore plus humain, plus vivant. Son Apoxyomène, le corps en vrille, les yeux dans le lointain, est conçu dans un esprit semblable. Et lorsque les sculpteurs grecs répondent à des commandes de dynastes orientaux d'autres formules expressives voient le jour. Réalisé pour un petit potentat de l'actuel Liban, le « Sarcophage d'Alexandre » - plus précisément : sur lequel Alexandre figure, parmi d'autres - joue de l'accumulation de figures dans une mêlée confuse. On y décèle, néanmoins, toute l'expressivité des regards tendus dans la folie meurtrière de la guerre. À l'opposé, le cratère de Dervéni met en scène un ballet de drapés mouillés et l'extrême sensualité de leurs contorsions passionnées. Ce climat passionné caractérise, pour une large part, le milieu du siècle.

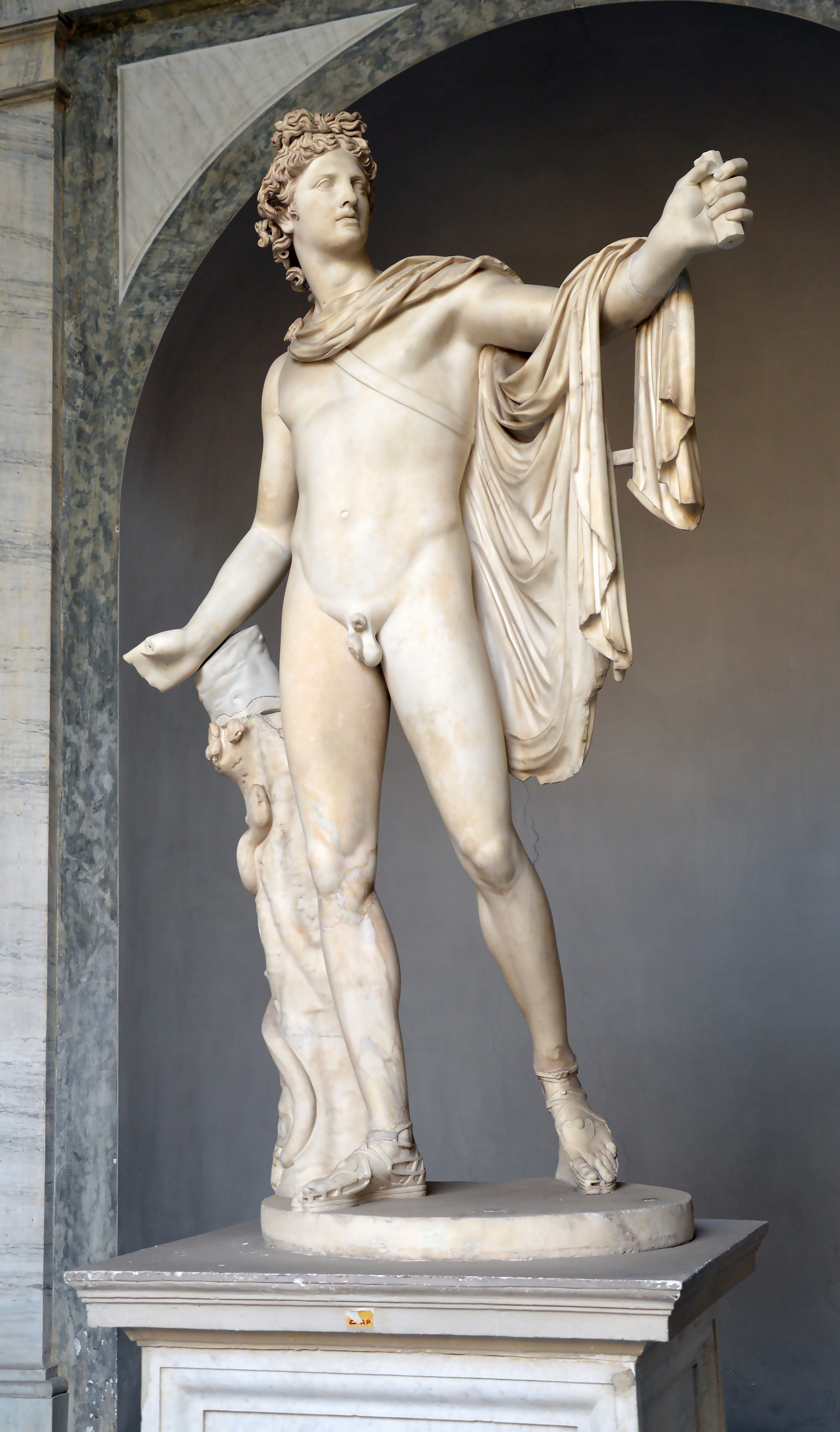
Apollon du Belvédère. Copie, original en bronze, mi-IVes (?). H. 2,24 m. (Léocharès ?[112]),[113] Musée Pio-Clementino
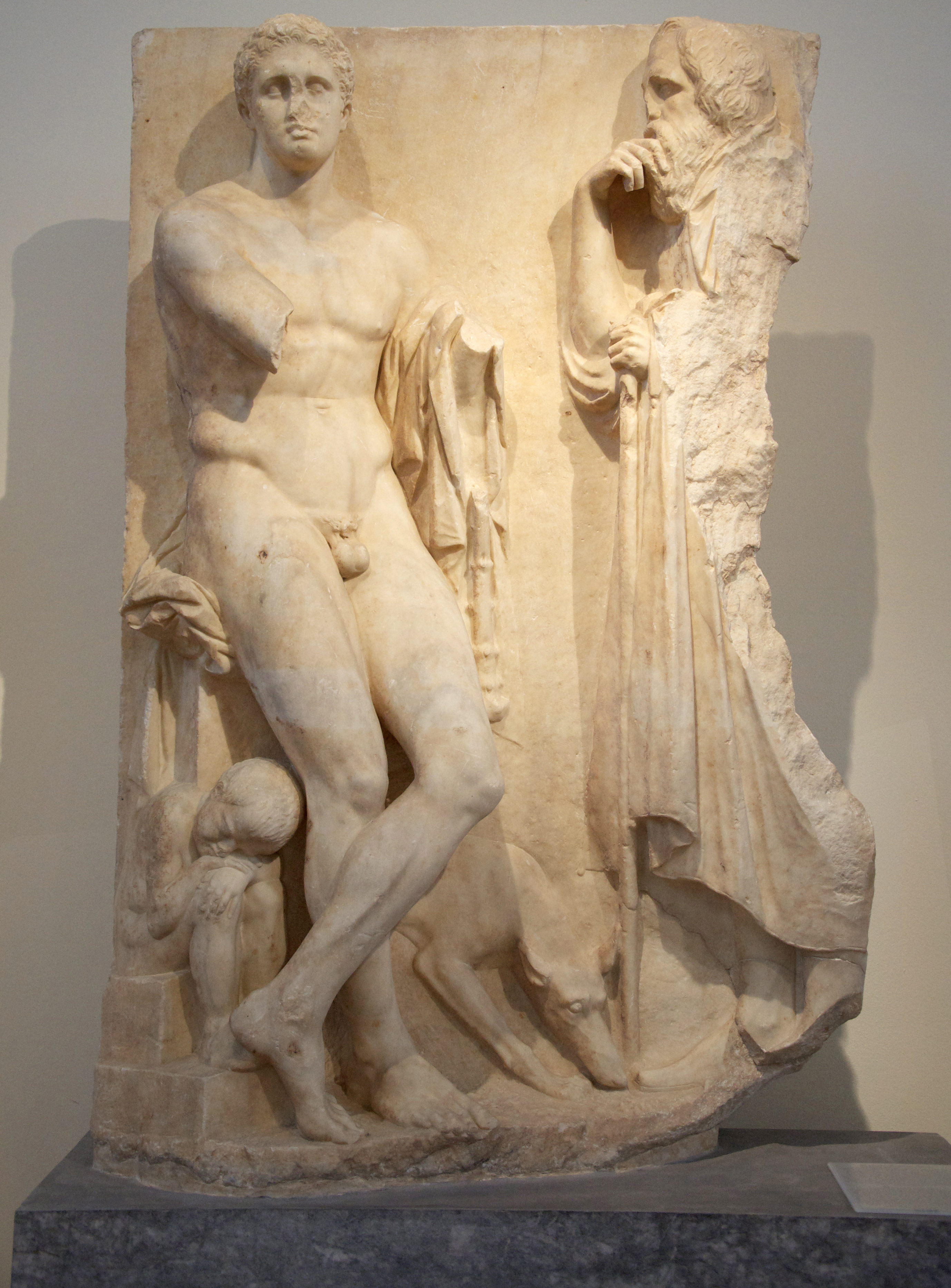
« Stèle de l'Ilissos ou du chasseur », 340, attribuée à l'atelier de Scopas. Marbre, H. 1,68 m. MNArch, Athènes
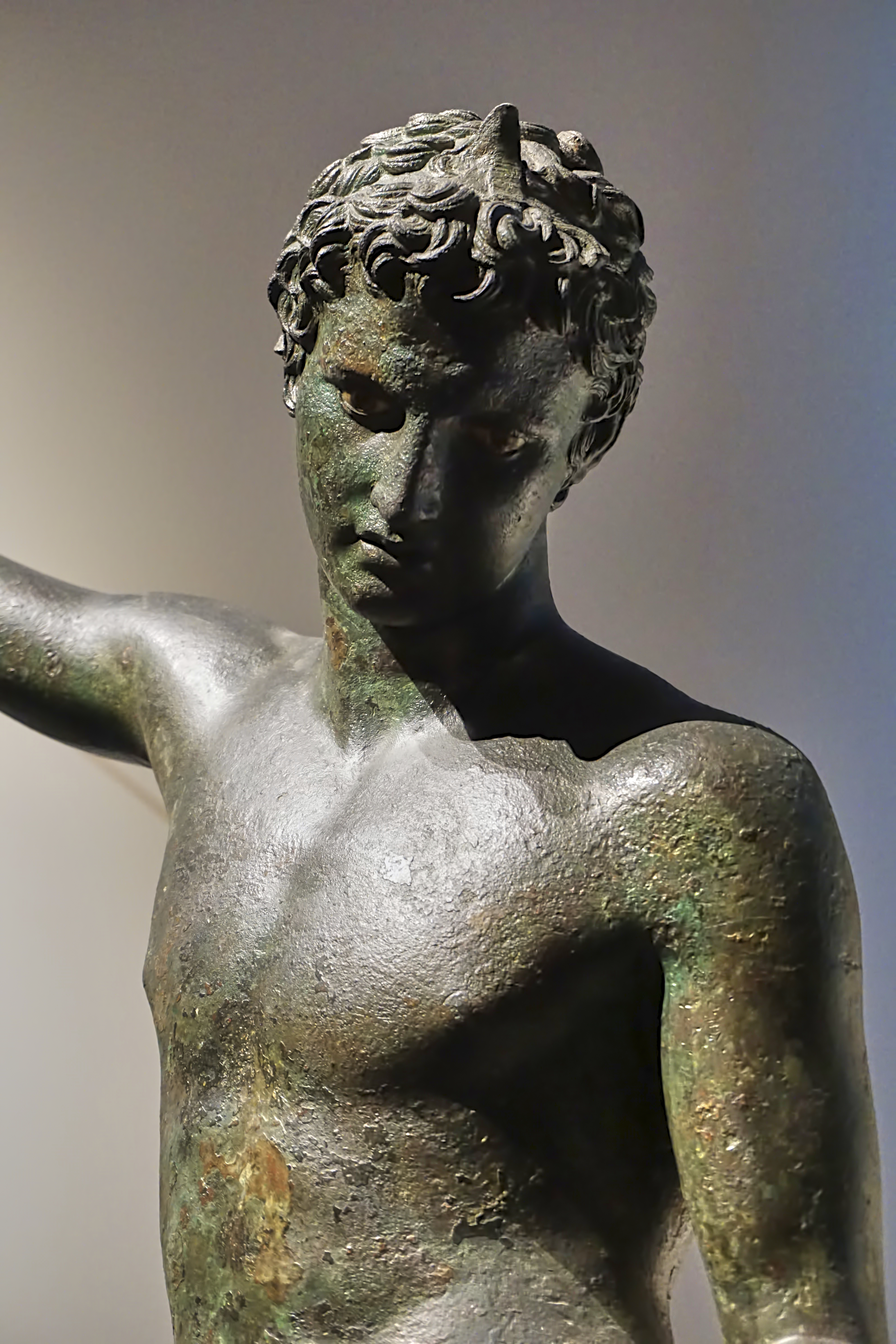
« Éphèbe de Marathon », 330/325 ?, attribué à l'école de Praxitèle. Bronze, H. 1,30 m. Détail. MNArch, Athènes
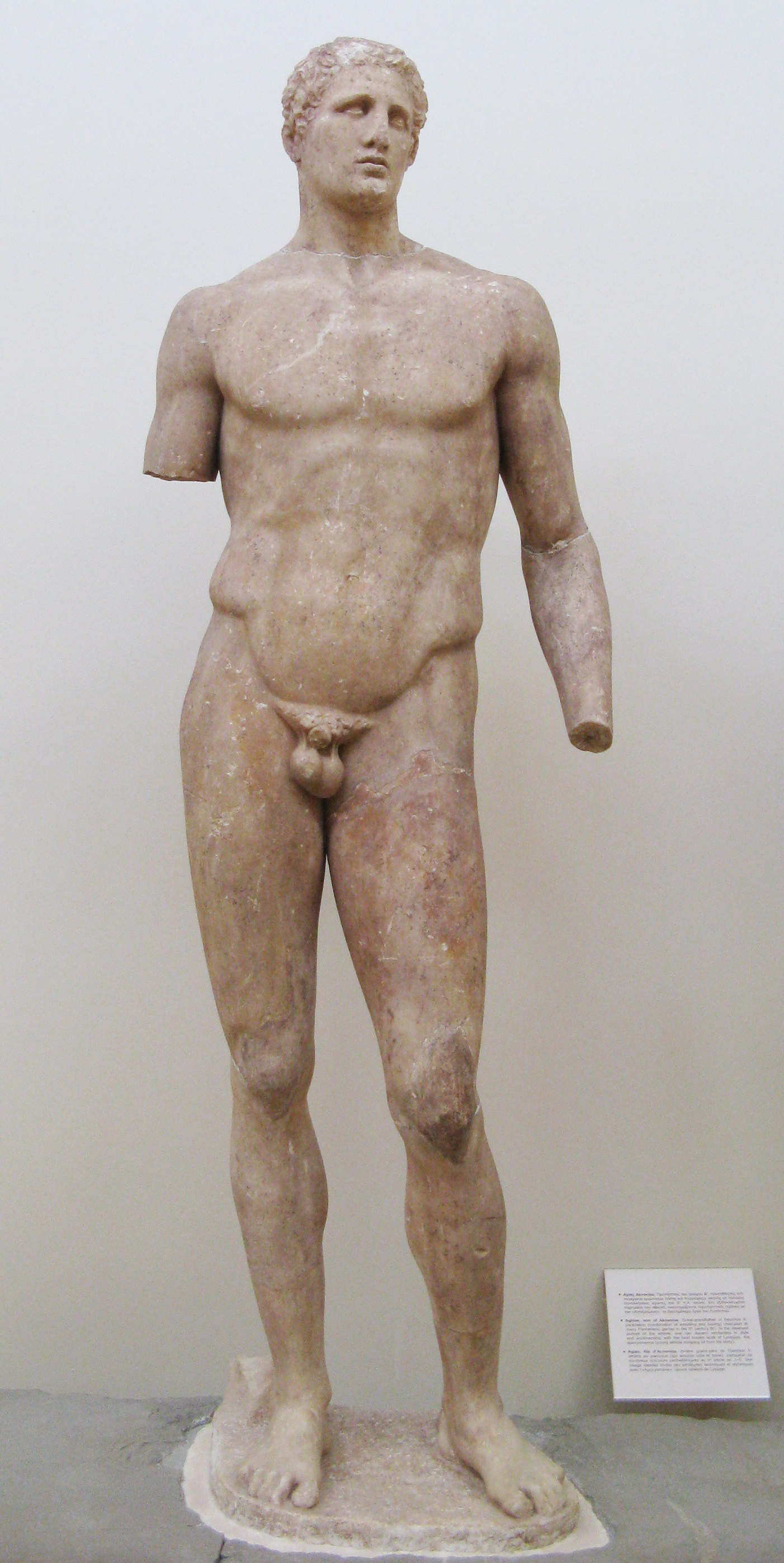
Agias, du monument de Daochos. Copie d'un bronze de Lysippe, 336-332, marbre H. 2 m. MArch Delphes.[105],
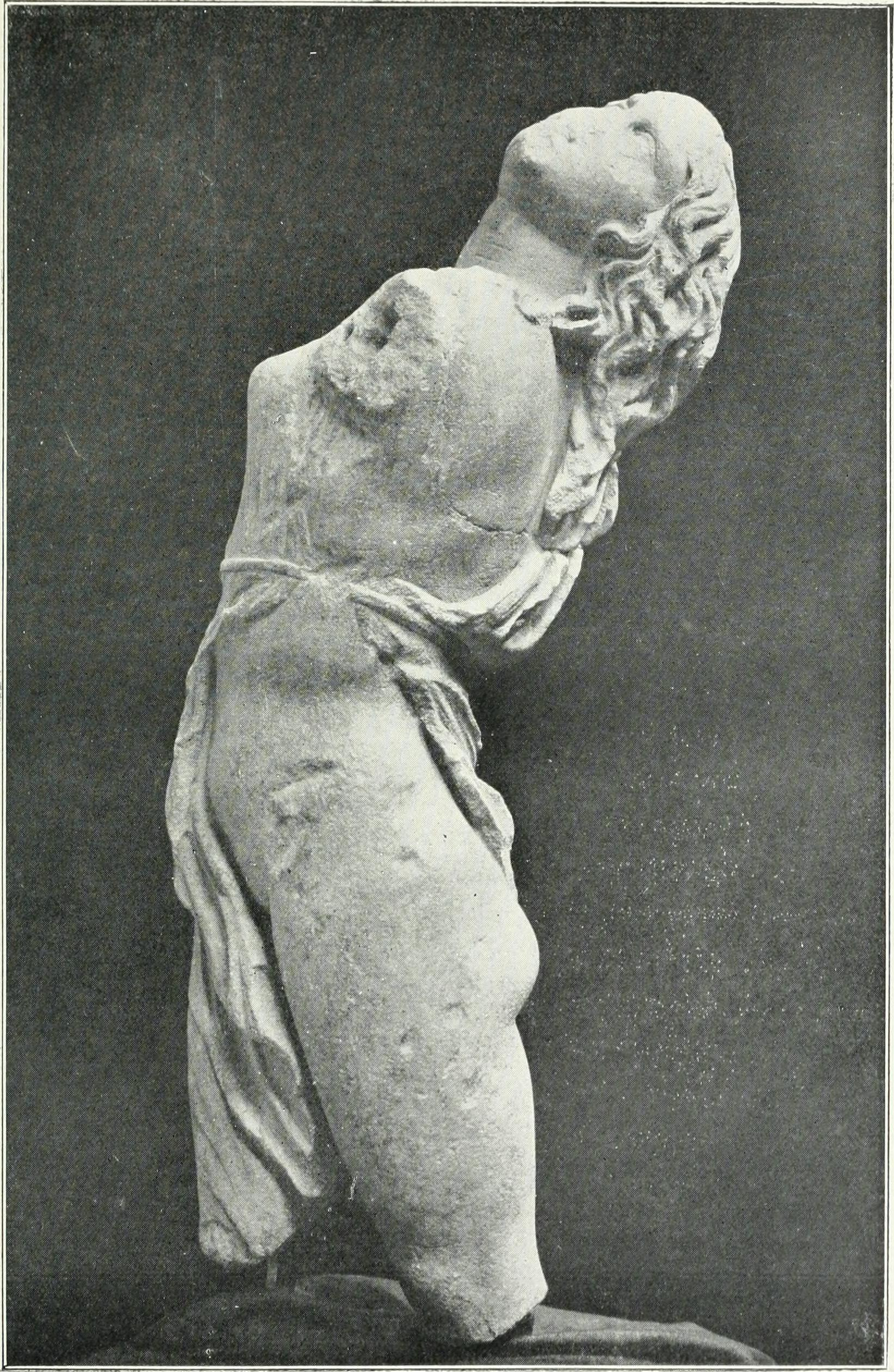
Ménade dansante. « Écho vraissemblable »[116] / original de Scopas v. 340-330, marbre. Gemäldegalerie Alte Meister, Dresde

#### Couleur et dorure
Couleurs et dorure apposées sur la pierre, les marbres en particulier, ne font plus aucun doute aujourd'hui puisque d'infimes traces sont bien attestées. Des études, fondées sur des analyses physiques, tendent à montrer que là où nous sommes sensibles à la patine d'un marbre blanc, les Anciens utilisaient la couleur. Par contre, comment ces couleurs étaient appliquées, cela reste discuté. Pline l'Ancien fait allusion au fait que le peintre Nicias était le peintre attitré de Praxitèle. Pline n'en fait pas une exception, il souligne une alliance particulièrement réussie. Donc, lorsque les Grecs font l'éloge des nuances, des passages subtils des couleurs et des jeux de clair-obscur de leurs peintures célèbres, cela se retrouvait alors sur les marbres, comme ceux de Praxitèle, mais pas seulement ce sculpteur-là.

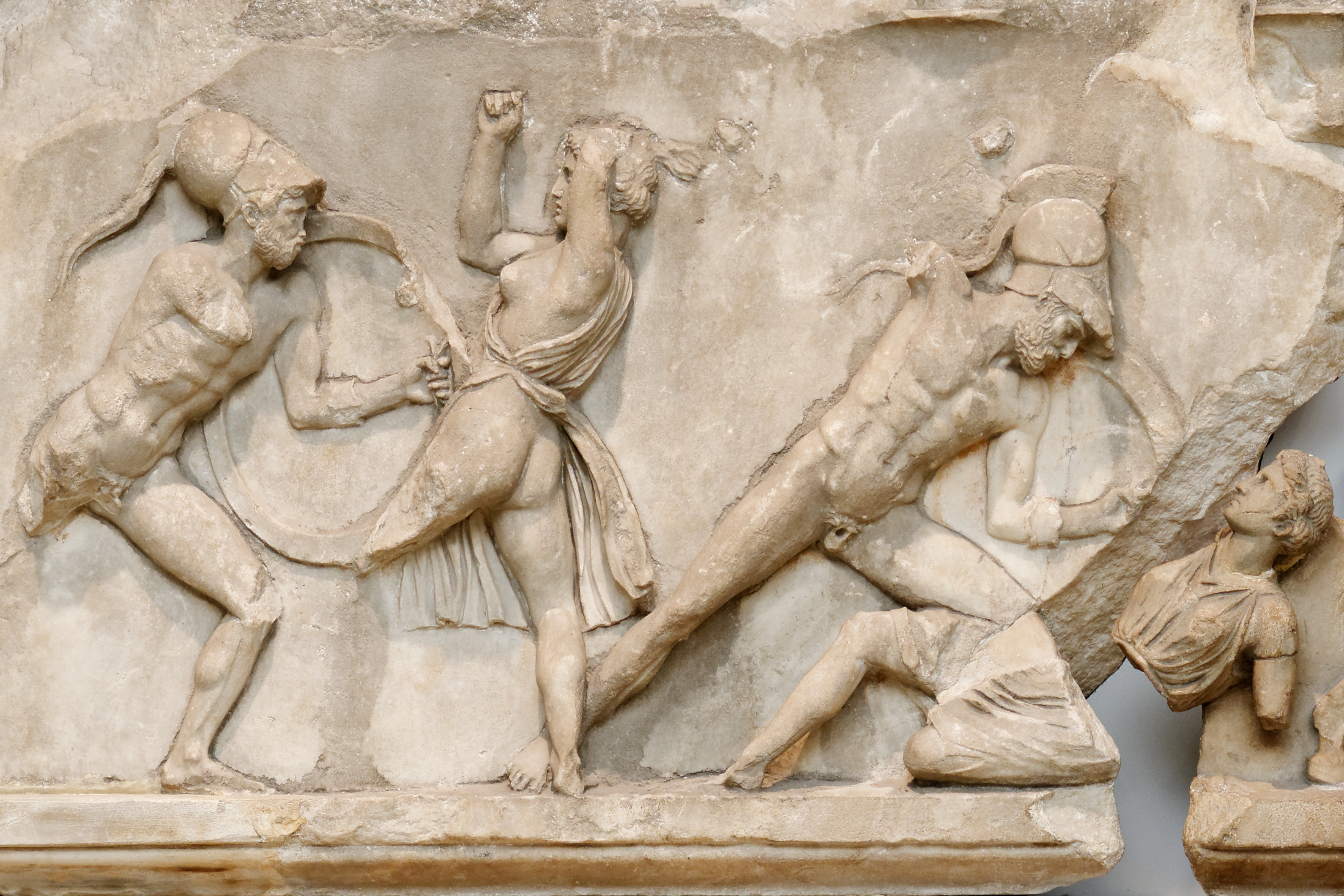
Combat des Amazones contre les Grecs. Plaque 1014, frise, attr. à Scopas. Mausolée d'Halicarnasse. V. 350. British Museum
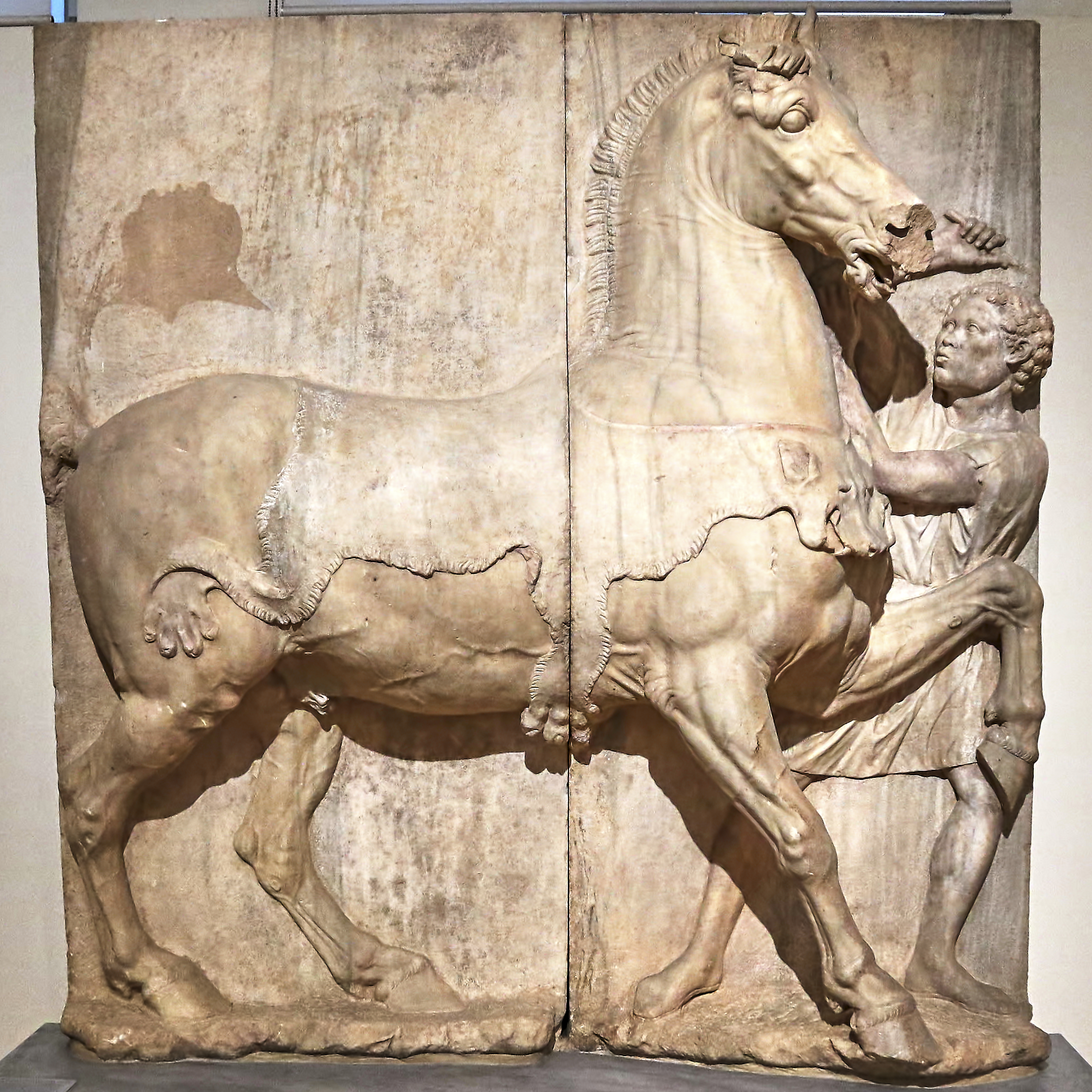
Naïskos funéraire au cheval. Marbre du Pentélique, H. 2 m, saillie 34 cm. MNArch Athènes[N 13]
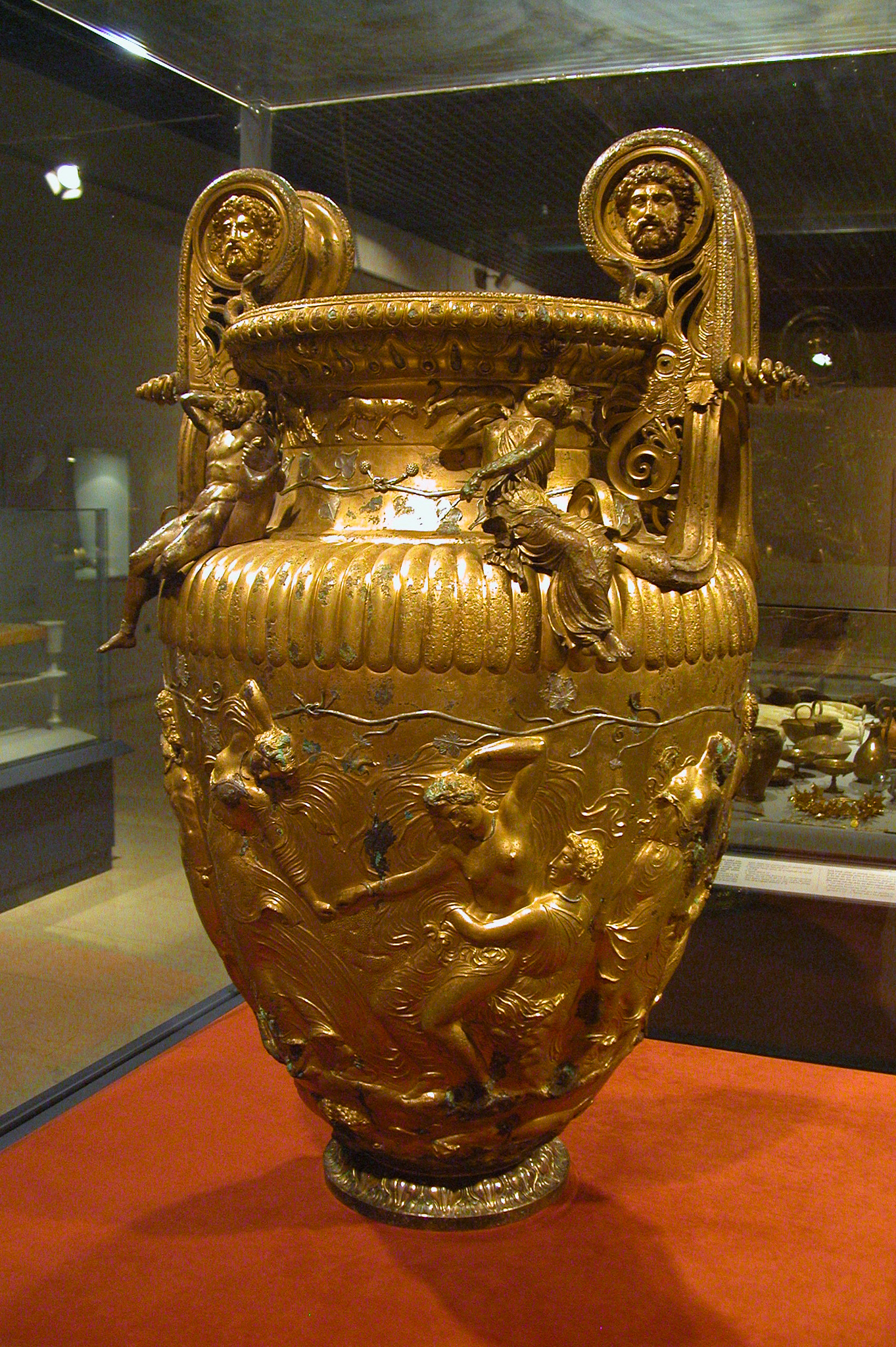
Cratère cinéraire de la tombe B, Dervéni, avant 320. Face B. Bronze[N 14] H. 90 cm. MArch Thessalonique
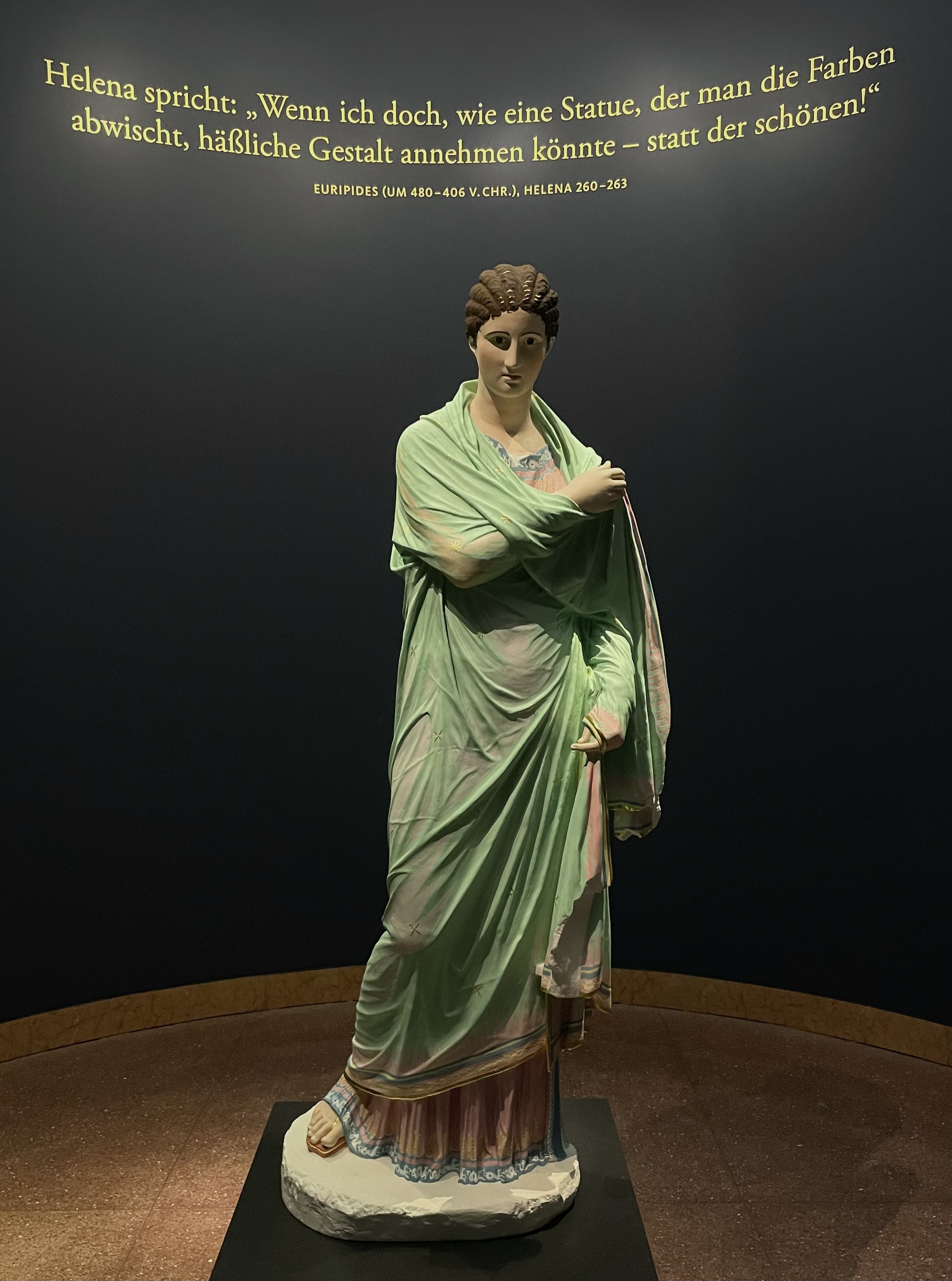
Restitution expérimentale des couleurs sur la « Petite Herculanaise » : type de femme plus jeune que la « Grande Herculanaise » v. 330-300[N 15]

#### Portraits
Les tout premiers portraits conservés actuellement remontent aux années 460-450 environ, dans le « style sévère ». Ce sont des portraits « en pied » (de la tête aux pieds) - non des bustes - à l'origine en bronze, comme le philosophe de Porticello. Leur copie en marbre et réduite à un buste, comme celle de Pindare, a conservé des détails observés correspondant bien à une personne et non à un "type" de personne - par sa fonction, son statut, etc.. La période qui suit donne plutôt des images conformes à des types, comme celle de Périclès qui correspond au type du stratège, ce n'est pas un portrait. Le portrait de Socrate, attribué à Lysippe, reste un portrait imaginaire qui reprend un type, évoqué par Alcibiade dans le Banquet de Platon, celui du Silène. Le portrait de Sophocle, comme la « Grande Herculanaise » conservent la figure en pied des portraits grecs, fermement drapés dans leur manteau. Mais le philosophe a le poing fièrement posé sur la hanche là où la femme, dont le voile laisse percevoir une coiffure complexe, prend une pose plus réservée qui sera reprise dans des portraits de femmes mûres, parfois impératrices romaines, parfois énigmatiques statuettes modelées et peintes à Tanagra et déposées dans les tombes de Béotie. Quant au « portrait de Libyen », il s'agit, selon Claude Rolley, d'un chef-d'œuvre, étranger aux canons académiques. Les traits caractéristiques du personnage sont bien individualisés, « par le profil du front et du nez, et les pommettes haut placées et saillantes », peut-être le visage d'un Berbère.
De cette époque, Lysippe tient la fonction mémorable de portraitiste attitré d'Alexandre. Des nombreux portraits qui le représenteraient les spécialistes retiennent deux marbres en particulier : celui de Dresde, la chevelure désordonnée, "léonine", qui correspond aux textes, et celui - dont l'implantation des cheveux est proche de la mosaïque d'Issos - qui est conservé à la Glyptothèque de Munich. Le premier est fougueux, « lysippéen », le second un peu rêveur. Chaque fois la coiffure le distingue radicalement des athlètes grecs, aux cheveux courts. Il semble ainsi appartenir à la grande famille des dieux et des héros. On utilisait pour décrire son regard le terme grec hygrotès, « humide ». Son aspect ne correspondait plus au modèle du souverain, paternel, autoritaire et digne, mais à celui d'un jeune héros, dynamique, qui pourrait entrainer à sa suite une armée de près de 40 000 hommes jusqu'aux confins de l'Indus.

Portrait de Sophocle, v. 330. Copie en marbre. H. 2,05 m. Vatican, musée Pio Cristiano(?)[124]
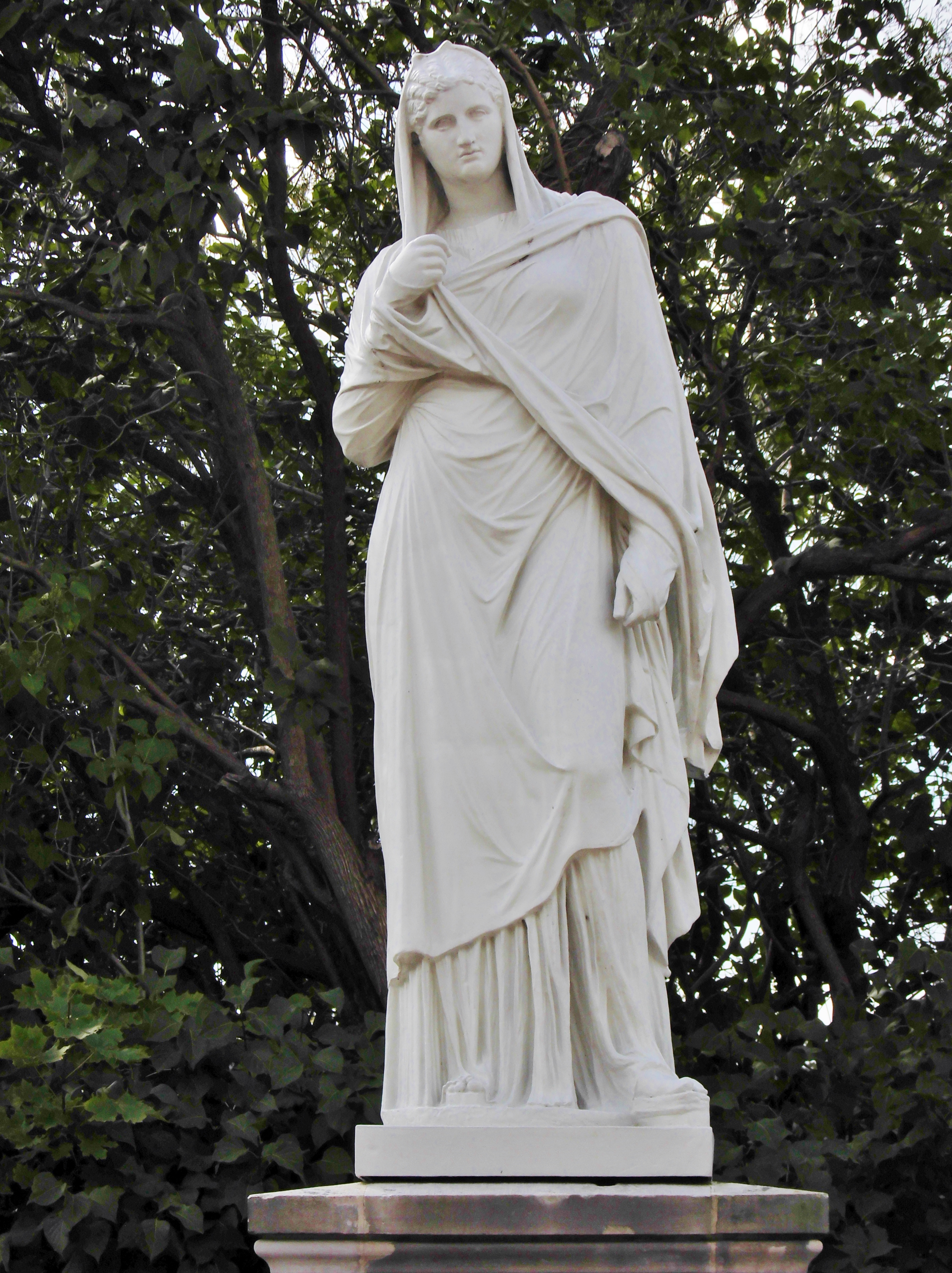
« Grande Herculanaise ». Copie moderne 1860s / original v. 330-300. H. 1,95 m. Modèle: Gemäldegalerie Alte Meister, Dresde[125],
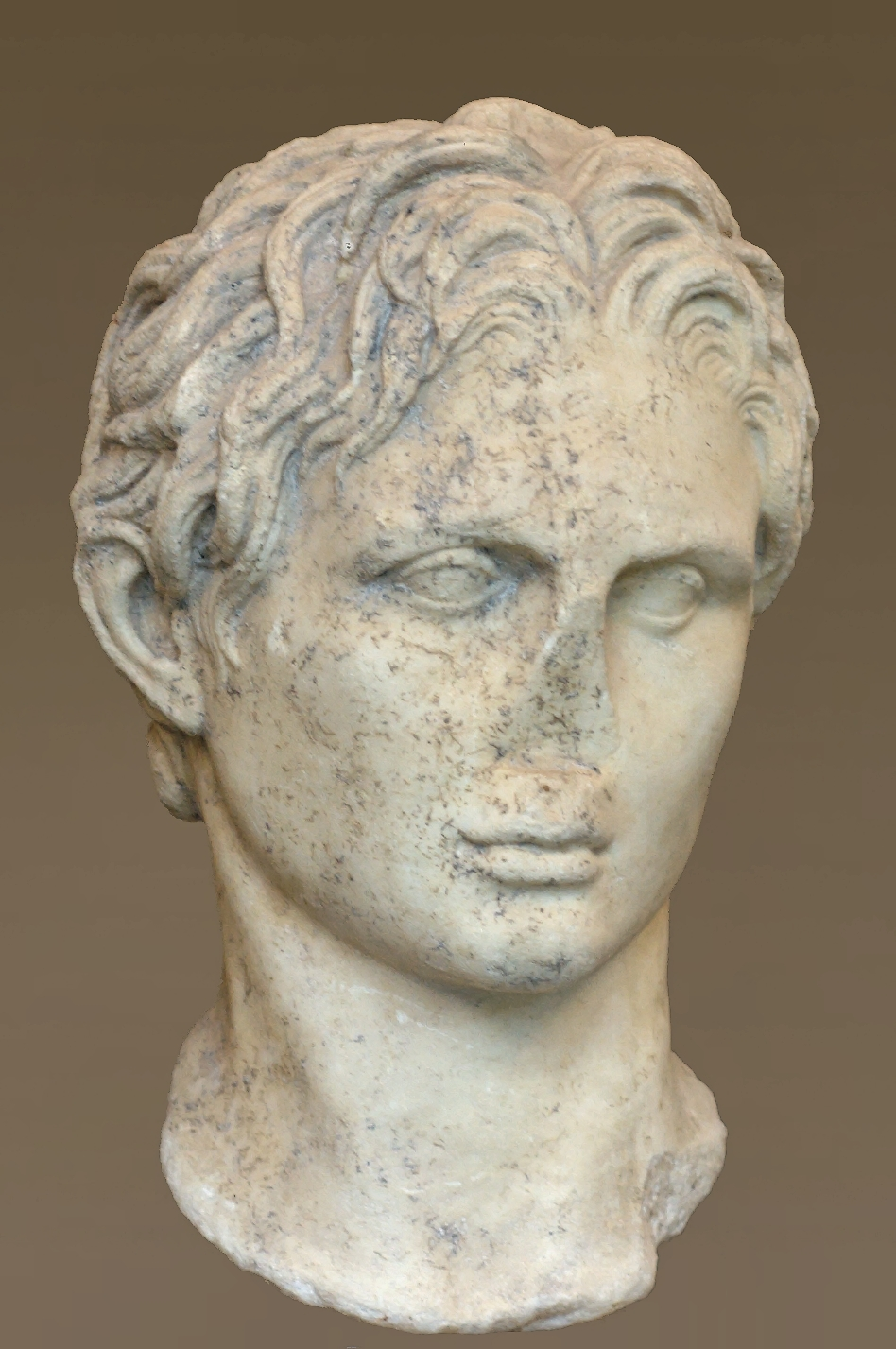
Alexandre. Copie en marbre d'un original (v. 330), de Lysippe. Glyptothèque de Munich
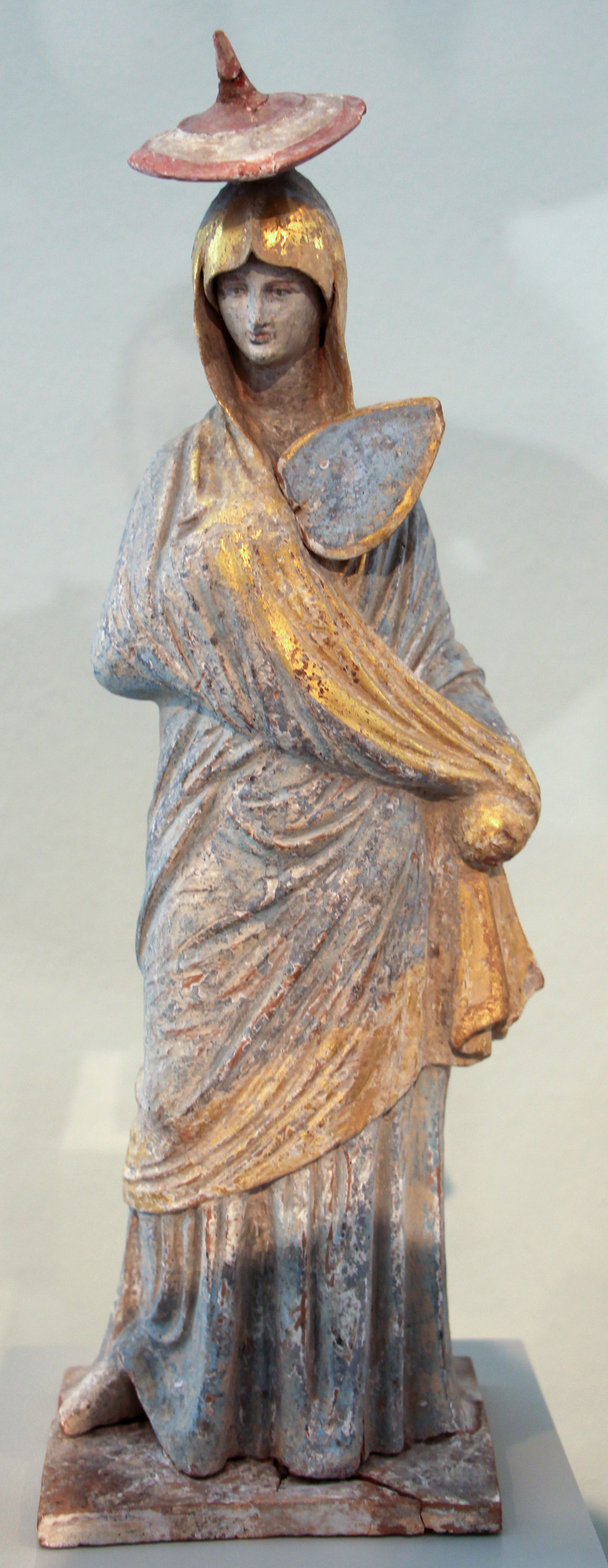
Figurine de Tanagra, Béotie. Terre cuite peinte et dorée, 325-300. Altes Museum, Berlin[N 17]
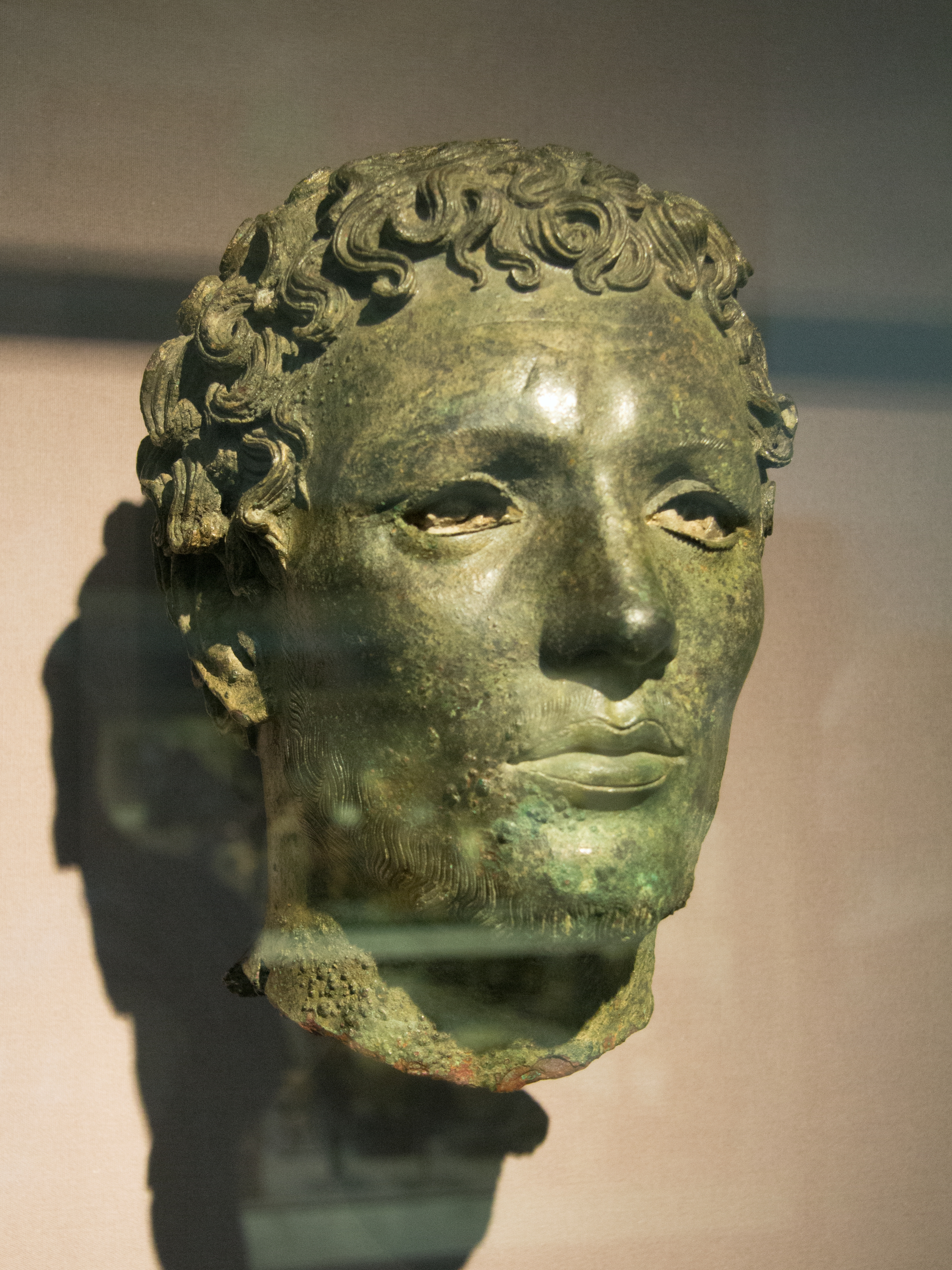
Tête d'une statue-portrait en bronze d'un Nord-Africain. Cyrénaïque (Libye)[N 18]. Taille naturelle. British Museum

Les figurines de terre cuite, ex-voto déposés dans les sanctuaires, peuvent reprendre certains motifs que l'on a vu prendre forme dans les portraits. Les figurines féminines, en Attique, reprennent les modèles de la grande statuaire, comme les Herculanaises, modèles qui sont aussi repris à Tanagra. La mode de draper le manteau sur le chitôn correspond probablement à une mode réelle, et l'attitude correspondante, celle du portrait de Sophocle, a même permis de dénommer une figurine de Tanagra, au Louvre, la « Sophocléenne », datée du quatrième quart du IVe siècle. Produites dans des ateliers qui exportent à l'extérieur de Grèce, elles ont manifestement un grand succès : les coroplathes vendaient aussi leurs moules qui donnaient à certains l'occasion de produire ainsi des imitations contemporaines ... et donner des idées à ceux qui en ont produit des faux, tout à fait modernes.

### Art archaïsant
Sous Philippe II de Macédoine se manifestent les premières formes d'un art archaïsant. Ainsi la frise des centaines de danseuses qui faisait le tour du monument offert par ce roi au sanctuaire des Grands Dieux de Samothrace dans le troisième quart du IVe siècle. Cet effet de style va perdurer au cours de la période hellénistique et jusqu'aux marges hellénisées de l'Inde, sous Ménandre Ier, au milieu du IIe siècle avant notre ère.

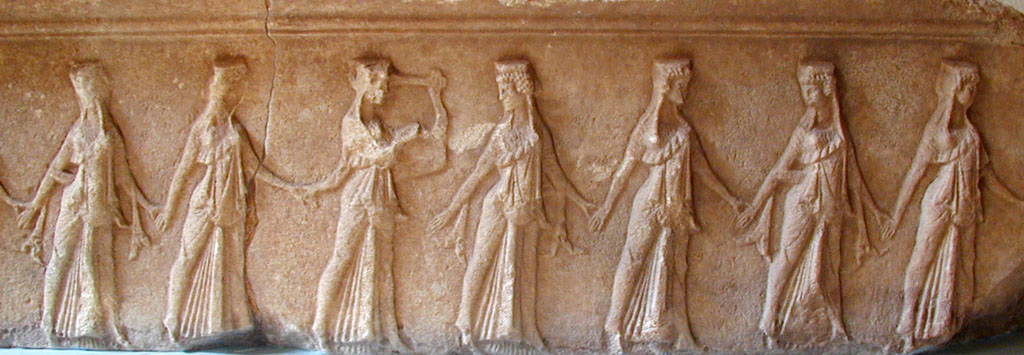
Frise des danseuses du sanctuaire des Grands Dieux à Samothrace.

#### Reprises Scythes de motifs archaïsants ou classiques grecs
À Thasos et sur le pourtour de la mer Noire, les modèles athéniens du IVe siècle donnent l'occasion de réinventions de types classiques qui sont repris mais avec des modifications. En Thrace, actuelle Bulgarie, des caryatides ont un style archaïsant qui évoquent les origines anciennes de ces figures-supports. Dans cette région occupée par des Thraces, le type du portrait hellénistique, au réalisme puissant, en manifestera l'effet sur le plus long terme. Au Pont-Euxin, au sud de l'Ukraine et donc aussi l'actuelle Crimée, déjà grenier à blé du monde grec et qui était occupée par des Scythes, les relations se sont resserrées au Ve siècle. Des rois très hellénisés exerçaient leur autorité sur un territoire occupé par des Scythes et des cités grecques, fondées initialement par Milet . De nombreux kourganes ont révélé la nature des importations de prestige avec des amphores panathénaïques et des vases attiques à figures rouges du « style de Kertch ». L'un de ces kourganes contenait des pendants d'oreille en or et émail avec la figure d'Athéna Parthénos dans le médaillon. Le IVe siècle correspond à l'apothéose de l'art gréco-scythe où s'effectue la fusion entre le style animalier, scythe, et l'art grec. Les compositions qui en résultent sont infiniment variables.

L'art gréco-scythe
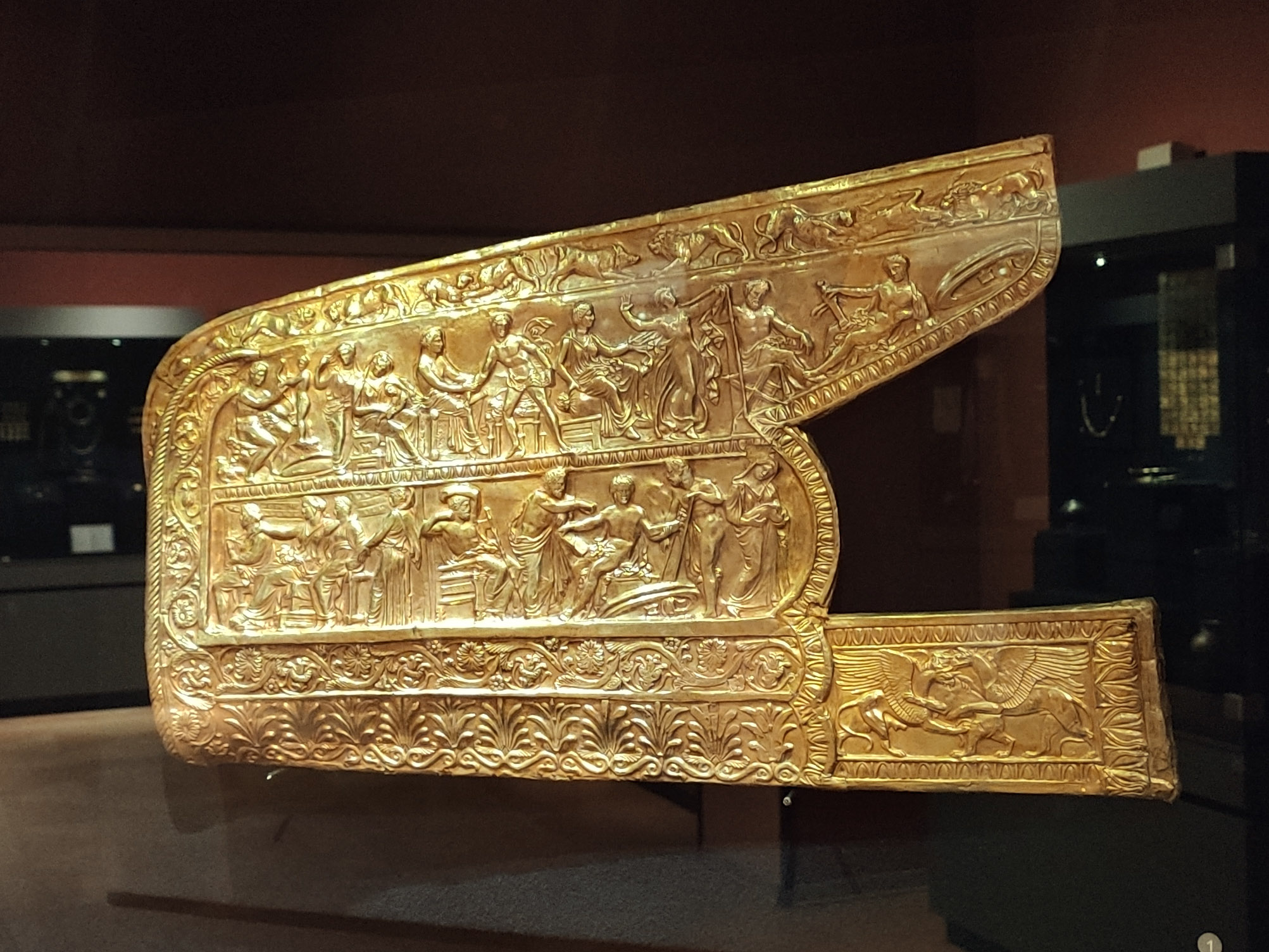
Gorytos en or, scythe. IVe siècle. Kourgane de Melitopol, oblast de Zaporijjia, Musée national de l'histoire de l'Ukraine
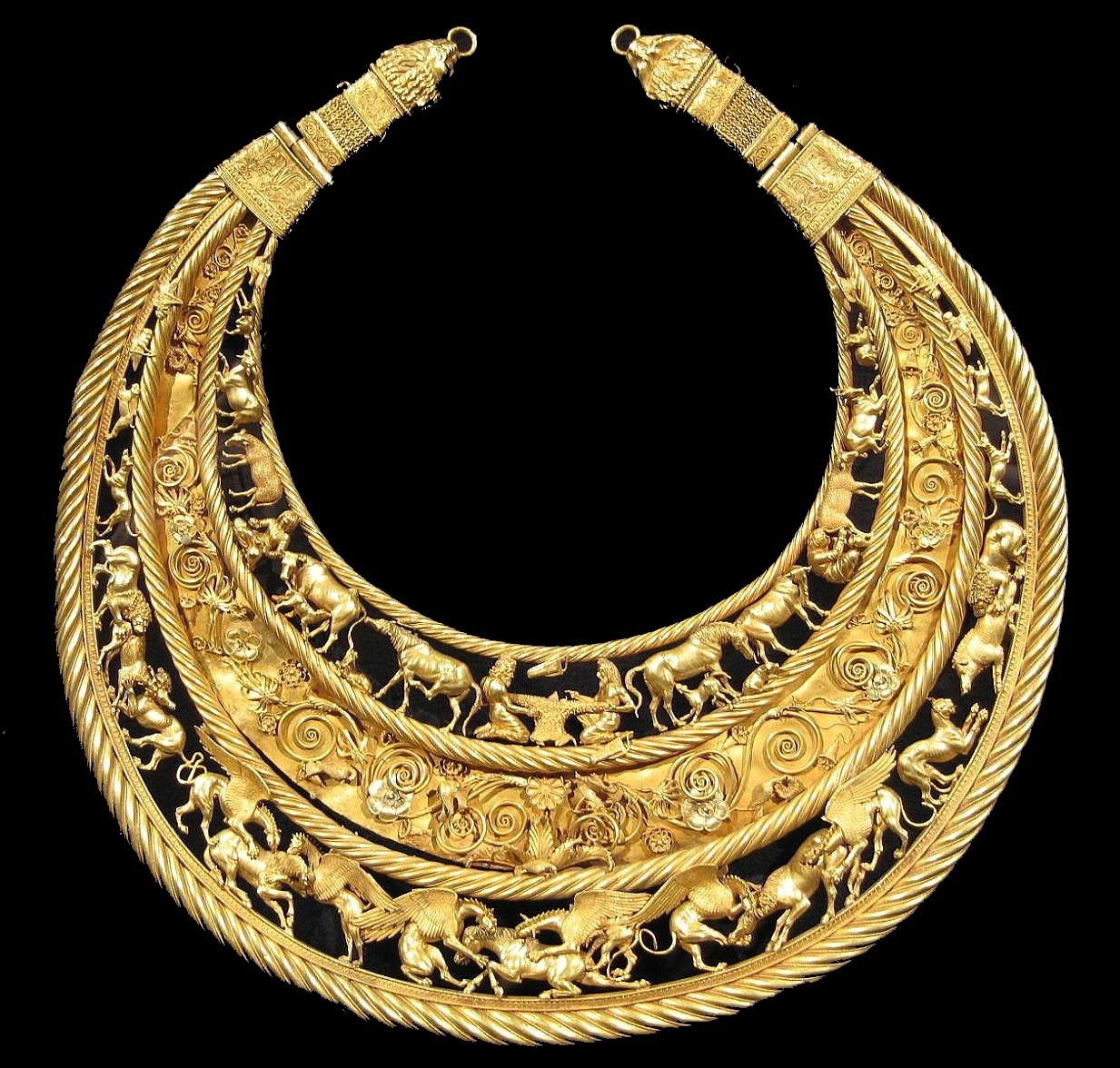
Pectoral du kourgane de Tovsta Mohyla, Ukraine. IVe siècle. D. 30 cm. Musée national de l'histoire de l'Ukraine
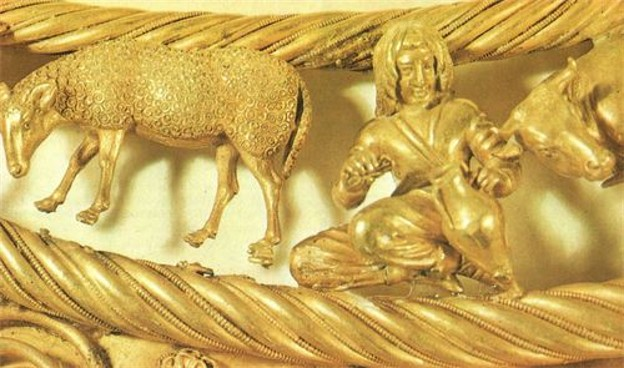
Détail du pectoral. Travail d'artisans-artistes grecs ou scythes ayant hérité du savoir-faire grec, motifs d'inspiration scythe.

## Art et société

### Qui paie?
Un grand nombre des sculptures les plus célèbres dans l'Antiquité restent de grandes énigmes, aujourd'hui. Par exemple du Doryphore de Polyclète on ne sait ni où il se trouvait ni quel en était le commanditaire, éventuel.
Car, en général, les artistes travaillent pour des élites, et le plus souvent sur commande, sauf sous des régimes démocratiques où la collectivité en prend, souvent, l'initiative. Seul Praxitèle semble faire exception : Pausanias, à l'époque romaine -  mais cinq siècles plus tard - raconte que l'artiste offrit à son amante une de ses sculptures et lui en laissa le choix. Il aurait eu ainsi un bâtiment dans lequel il conservait des œuvres destinées à la vente, mais cela n'est pas assuré.
- Collectivités : plusieurs groupes peuvent prendre ce type de décision, commander une sculpture, une nouvelle monnaie et en fixer le sujet - collèges de magistrats, associations culturelles, notamment, mais le plus important c'est l'État, et dans le cas d'une cité aux institutions représentatives, c'est à la suite d'un vote déclenché par la motion d'un citoyen[138]. Par exemple, les Athéniens, plus exactement le dèmos (l'assemblée du peuple) commande le nouveau groupe des Tyrannochtones qui devient symbole du régime politique qui se mettait en place à Athènes[139], et, plus tard, le Monument des héros éponymes[140], tous deux seront placés sur l'Agora. Par ailleurs, la construction d'une grande partie de l'Acropole d'Athènes et son décor sculpté ont été financés par le trésor d'Athéna - le trésor de l'alliance, la Ligue de Délos, conservé dans le Parthénon - après la décision prise en 454 de confier à Athéna la garde du trésor (le Phoros). Ensuite, après la conclusion de la paix avec la Perse en 448, Périclès engage ce programme de grands travaux destiné à assurer le plein-emploi, comme la guerre l'avait fait jusque-là : plan qui comprend les Propylées et le Parthénon, pour commémorer les guerres médiques, et la statue d'Athéna (Parthénos), sculptée par son ami Phidias[141].Pour la reconstruction de l'Acropole, c'est 5000 talents qui sont prélevés sur le trésor de la Ligue, et théoriquement remboursables[142] ; sachant qu'un talent permettait de construire une trière[N 19].

À une tout autre échelle, un trésor de guerre peut être utilisé dans le même but: à Olympie, la Victoire de Paionios est une offrande des Messéniens de Naupacte à la suite de leur victoire contre les Acarnaniens et la tribu des Œniades en 428, sur la prise de guerre de leurs ennemis.
- Potentats : ceux-ci sont déterminants, avant et après le premier classicisme - quand la démocratie caractérise Athènes. Ensuite, au cours du second classicisme, des artistes grecs travaillent pour des potentats orientaux  - comme ce fut le cas pour Scopas et Léocharès au Mausolée d'Halicarnasse, pour le satrape Mausole. C'est aussi le cas des artistes (dont Lysippe) qui sont au service des rois de Macédoine : Philippe II et Alexandre le Grand.
- Particuliers : les rivalités qui agissent au sein des élites - même au sein du régime démocratique - déterminent leur générosité (comme la charge d'une liturgie) et l'ingéniosité des artistes et artisans. La volonté de se distinguer a été et reste le moteur essentiel au sein de ces élites[143] en état de perpétuelle recomposition sociale[144]. Ce comportement, et ici le don d'un membre de l'élite à la communauté de la cité, relève de ce que Paul Veyne indique comme étant l'évergétisme : un don de l'individu à la société en vue d'une reconnaissance[145]. Pour exemple : l'Aurige de Delphes a été dédié à Apollon par Polyzalos, tyran de Géla, au nom de son frère Hiéron, tyran de Syracuse[46] pour célébrer sa victoire à une épreuve particulièrement coûteuse, la course de char. On peut le constater jusque dans les monuments funéraires. Ceux-ci étaient parfois d'un luxe ostentatoire à la fin de l'époque archaïque en Attique. Pour enrayer ce phénomène, une loi a interdit les monuments funéraires à personnages, peu après l'instauration de la démocratie en 508-507. Mais ils réapparaissent à la fin du Ve siècle : Stèle funéraire attique de l'éphèbe au chat, vers 430-420, réplique au cimetière du Céramique de la Stèle d'Hègèsô, vers 410-400, Stèle de Démocleides, au tournant des Ve – IVe siècles, ainsi que la Stèle funéraire de Dexiléos, vers 390 et la « Stèle de l'Ilissos ou du chasseur » (ci-dessus), attribuée à Scopas, vers 340. Toutes ces stèles, mais aussi leurs portraits honorifiques d'hommes et de femmes (prêtresses) sur l'agora (payés par la collectivité ou par eux-mêmes), signalent la reconnaissance de leur statut par les autres citoyens[146].

### Apprentissage
L'apprenti était embauché sous contrat ; quelques papyrus de ces contrats, conservés en Égypte, en précisent les termes. Un jeune pouvait être ainsi placé par son père, et, à la fin, passer un examen devant un jury indépendant. L'étude de maîtres anciens pouvait être envisagée. Dans un aphorisme, prêté à Lysippe, celui-ci prétend se distinguer des autres sculpteurs : il s'est donné la nature pour seul maître. Mais tous les artistes, dont les sculpteurs, suivaient un apprentissage. Certains venaient de loin chez un sculpteur renommé. Ainsi, on considère aujourd'hui, que le sculpteur Agéladas d'Argos (Agéladas I, act. 520 à 490) fut le maître de Polyclète, lui aussi d'Argos, mais aussi de Phidias et de Myron qui venaient d'Athènes . Les conséquences de la guerre (comme, ici, les Guerres médiques) pouvaient justifier le voyage. Myron, d'origine aristocratique, aurait pu aussi choisir une cité du Péloponnèse où la démocratie ne s'était pas installée.

### Rivaltés,agôn
La rivalité, l'agôn, est permanente - depuis au moins l'époque archaïque - entre sculpteurs, comme l'atteste le « concours (ci-dessus) », la joute entre Polyclète, Phidias et Crésilas mais d'une manière bien plus constante la volonté d'être le meilleur en réalisant des prouesses d'équilibre sur un corps quasi en mouvement ou des subtilités inouïes dans le traitement des surfaces, jusqu'à faire appel au meilleur des peintres de son époque pour parachever son œuvre (Praxitèle). Ce comportement concerne, plus encore, les commanditaires, et, au sein des élites, la pratique de l'évergétisme lors d'un don - ici, d'un monument sculpté - pour l'embellissement de la cité et l'édification des citoyens. Selon Alain Duplouy, cette rivalité « fut l'instrument par lequel les individus tissèrent de multiples relations sociales et multiplièrent ainsi les insignes de reconnaissance mutuelle, [mais aussi] leur identité et leur position sociale », et cela dans le regard des autres. La notion d'intériorité, d'existence sans ce regard extérieur n'apparaît, selon Jean-Pierre Vernant qu'entre le IIIe et le IVe siècle de notre ère.

### Images de faits sociaux
Les sculptures, comme l'histoire complexe du monument dédié aux Tyrannicides, sont révélatrices de faits sociaux. La frise des Panathénées est "parlante", elle aussi. Elle ne présente curieusement aucun hoplite. Leur total effacement par la cavalerie, qui était de très loin bien moins nombreuse que les hoplites, pourrait être motivé par un fait social ou politique contemporain. Andrew Stewart  évoque la réforme de Périclès concernant la cavalerie, entre 445 et 431, probablement après la série de défaites particulièrement humiliantes de 447-46. En effet Périclès a porté le nombre de cavaliers de 300 à 1000, et il leur a adjoint un escadron de 200 archers montés. Mais en même temps il a démocratisé les effectifs en question. En effet, la cavalerie était réservée aux riches (les seuls à avoir les moyens de posséder et entretenir un cheval de combat) et c'était un bastion du snobisme aristocratique. Périclès a donc ouvert la cavalerie à tout citoyen compétent, car l'État accordait un prêt pour le cheval et une allocation de nourriture pour le cheval et le demandeur, si nécessaire. Donc, bien que l'Acropole ait été le lieu idéal pour des dédicaces aristocratiques à l'époque précédente, la frise du Parthénon énonçait, sous une forme un peu optimiste, que tout Athénien était maintenant "comme" un membre de l'élite, soit réellement, soit potentiellement, car il pouvait prétendre à accéder à ce corps d'élite. Il pouvait apparaître sur la frise sans que rien le distingue des plus riches.

### L'«apogée» des sculpteurs suivant les auteurs latins
Pline l'Ancien, écrivain latin du Ier siècle apr. J.-C., donne une sorte de panorama de la sculpture grecque de l'époque classique en situant les sculpteurs les plus renommés à l'apogée de leur art d'après le calendrier des olympiades, fondé sur la récurrence des jeux olympiques antiques qui, selon la tradition, débutent en 776.
Les olympiades indiquées ci-dessous trouvent leur source dans La sculpture grecque : Sources littéraires et épigraphiques qui se réfère à Pline l'Ancien. Pline l'Ancien, dans son Histoire naturelle situe chronologiquement l'apogée les sculpteurs grecs célèbres ainsi, selon les olympiades :
- 83e olympiade (444-440) : Phidias, Alcamène, Critias (ou Critios), Nésiotès, Hégias (ou Hégésias).
- 87e olympiade (432-429) : Agéladas, Callon d'Élis.
- Et de nouveau, pendant la 90e Olympiade (420-417) : Polyclète, élève d'Agéladas, Phradmon, Myron, Pythagoras de Rhégion, Scopas, Périlaos (ou Périllos). Parmi eux, Polyclète eut comme élèves Argaios, Asopodoros, Alexis (inconnu par ailleurs), Aristéidès, Phrynon (inconnu par ailleurs), Athénodoros, Daméas de Cleitor (ou Déméas). Myron eut comme élève Lycios.
- 95e olympiade (400-397) : apogée de Naucydès, de Deinoménès, Canachos, Patroclès.
- 102e olympiade (372-369) : Céphisodote l'Ancien, Léocharès, Hypatodoros.
- 104e olympiade (364-361) : Praxitèle[155], Euphranor.
- 113e olympiade (328-325) : Lysippe, Lysistratos, Sthennis, Euphron, Ion, Sostratos de Chios, Silanion.
- 121e olympiade (276-273) : Eutychidès, Euthycratès de Sicyone, Céphisodote le Jeune, Timarchos.

Les plus illustres venaient à concourir malgré les différences d’âge. L'un des concours les plus célèbres concerne probablement la réalisation du décor dédié au temple d'Artémis à Éphèse. Il parut bon de choisir l’œuvre qui était la plus admirable au jugement des artistes eux-mêmes. C’est celle de Polyclète qui remporta tous les suffrages, ensuite celle de Phidias, puis celles de Crésilas, Krydôn et Phradmôn.
La carrière de la plupart de ces sculpteurs pose toutefois des problèmes de chronologie. Pline semble conscient des inconvénients de ce système de datation quand il écrit, à propos du concours d’Éphèse, malgré les différences d’âge. Il place Phidias 28 ans avant Polyclète. Phidias était en fin de carrière quand Périclès l’a appelé pour la mise en chantier des travaux du Parthénon. Céphisodote l'Ancien, le père de Praxitèle, connaît le sommet de son art 8 ans seulement avant son fils.
Les jugements qui consistent à classer les artistes et les œuvres sont des constantes de la critique antique et moderne. Les critiques grecs et latins dataient, pour situer un artiste dans le temps, ce qu’ils considéraient comme son apogée. Cela renseigne mal sur la carrière des artistes, qui ne se limite pas à leur triomphe.

## Recherche des originaux: étude des copies

### Vue d'ensemble

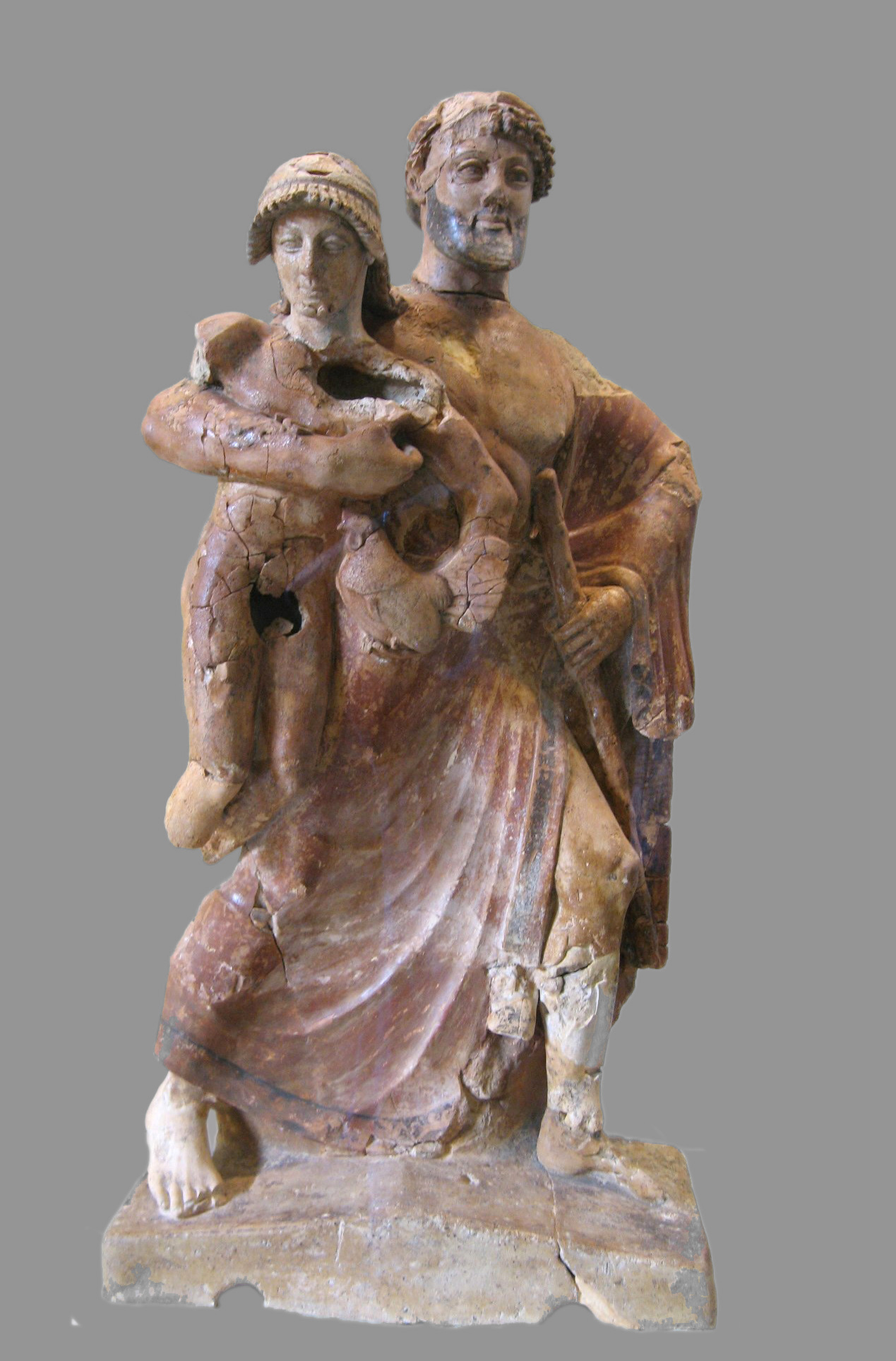
Zeus enlevant Ganymède. Terre cuite peinte originale. H. 1.10 m. Vers 480-470. MArch Olympie

Originaux en pierre et terre cuite : Parmi les originaux, certains sont en pierre, souvent en marbre, avec parfois des traces de couleurs : il s'agit, pour la plupart, de décors architecturaux ; mais on a retrouvé aussi de tels éléments de décors architecturaux en terre cuite peinte - Zeus enlevant Ganymède, à Olympie. Les autres terres-cuites de grande taille ont quasiment disparu ; cependant de petites sculptures en bronze ou terre cuite peinte, dite « petite plastique », ont été préservées dans les tombes avec, parfois, des miroirs en bronze dont la face opposée au miroir pouvait porter un décor figuré, gravé ou en relief.
Originaux en bronze : La fonte pleine en bronze à la cire perdue - le modèle en cire donne une statuette entièrement en bronze - a été utilisée pour les statuettes encore bien après la période archaïque. Les rares originaux de grande taille en bronze ont été réalisés aussi à la cire perdue, mais selon deux méthodes différentes de la fonte pleine : la technique directe ou la technique indirecte. Pour la première, un modèle de la sculpture, en matériaux divers recouverts d'argile, est enduit d'une fine couche de cire qui se prolonge par ce qui va servir de "tuyaux", pour l'écoulement de la cire les uns tournés vers le bas, pour l'évacuation, et d'autres vers le haut, pour l'arrivée de l'air lors de la cuisson. Puis cet ensemble est enveloppé d'argile, le tout étant traversé de tiges de métal. Le résultat est enfoui dans une fosse emplie de matériaux combustibles, c'est alors que, pendant que l'argile cuit, la cire fondue s'écoule par les "tuyaux". Après quoi le bronze peut être coulé, à partir de 1084° C. La fonte indirecte est utilisée surtout avec et après Lysippe. Dans ce cas il est nécessaire de réaliser des empreintes sur un modèle très précisément modelé. Dans tous les cas, le premier temps du travail consiste à élaborer un premier état de la sculpture, élevée en argile. C'est ce modèle qui doit recevoir l'approbation du commanditaire avant la réalisation finale.
Vers l'original perdu : De rares attributions semblent quasi assurées. La sculpture architecturale, pour laquelle il reste surtout des originaux, mais rares, est donc d’une aide très limitée mais essentielle afin de servir de référence pour comparaison avec les copies.
  
Les travaux récents sur Polyclète ont mené à de nouvelles réflexions. Elles conduisent, en théorie, à distinguer les copies, qui reproduisent un original pour en être un substitut, des répliques qui sont des répétitions contemporaines et qui en principe sont plus proches de l’original par le style et le travail que les copies postérieures.
Parallèlement à ces réflexions, l'étude de la sculpture d'époque romaine a permis de mieux percevoir ces nuances et leurs implications sur l'œuvre idéale, soi-disant « la plus proche de l'original ».

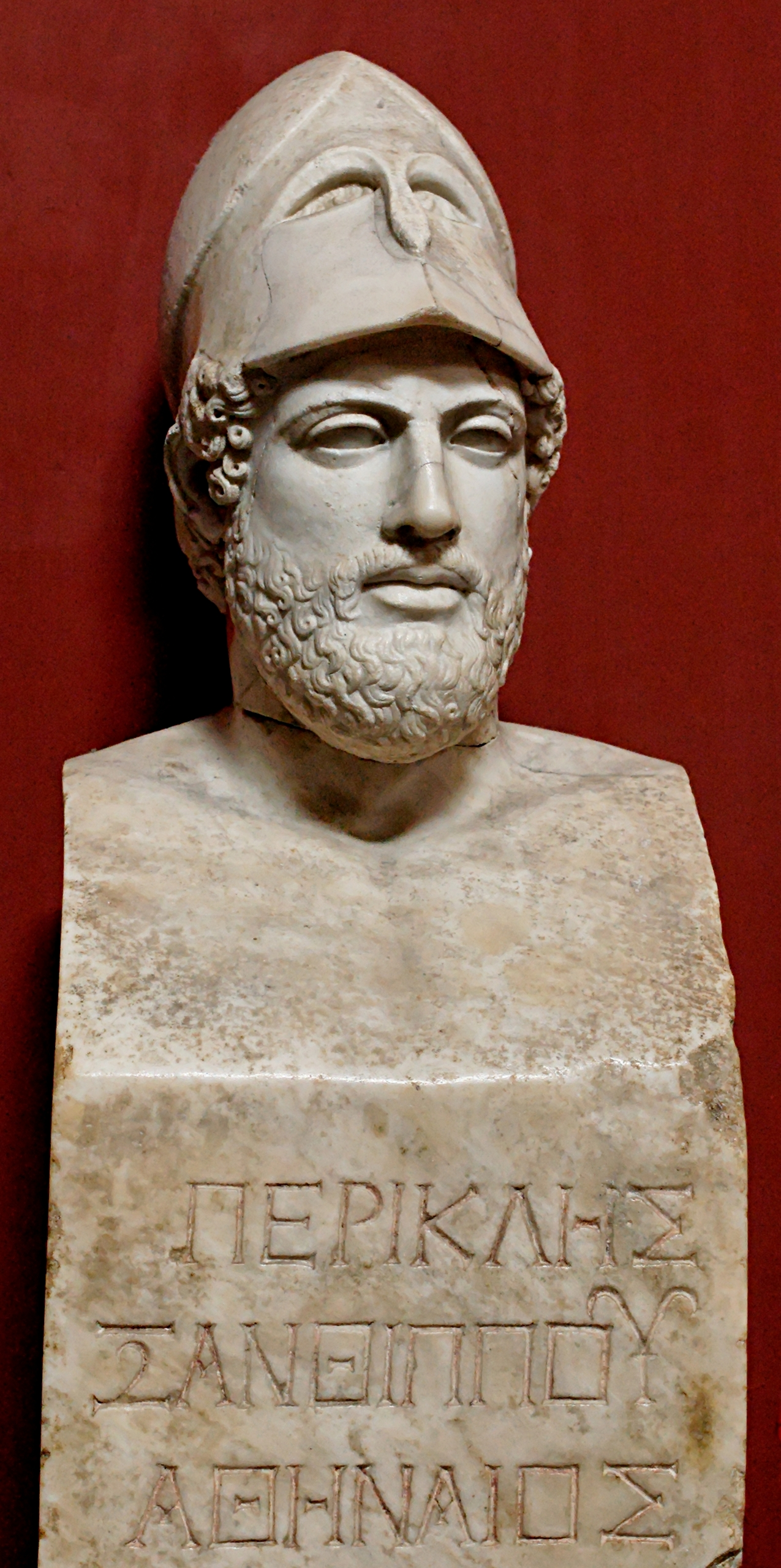
Buste de Périclès portant l'inscription « Périclès, fils de Xanthippe, Athénien ». Marbre. Copie romaine d'après un original grec de Crésilas (debout, en bronze, placé sur l'Acropole v. 430 AEC). Le portrait en pied, grec, a été réduit au buste à l'époque romaine. Les Grecs n'ont jamais réalisé de bustes.
Musée Pio-Clementino.

Copies : Mis à part quelques originaux dont le nombre n’augmente que très lentement, mais qui servent de références, nos connaissances portent sur des sculptures qui sont à peu près toutes d’époque romaine. En effet, à partir du IIIe siècle avant notre ère, le défilé triomphal du général romain après chaque campagne, dès la conquête de la Grande Grèce par la République romaine, a vu l'arrivée de peintures, sculptures et objets d'art grec à Rome, et ces trésors ont éveillé les regards, puis les passions. Puis, surtout au Ier siècle, à l'époque de Cicéron, collectionneur discret mais passionné, un nouveau marché prend son essor, celui de la fabrication de copies d’œuvres célèbres et d’œuvres d’art « à la grecque ». Plusieurs méthodes dans l'analyse de ces copies ont vu le jour, au fil du temps, jusqu'à aujourd'hui.
Moulages : Une étude de certains bronzes grecs - originaux - a montré que ceux-ci « sont plutôt produits dans un atelier où ils étaient préparés en série pour un commanditaire potentiel, observation qui réduit considérablement le concept d’originalité avec lequel l’art grec est traditionnellement distingué de l’art romain ». À la même époque classique selon Pline l'Ancien, le frère de Lysippe a eu l'idée de réaliser des moulages, en plâtre, de statues (très certainement des bronzes) et ce procédé a eu un immense succès ; à tel point que « l’Hermès de l’agora d’Athènes était agressé tous les jours par les matériaux qui étaient utilisés pour réaliser des moulages de ses différentes parties, tantôt la tête, le torse, une jambe ou un bras. »
Méthodes de copistes : Parmi les copies, les plus fidèles seraient, en principe, celles qui utilisaient des procédés mécaniques. D'une part, le moulage, dont les textes antiques montrent l’importance quoiqu’ils aient pu servir aussi de modèles à des copies en marbre. D'autre part, la reproduction avec prise de repères au compas. Ce dernier procédé est couramment employé à l’époque moderne, quand le modèle de l’artiste, souvent en argile, est transposé en pierre par un praticien.
Méthodes de création des sculpteurs grecs d'après des modèles admirés : Au lendemain de l’achèvement du Parthénon, différents sculpteurs ont eu le souci de définir leur originalité par rapport aux modèles du troisième quart du Ve siècle, ceux de Polyclète comme ceux de Phidias. Ces artistes du dernier quart du Ve siècle et du premier quart du IVe siècle réalisent ce qui sera un des grands apports du classicisme : l’élaboration d’un répertoire de solutions où pondération du corps, gestes des bras, orientation de la tête, l’organisation et la disposition du vêtement, l’arrangement de la coiffure et dans une certaine mesure la structure de la musculature pour les figures masculines. Le classicisme a créé, ainsi, un répertoire dans lequel les sculpteurs hellénistiques et romains ont puisé largement. Leur apprentissage consistant d'ailleurs, pour une grande part, à étudier ces modèles.
Copies en séries : Enfin, de nombreuses séries romaines de "répliques" de soi-disant "originaux" grecs pourraient tout autant se référer à un "original" grec inconnu qu'à des pastiches créés pour une clientèle romaine et correspondant au décorum romain - ce qu'il convenait d'exposer dans la société romaine concernée, donc de véritables créations romaines. Ainsi, certaines sculptures romaines témoignent du montage, complexe, de plusieurs fragments tirés de modèles grecs, ou de leurs dérivés, pour correspondre au goût romain. En général, dans l'Antiquité, une copie est plutôt une adaptation, parce que le sculpteur préférait recréer le modèle. La démarche des spécialistes aux XIXe et au début du XXe siècle a donc suivi celle des philologues pour l'étude des manuscrits, car les copistes ne cherchaient pas à nous transmettre la copie exacte des originaux, mais à réutiliser des statues ou des textes dans un contexte nouveau.
Pour des clients romains : Aujourd'hui, les données dont on dispose sur l’attitude des artistes, qu’ils soient grecs ou romains, qui travaillaient pour la clientèle romaine à partir du IIe siècle avant notre ère, accroissent les incertitudes quant à la classification d’un original par rapport aux œuvres que l’on connaît par les copies. Le problème posé devient alors celui des rapports entre les sculpteurs et leurs clients romains dont le goût est alors la raison principale de leurs choix. L’évolution de ce goût a été étudiée, en particulier à l’époque du principat d’Auguste, au Ier siècle avant notre ère, et à celle de l’Empereur Hadrien, au IIe siècle de notre ère. Toutes ces réflexions, qui éclairent l’histoire de l’art et du goût romain, compliquent néanmoins la recherche de l'aspect idéal des originaux Grecs[réf. nécessaire].

### Les copies des sculptures de Praxitèle
- Réplique de l'« Apollon tueur de lézard » (Saurochtone). « Il pourrait être l'unique grand bronze grec que l'on peut attribuer à un grand maître de la sculpture grecque sur la foi d'un témoignage littéraire. »[168].

"Réplique
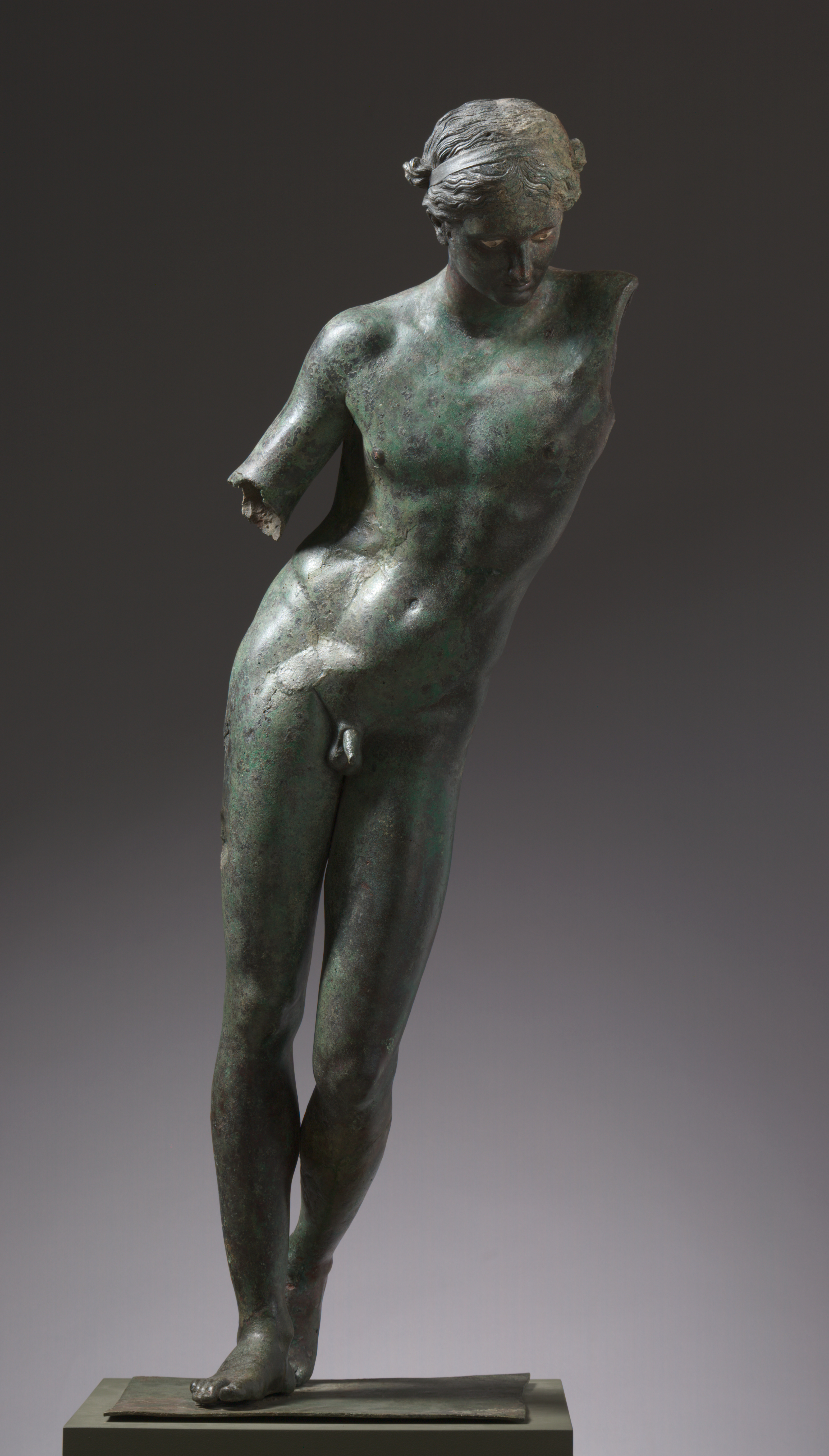
Réplique du type de l'Apollon Sauroctone. Bronze, taille naturelle. Cleveland Museum of Art
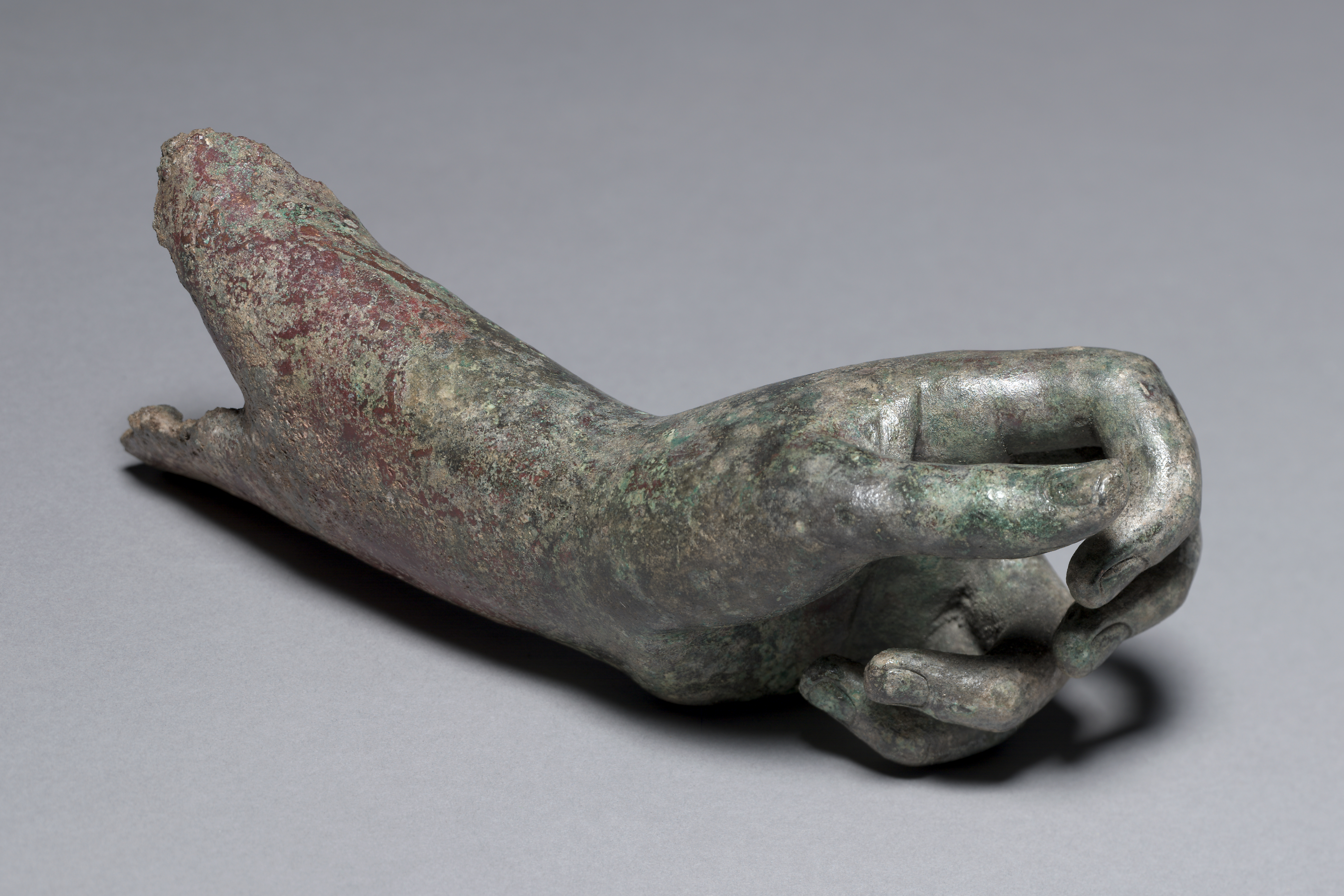
Réplique du type de l'Apollon Sauroctone. Bronze. Cleveland Museum of Art
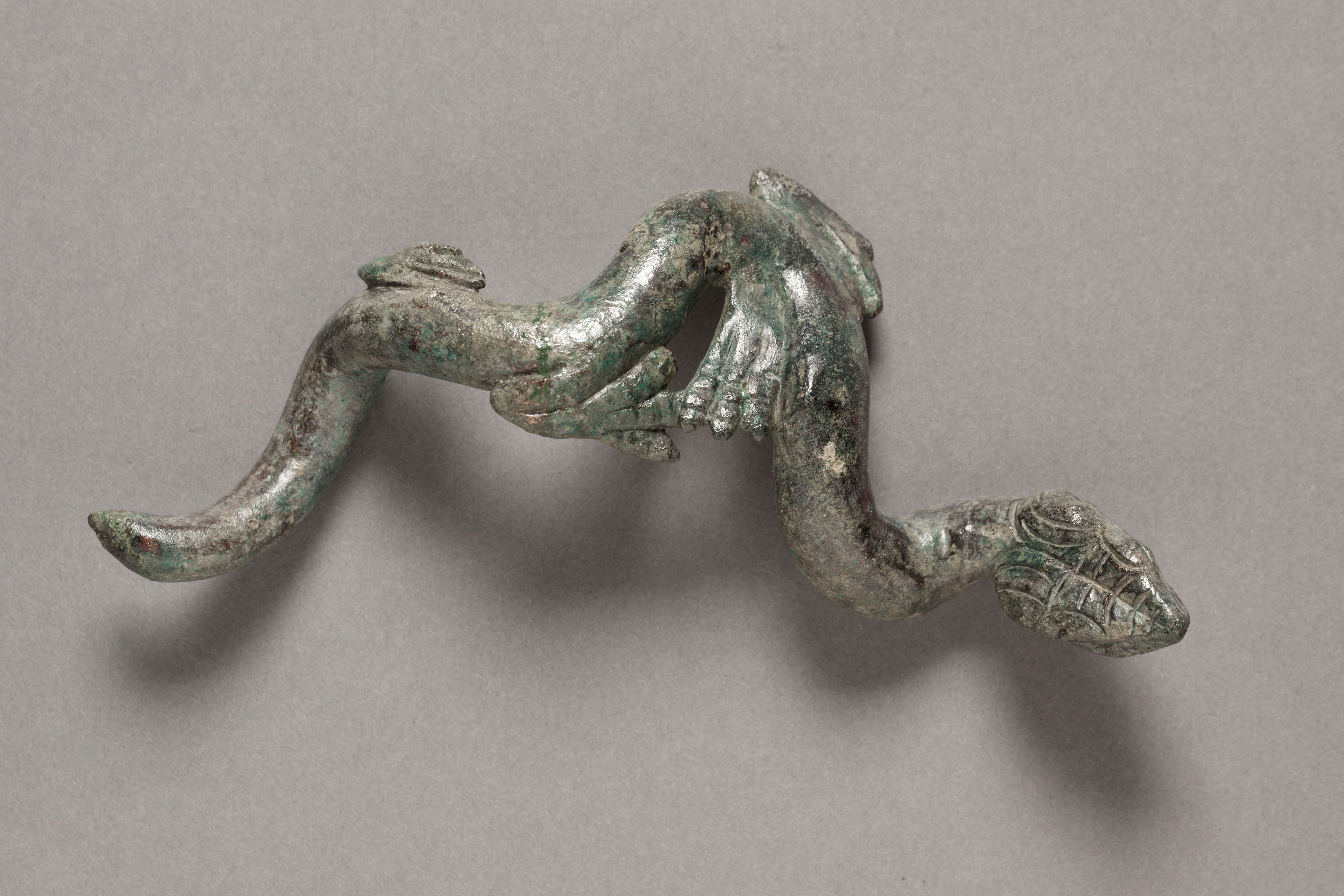
Réplique du type de l'Apollon Sauroctone. Bronze. Cleveland Museum of Art
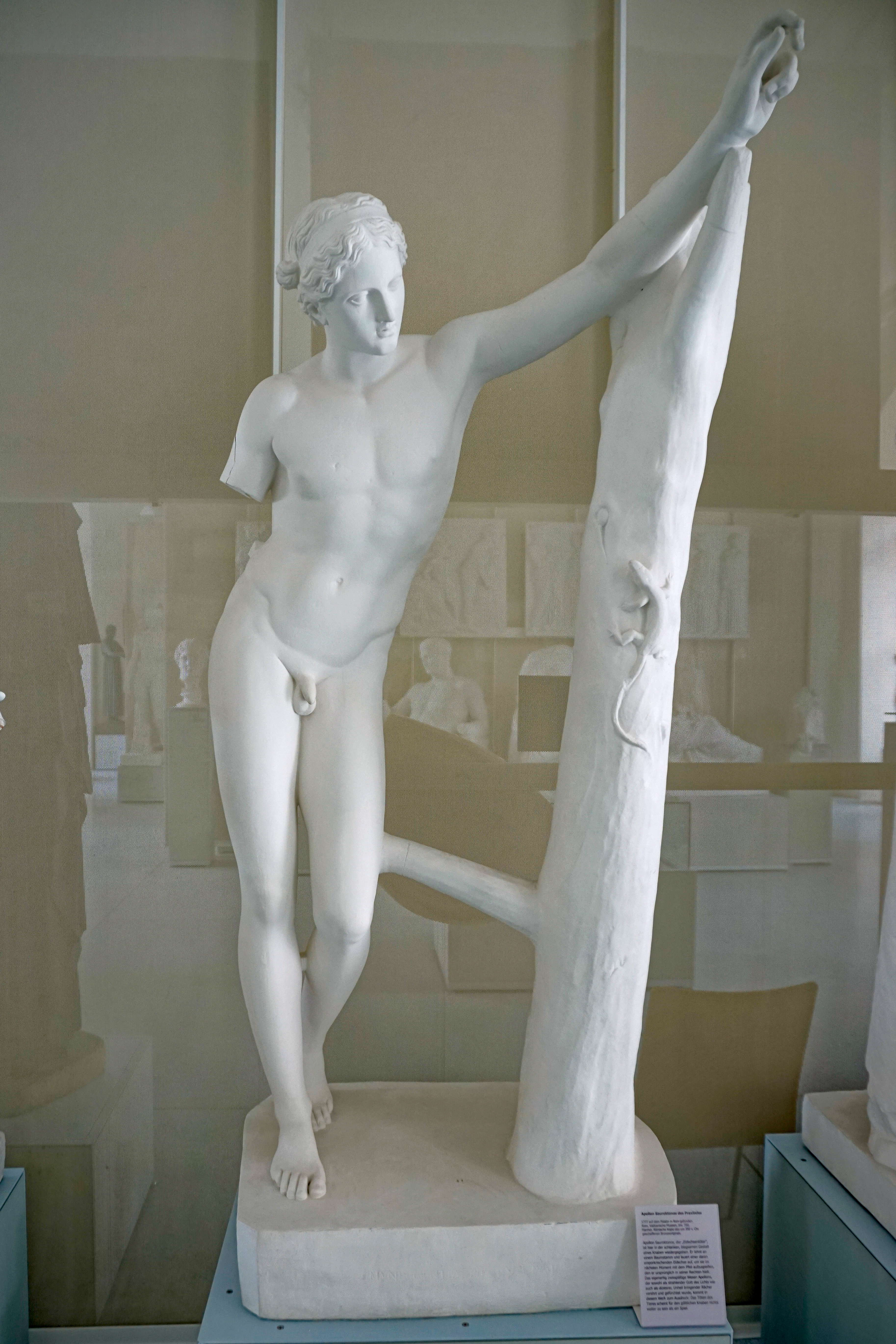
Plâtre de l'Apollon Sauroctone du Musée Pio-Clementino, à l'Université de Tübingen.

Deux éléments aident le spécialiste dans la recherche du style d'un artiste connu. La première aide à la recherche s'appuie sur l'ensemble des originaux, comme les décors de l'architecture datée.
Il arrive aussi que des descriptions antiques comme pour l’Apollon Sauroctone de Praxitèle permettent d’identifier les répliques de l’œuvre, elles ne suffisent cependant pas à décider laquelle est la plus fidèle au style de l’original. Longtemps les reproductions en plâtre rassemblées dans des collections ont servies de moyen d'étude comparative. Un texte de Pline l'Ancien, du Ier siècle de notre ère, rapporte que Praxitèle avait réalisé cette œuvre en bronze. Or, en 2004, le musée d'art de Cleveland a fait l'acquisition de l'unique statue en bronze de taille naturelle, mais partielle et fragmentée, de cet Apollon Sauroctone. L'étude qui en a été faite à l'occasion de l'exposition de 2007 montre que sa conception, sa technique de fabrication, les matériaux utilisés (comme les incrustations de cuivre pour les lèvres et les seins) et la grande maîtrise dont il témoigne suggère que cet Apollon de Cleveland est aussi proche que possible de l'art de Praxitèle et peut-être « la statue même, vue par Pline l'Ancien ». Une quarantaine de répliques en marbre, plus ou moins anciens, et des monnaies d'époque impériale frappées durant presque deux siècles indiquent l'extrême succès de cette statue à travers les siècles de l'Antiquité et en conservent l'idée générale : Apollon, nu, jeune et imberbe s'appuie sur le tronc d'un arbre et un lézard est en train de grimper sur le tronc. Le modelé subtil s'observe dans la pose décontractée et dans les détails : l'anatomie et la musculature servent un corps à l'évidence androgyne. Comme l'Aphrodite de Cnide, le charme du jeune Apollon est bien de nature érotique.

Copies romaines du type de l'Aphrodite de Cnide, Praxitèle, v. 350/340
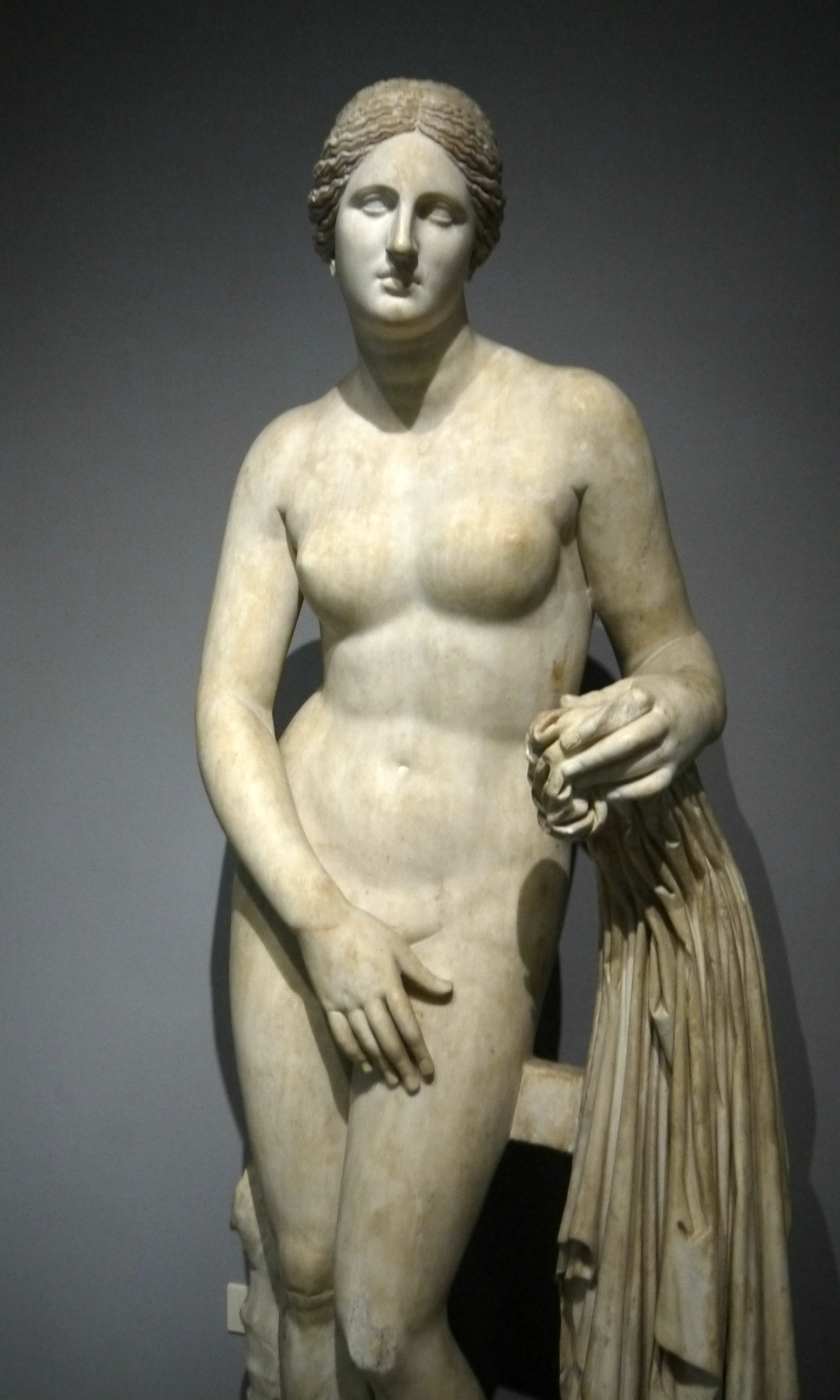
Vénus du Belvedere (la tête n'appartient pas à cette statue) Musée Pio-Clementino
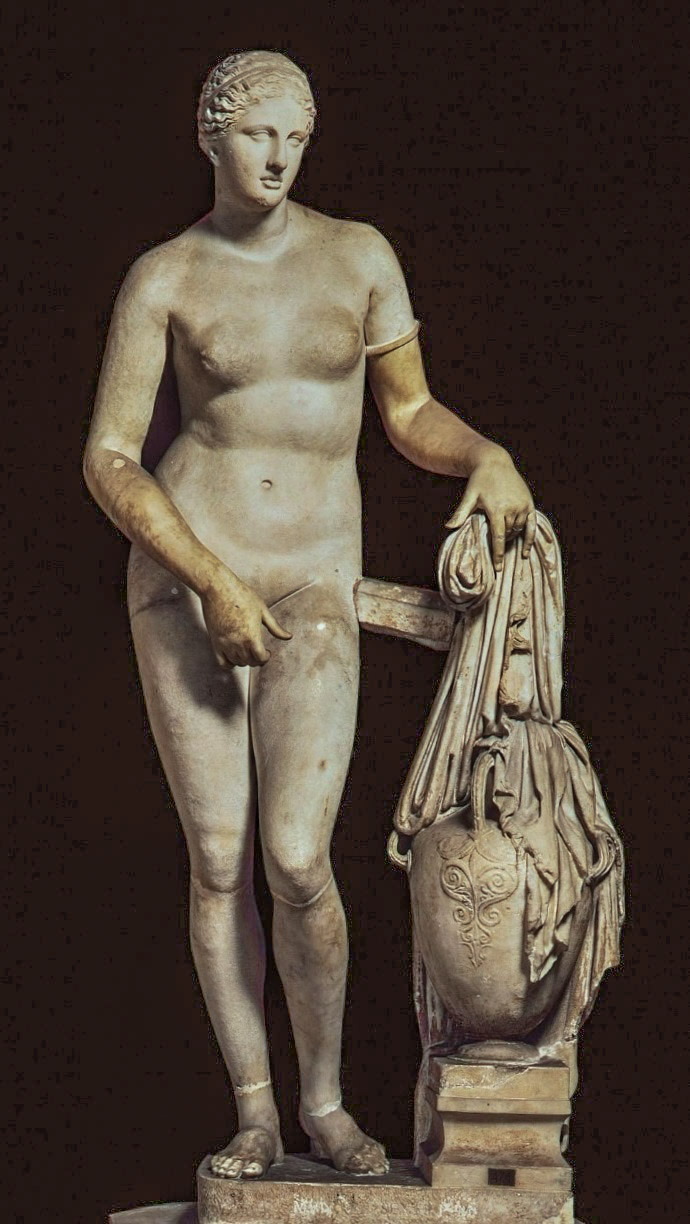
Vénus Colonna. Musée Pio-Clementino
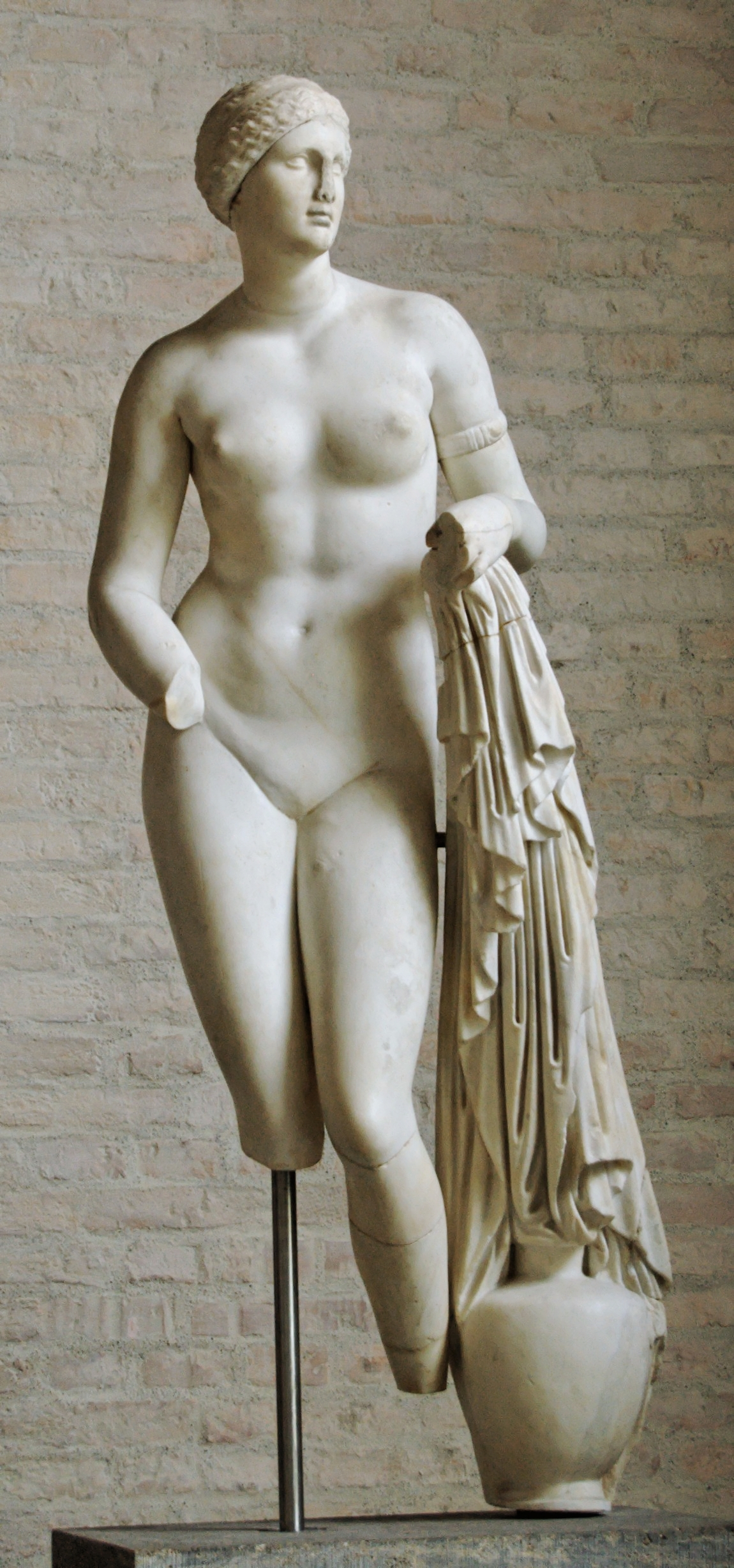
Aphrodite Braschi. Glyptothèque de Munich.
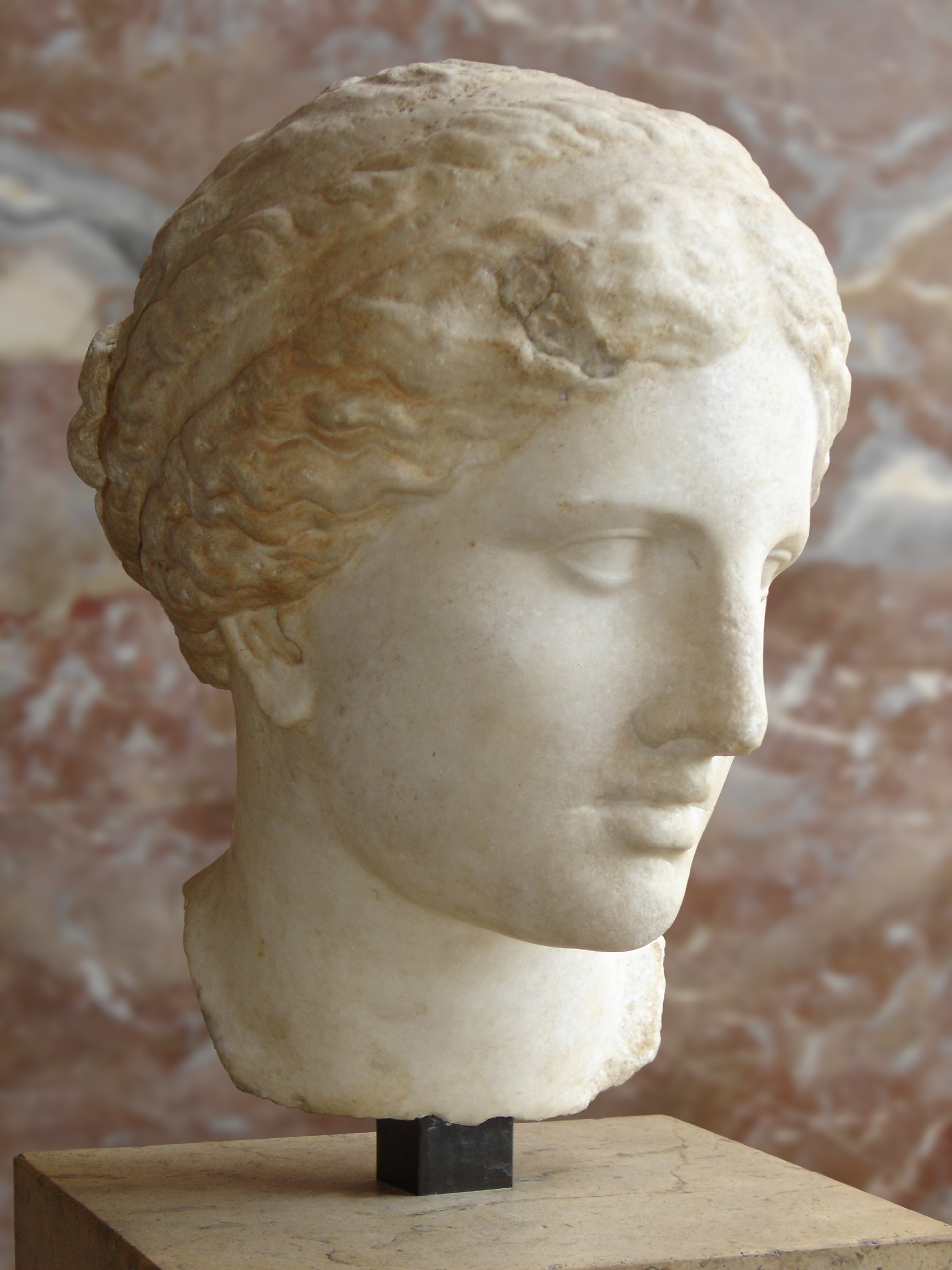
Tête féminine du type de l'Aphrodite de Cnide dite Tête Kaufmann. Louvre

Certaines sculptures sont considérées comme des références, proches des originaux, mais les variations qu'elles présentent, plus ou moins éloignées de l'original, en viennent à nous faire poser la question du sens de l'œuvre initiale. Ainsi à propos de l’Aphrodite de Cnide, Alexandra Dardenay relève, à la suite d'Alain Pasquier, que « s’il s’agit bien de copies de l’Aphrodite de Cnide, Praxitèle avait-il créé une Aphrodite pudique, comme le suggère la Vénus du Belvédère qui prend son vêtement pour dissimuler sa nudité, ou bien sa déesse était-elle impudique comme la Vénus Colonna qui pose langoureusement sa tunique sur une hydrie ? ».
L’Aphrodite de Cnide de Praxitèle montre comment on peut aborder le problème des copies pour se faire une idée de ce qu’a été la sculpture grecque. Il y a pour la pose deux types : celui de l’Aphrodite de la collection Colonna à Rome dite Aphrodite au bain, où la déesse semble surprise, répond au goût hellénistique, mais pas à ce qu’est une image divine au IVe siècle. Une réplique de l’Aphrodite de Cnide en bronze du type dit du Belvédère, d’époque impériale, au Louvre, donnerait une copie fidèle. La réplique en marbre de la tête de l’Aphrodite de Cnide, dite tête Kauffman au Louvre, que son exceptionnelle qualité a fait longtemps privilégier, montre une coiffure, avec bandeau et chignon, en ferait « un écho » d’époque hellénistique.